# Pompeyo
Cneo Pompeyo el Grande o Cneo Pompeyo Magno (en latín: Gnaeus Pompeius Magnus; Piceno, República romana, 29 de septiembre de 106 a. C.-Pelusio, Egipto, 28 o 29 de septiembre de 48 a. C.), más conocido en la historiografía como Pompeyo, fue un líder militar de la Antigua Roma y cónsul de la República romana en el 70, 55 y 52 a. C. Tuvo un destacado papel como comandante de las tropas leales al Senado en la guerra civil de 49-45 a. C.
Comenzó su carrera luchando en el bando de Lucio Cornelio Sila, en la guerra civil de 83-82 a. C., donde comandó con éxito tropas en Italia, Sicilia, África e Hispania. En el año 70 a. C. actuó como uno de los iniciadores de la abolición de las leyes de Sila. En la década de los 60 a. C., Pompeyo se convirtió en uno de los hombres más influyentes de Roma tras limpiar el mar Mediterráneo de los piratas cilicios y expandir la influencia romana en el este durante la tercera guerra mitridática.
En el año 60 a. C., Pompeyo, junto con Marco Licinio Craso y Cayo Julio César, organizó el Primer Triunvirato, una asociación informal de tres destacados políticos que tuvo una influencia decisiva en la política romana durante varios años. La disolución del triunvirato y el acercamiento de Pompeyo a los senadores contrarios a César provocaron el estallido de una nueva guerra civil. Tras su derrota en la batalla de Farsalia, Cneo huyó a Egipto, donde fue asesinado. Extremadamente famoso en vida, Pompeyo llegó a ser visto posteriormente sólo como un oponente infructuoso de César, quien lo eclipsó.

## Biografía

### Orígenes
La creencia más común es que Cneo Pompeyo nació el 29 de septiembre de 106 a. C., fecha establecida gracias a los relatos de Veleyo Patérculo y Plinio el Viejo sobre su muerte y el tercer triunfo en su cumpleaños.
En total, se conocen varias gentes Pompeya. Los pompeos de los que descendía Cneo no eran de ascendencia latina, sino que procedían de una familia de plebeyos de Piceno en la costa adriática de la península itálica. Se considera que el nombre genérico «Pompeyo» en sí mismo está relacionado con un topónimo en Campania. El nombre deriva, probablemente, de una raíz en osco, que significa «cinco», y la terminación -eius se considera a veces una influencia de la lengua etrusca. El primer representante conocido de esta familia, pero de una rama diferente, fue Quinto Pompeyo, quien ejerció el cargo de cónsul en el año 141 a. C. Sexto Pompeyo, abuelo de Cneo, participó en las batallas con los celtas en Macedonia en el año 118 a. C., probablemente como pretor, donde murió en batalla. El padre de Pompeyo, Cneo Pompeyo Estrabón, fue un famoso general y fue cónsul en 89 a. C. El joven Pompeyo estaba emparentado con el famoso poeta satírico Cayo Lucilio, pero no está claro si la hermana de este último era la abuela o la madre de Cneo. A pesar del éxito político durante tres generaciones en Roma, la familia Pompeyo estaba más cerca del orden ecuestre que de las familias de la nobleza con siglos de historia.
La genealogía de Pompeyo Magno, de acuerdo con la Pauly-Wissowa, es la siguiente:
|  |  |               |               |               |               | Cneo Pompeyo           |                        |                        |                        |                        |                        |                    |                    |                       |                       |                       |                       |                       |                       |                    |                    |                    |                    |             |             |             |             |            |            |            |            |  |  |         |         |         |         |         |         |  |  |             |             |             |             |             |             |
|  |  |               |               |               |               |                        |                        |                        |                        |                        |                        |                    |                    |                       |                       |                       |                       |                       |                       |                    |                    |                    |                    |             |             |             |             |            |            |            |            |  |  |         |         |         |         |         |         |  |  |             |             |             |             |             |             |
|  |  |               |               |               |               |                        |                        |                        |                        |                        |                        |                    |                    |                       |                       |                       |                       |                       |                       |                    |                    |                    |                    |             |             |             |             |            |            |            |            |  |  |         |         |         |         |         |         |  |  |             |             |             |             |             |             |
|  |  | Cneo Pompeyo  | Cneo Pompeyo  | Cneo Pompeyo  | Cneo Pompeyo  | Cneo Pompeyo           | Cneo Pompeyo           |                        |                        | Sexto Pompeyo          | Sexto Pompeyo          | Sexto Pompeyo      | Sexto Pompeyo      | Sexto Pompeyo         | Sexto Pompeyo         |                       |                       | Lucilia (?)           | Lucilia (?)           | Lucilia (?)        | Lucilia (?)        | Lucilia (?)        | Lucilia (?)        |             |             |             |             |            |            |            |            |  |  |         |         |         |         |         |         |  |  |             |             |             |             |             |             |
|  |  | Cneo Pompeyo  | Cneo Pompeyo  | Cneo Pompeyo  | Cneo Pompeyo  | Cneo Pompeyo           | Cneo Pompeyo           |                        |                        | Sexto Pompeyo          | Sexto Pompeyo          | Sexto Pompeyo      | Sexto Pompeyo      | Sexto Pompeyo         | Sexto Pompeyo         |                       |                       | Lucilia (?)           | Lucilia (?)           | Lucilia (?)        | Lucilia (?)        | Lucilia (?)        | Lucilia (?)        |             |             |             |             |            |            |            |            |  |  |         |         |         |         |         |         |  |  |             |             |             |             |             |             |
|  |  |               |               |               |               |                        |                        |                        |                        |                        |                        |                    |                    |                       |                       |                       |                       |                       |                       |                    |                    |                    |                    |             |             |             |             |            |            |            |            |  |  |         |         |         |         |         |         |  |  |             |             |             |             |             |             |
|  |  |               |               |               |               |                        |                        |                        |                        |                        |                        |                    |                    |                       |                       |                       |                       |                       |                       |                    |                    |                    |                    |             |             |             |             |            |            |            |            |  |  |         |         |         |         |         |         |  |  |             |             |             |             |             |             |
|  |  |               |               |               |               | Sexto Pompeyo Virdocio | Sexto Pompeyo Virdocio | Sexto Pompeyo Virdocio | Sexto Pompeyo Virdocio | Sexto Pompeyo Virdocio | Sexto Pompeyo Virdocio |                    |                    | Cneo Pompeyo Estrabón | Cneo Pompeyo Estrabón | Cneo Pompeyo Estrabón | Cneo Pompeyo Estrabón | Cneo Pompeyo Estrabón | Cneo Pompeyo Estrabón |                    |                    | Lucilia (?)        | Lucilia (?)        | Lucilia (?) | Lucilia (?) | Lucilia (?) | Lucilia (?) |            |            |            |            |  |  |         |         |         |         |         |         |  |  |             |             |             |             |             |             |
|  |  |               |               |               |               | Sexto Pompeyo Virdocio | Sexto Pompeyo Virdocio | Sexto Pompeyo Virdocio | Sexto Pompeyo Virdocio | Sexto Pompeyo Virdocio | Sexto Pompeyo Virdocio |                    |                    | Cneo Pompeyo Estrabón | Cneo Pompeyo Estrabón | Cneo Pompeyo Estrabón | Cneo Pompeyo Estrabón | Cneo Pompeyo Estrabón | Cneo Pompeyo Estrabón |                    |                    | Lucilia (?)        | Lucilia (?)        | Lucilia (?) | Lucilia (?) | Lucilia (?) | Lucilia (?) |            |            |            |            |  |  |         |         |         |         |         |         |  |  |             |             |             |             |             |             |
|  |  |               |               |               |               |                        |                        |                        |                        |                        |                        |                    |                    |                       |                       |                       |                       |                       |                       |                    |                    |                    |                    |             |             |             |             |            |            |            |            |  |  |         |         |         |         |         |         |  |  |             |             |             |             |             |             |
|  |  |               |               |               |               |                        |                        |                        |                        |                        |                        |                    |                    |                       |                       |                       |                       |                       |                       |                    |                    |                    |                    |             |             |             |             |            |            |            |            |  |  |         |         |         |         |         |         |  |  |             |             |             |             |             |             |
|  |  | Sexto Pompeyo | Sexto Pompeyo | Sexto Pompeyo | Sexto Pompeyo | Sexto Pompeyo          | Sexto Pompeyo          |                        |                        | Quinto Pompeyo (?)     | Quinto Pompeyo (?)     | Quinto Pompeyo (?) | Quinto Pompeyo (?) | Quinto Pompeyo (?)    | Quinto Pompeyo (?)    |                       |                       | Cneo Pompeyo Magno    | Cneo Pompeyo Magno    | Cneo Pompeyo Magno | Cneo Pompeyo Magno | Cneo Pompeyo Magno | Cneo Pompeyo Magno |             |             | Cayo Memio  | Cayo Memio  | Cayo Memio | Cayo Memio | Cayo Memio | Cayo Memio |  |  | Pompeya | Pompeya | Pompeya | Pompeya | Pompeya | Pompeya |  |  | Vatinio (?) | Vatinio (?) | Vatinio (?) | Vatinio (?) | Vatinio (?) | Vatinio (?) |
|  |  | Sexto Pompeyo | Sexto Pompeyo | Sexto Pompeyo | Sexto Pompeyo | Sexto Pompeyo          | Sexto Pompeyo          |                        |                        | Quinto Pompeyo (?)     | Quinto Pompeyo (?)     | Quinto Pompeyo (?) | Quinto Pompeyo (?) | Quinto Pompeyo (?)    | Quinto Pompeyo (?)    |                       |                       | Cneo Pompeyo Magno    | Cneo Pompeyo Magno    | Cneo Pompeyo Magno | Cneo Pompeyo Magno | Cneo Pompeyo Magno | Cneo Pompeyo Magno |             |             | Cayo Memio  | Cayo Memio  | Cayo Memio | Cayo Memio | Cayo Memio | Cayo Memio |  |  | Pompeya | Pompeya | Pompeya | Pompeya | Pompeya | Pompeya |  |  | Vatinio (?) | Vatinio (?) | Vatinio (?) | Vatinio (?) | Vatinio (?) | Vatinio (?) |

### Infancia y juventud
A finales de la década de los 90 a. C., Cneo se educó en Roma e incluso pudo haber sido vecino de Marco Tulio Cicerón en la capital. En el año del consulado de su padre, el joven Pompeyo se encontraba en su campamento en plena guerra Social como contubernio, lo que significa que formaba parte de un grupo de jóvenes romanos nobles que se entrenaban para el ejército. Según las fuentes, el joven Cneo estuvo presente en el consejo de su padre durante el asedio a Ausculum. El ejército de Estrabón actuó contra las tribus de los marsos, los marrucinos y los vestinos en Italia Central. Estrabón se mantuvo alejado durante mucho tiempo de las disputas que se iniciaron en Roma en el año 88 a. C. En 87 a. C. Cayo Mario y Lucio Cornelio Cinna lanzaron una campaña contra Roma, y Estrabón se convirtió en uno de los organizadores de la defensa de la ciudad. El joven Cneo todavía estaba en el ejército de su padre. Los partidarios de Cinna en el ejército organizaron un complot contra ambos Pompeyos, en el que Lucio Terencio debía matar al joven Pompeyo y sus cómplices debían incendiar la tienda de Estrabón. Sin embargo, Cneo se enteró del complot y logró persuadir a los conspiradores para que abandonaran sus intenciones. Ernst Badian, sin embargo, cree que los acontecimientos del complot fueron exagerados por los historiadores antiguos para exaltar a Pompeyo. Sin embargo, pronto Estrabón murió repentinamente, hecho que los autores antiguos atribuyen a un rayo, pero que los investigadores modernos refutan y sugieren que se debió a algún tipo de epidemia. Tras la muerte de su padre, el aspirante a general se vio prácticamente privado de la posibilidad de entrar en la vida política a la manera de muchos otros jóvenes de la nobleza: a través de la autoridad de su familia, el parentesco y la amistad.
La casa de Pompeyo en Roma fue pronto saqueada debido a la impopularidad de Estrabón, y se presentaron cargos contra el joven Cneo por malversar el botín capturado en Ausculum, aunque recibió el apoyo de hombres prominentes: el censor Lucio Marcio Filipo, el futuro cónsul Cneo Papirio Carbón y el orador Quinto Hortensio Hórtalo. Además, el juez de este caso Publio Antistio, quien era pretor o edil, pidió a Pompeyo que se casara con su hija Antistia, a lo que este último aceptó. Pronto fue absuelto, tras lo cual se casó con Antistia. Según Arthur Keaveney, estos acontecimientos marcaron una reconciliación entre Pompeyo con la nobilitas y Cinna, acercamiento que pudo haber sido iniciado por este último.
Mientras tanto, en Roma se conoció el tratado de paz que Lucio Cornelio Sila había concluido con Mitrídates VI, lo que presagiaba una guerra civil debido a que se esperaba que las tropas del primero llegaran en breves a Italia. No más tarde de 84 a. C. Pompeyo llegó al campamento de Cinna, quien estaba muy interesado en el joven debido a sus conexiones familiares en Piceno, donde podría reclutar tropas. Sin embargo, Cneo no se quedó en el campamento por miedo a perder su vida, y pronto se escondió. A causa de su misteriosa desaparición, comenzaron a circular rumores en Roma de que Cinna había ordenado su muerte. Según Plutarco, estos rumores provocaron un motín de los soldados en el que Cinna fue asesinado. Sin embargo, no se debe sobreestimar el papel de Pompeyo en la muerte de este último.
Pompeyo, por otro lado, se escondió de los partidarios de Cinna en su Piceno natal, donde tenía grandes propiedades y los lugareños simpatizaban con su familia. Allí comenzó a reclutar tropas, con la esperanza de ponerse del lado de Sila, aunque es posible que Cneo recibiera originalmente órdenes de reclutar hombres en Piceno para Cinna. El ejército de Cneo estaba formado principalmente por veteranos de las legiones de Estrabón, aunque también se le unieron clientes y arrendatarios de la familia pompeyana, lo que hacia que el ejército fuera completamente leal al propio Pompeyo. En total, reclutó una legión en Piceno y ordenó a sus partidarios que reunieran dos legiones más.

### Guerra civil de 83-82a.C., el ascenso bajo Sila y el primer triunfo

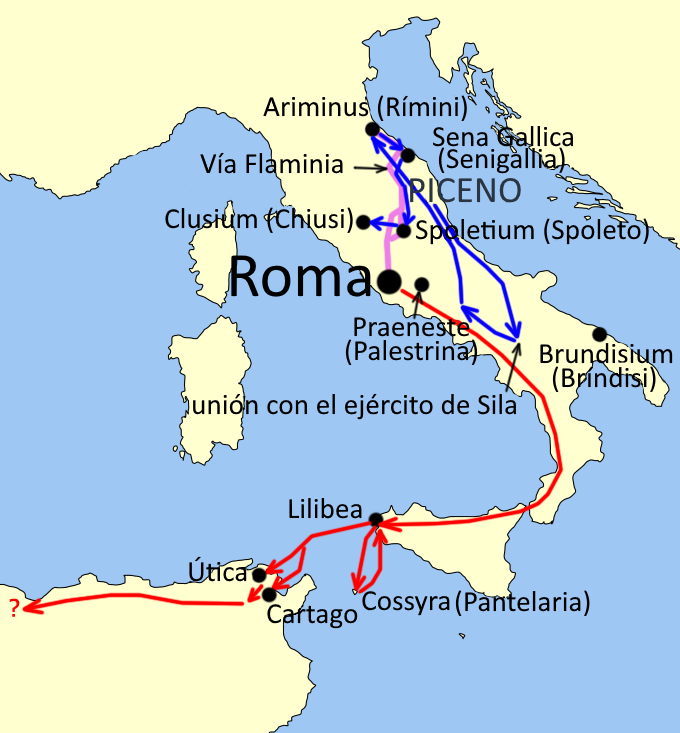
Mapa de las campañas militares de Pompeyo en 83-81 a. C.
El viaje desde Piceno para reunirse con Sila que avanzaba desde Brundisium, marchando hacia el norte hasta Metelo Pío, bloqueando los accesos a la sitiada Praeneste desde el norte.
El viaje de Roma a Sicilia, la captura de Papirio Carbón en Cossyra, la campaña africana. El punto del mayor avance de Pompeyo hacia el oeste es desconocido.
Vía Flaminia.

En el año 83 a. C., Sila desembarcó en Brundisium (la actual Bríndisi), y Pompeyo se apresuró a reunirse con él. Este recibió solemnemente a Cneo y le otorgó el título honorífico de imperator, acción que no tenía precedentes debido a que nadie había recibido tales honores con 22 años de edad, sin tener autoridad confirmada para comandar tropas (imperium) y sin haber obtenido una sola victoria. Según el historiador Apiano, Cneo fue la única persona a la que Lucio se puso de pie cuando entró en la sala.
No se sabe cuáles fueron las primeras órdenes del general con respecto a Cneo, aunque se cree que tal vez le ordenara que terminara de reclutar dos legiones más en Piceno. A principios de 82 a. C., Sila dividió sus fuerzas en dos grupos. Mientras que el propio Lucio y sus fuerzas principales lanzaban un ataque contra Roma desde el sureste a lo largo de la Vía Latina, Pompeyo fue enviado a través de la amigable Piceno a la Galia Cisalpina para luchar contra el cónsul Cneo Papirio Carbón. El liderazgo general de las fuerzas de Sila fue ejercido por Quinto Cecilio Metelo Pío, mientras que Cneo desempeñó funciones auxiliares, probablemente al mando de la caballería; así, Metelo mandó en las batallas contra Carbón cerca de Ariminus y contra Cayo Marcio Censorino cerca de Sena Gallica (la actual Senigallia), mientras que Pompeyo persiguió en ambas ocasiones a un enemigo en retirada.
Pronto se supo que Sila había asediado al cónsul y a uno de los líderes de los marianos —referencia condicionada a todos los romanos que apoyaron a Cinna y Mario en el 87 a. C. y se opusieron a Sila— Cayo Mario el Joven en Praeneste (la moderna Palestrina). Al enterarse, el segundo cónsul Carbón se apresuró a socorrerlo, por lo que dejó parte de las tropas al mando de Cayo Norbano en el norte. Tras recibir noticias de los movimientos de Carbón, Sila ordenó a Pompeyo que se dirigiera hacia Roma y a Metelo que se quedara en el norte y continuara la lucha contra Norbano. Cerca de Spoletium Pompeyo se unió a Marco Licinio Craso y derrotó a Cayo Carrinas, tras lo cual huyó a este último lugar, y en consecuencia, Cneo sitió la ciudad, pero por la noche durante una tormenta Carrinas huyó. Pronto Pompeyo emboscó con éxito a las tropas de Cayo Marcio Censorino, quien se abría paso hacia Praeneste. Marcio huyó del campo de batalla, tras lo cual la mayoría de sus soldados se amotinaron y volvieron a sus hogares. Tras varias derrotas ante sus subordinados, el cónsul Carbón abandonó a su ejército y huyó de Italia, y en consecuencia, en Clusio, Cneo derrotó a estos desmoralizados y sin mando; según Apiano, los marianos sufrieron hasta veinte mil bajas. Pompeyo no participó en la decisiva batalla de la Puerta Collina.
Mientras tanto, los marianos, quienes habían huido de Italia, habían cortado el suministro de grano de Sicilia, Cerdeña y África. Roma esperaba que un comandante experimentado restaurara su poder en las provincias y el suministro de alimentos, pero la elección de Sila, ya dictador, recayó en Pompeyo. Otra sorpresa fue la potenciación del joven comandante como propretor, aunque Pompeyo aún no había ocupado una sola magistratura en Roma, puesto que los senadores generalmente se convertían en gobernadores con los poderes de un propretor después de completar el mandato de un año, es decir, alrededor de los 40 años de edad y tenían una amplia experiencia política y militar. Una gran fuerza compuesta por seis legiones, ciento veinte barcos de guerra y ochocientos transportes fue puesta bajo su mando.
Las fuentes no informan de ninguna acción militar en Sicilia; al parecer, el general Marco Perpenna Ventón abandonó la isla cuando se enteró del tamaño del ejército de Pompeyo. Cneo se estableció en Lilibea al oeste de la isla y pronto sus patrullas descubrieron accidentalmente a Marco Bruto en un barco de pesca, quien espiaba para el cónsul Carbón. Bruto se suicidó, pero el pescador que dirigía la embarcación le dijo que Carbón se escondía en la isla de Cossira (la actual Pantelleria), y en consecuencia, Pompeyo asedió la isla, hizo prisionero al cónsul y lo ejecutó. Esta condena dejó atónitos a los contemporáneos debido a que un jovencísimo Pompeyo, quien aún no era senador, ejecutaba personalmente a un hombre que había sido tres veces cónsul de la República y que, debido a que la ejecución probablemente se produjo en el año 82 a. C., a ojos de mucha gente era un legítimo cónsul en funciones y el portador de la máxima autoridad en Roma. Los adversarios políticos pronto apodaron a Pompeyo «el adolescente carnicero» (en latín: adulescentulus carnifex), y posteriormente se refirieron al episodio con frecuencia en los discursos públicos. Al mismo tiempo, Cneo mostró gentileza hacia los marianos comunes de la isla, además de prodigar la ciudadanía romana a sus amigos sicilianos. Gracias a estas acciones su popularidad en la provincia creció, y muchas personas endeudadas con Pompeyo se convirtieron en sus clientes.
En diciembre, Pompeyo recibió la orden de cruzar a África, donde los marianos, aprovechando la gran popularidad de Cayo Mario, reunieron veintisiete mil soldados y consiguieron el apoyo del usurpador numida Hiarbas. Pompeyo dejó a Cayo Memio en Sicilia y dividió sus tropas en dos unidades, que desembarcaron en Útica y alrededor de las ruinas de Cartago. Al enterarse del rápido desembarco del gran ejército de Pompeyo, los soldados marianos comenzaron a desertar, y el comandante Cneo Domicio Enobarbo decidió dar batalla antes de que se dispersaran definitivamente. Según los antiguos historiadores, antes de que comenzara el combate, comenzó una fuerte lluvia acompañada de vientos huracanados, lo que causó que Domicio dudara en iniciar una batalla en condiciones meteorológicas desfavorables y, al cabo de unas horas, ordenara a los soldados que regresaran al campamento. Cuando Pompeyo vio que los marianos se retiraban, les ordenó que los persiguieran y sus soldados masacraron a la mayor parte del ejército enemigo, tomaron su campamento y mataron a Domicio. Cneo se dirigió entonces a Numidia, cuyo usurpador Hiarbas se había puesto del lado de los marianos, con el objetivo de restaurar al rey Hiempsal II en el trono, debido a que contaba con su gratitud en el futuro. Consciente de la ventaja en fuerza del general romano, Hiarbas rehuyó las grandes batallas hasta que cayó en manos del rey mauritano Bogud, a quien Pompeyo persuadió para que se pusiera del lado de Sila. El usurpador númida fue entregado a los romanos y ejecutado, y Pompeyo terminó la campaña africana en sólo cuarenta días.
Las victorias de Pompeyo alarmaron al dictador y este le ordenó que disolviera sus tropas y volviera a Roma como hombre privado. Sin embargo, el general rechazó a Sila y los soldados le apoyaron plenamente. Poco después de su regreso de África, Cneo exigió el derecho al triunfo, pero el dictador no se lo permitió durante mucho tiempo, debido a que aludía a la tradición de negarlo a los generales que no tenían asiento en el Senado, pero finalmente cedió, probablemente gracias a la intervención de la esposa de Pompeyo, la hijastra del dictador. Como las victorias en la guerra civil romana no se consideraban dignas de un triunfo, sólo la victoria sobre los númidas tuvo derecho a uno oficialmente. Casi al mismo tiempo se concedieron otros dos triunfos a Lucio Licinio Murena por sus victorias en Asia y a Cayo Valerio Flaco por sus victorias en Hispania y Galia.
La fecha exacta del triunfo de Pompeyo ha sido objeto de debate durante algún tiempo. El historiador del siglo II Granio Liciniano informa que Pompeyo lo celebró el 12 de marzo a la edad de 25 años. Sin embargo, otras fuentes, como Eutropio y el epítome de Tito Livio, dicen que Pompeyo celebró su triunfo a los 24 años, y una obra anónima del siglo IV, De viris illustribus, a los 26 años. Por su parte, Theodor Mommsen sugirió el año 79 a. C. como fecha del triunfo de Pompeyo, y, gracias a la autoridad del historiador alemán, su opinión particular se impuso en la historiografía. Sin embargo, no es extraño datar el triunfo en 81 u 80 a. C. Para corroborar el punto de vista de Theodor Mommsen, se supuso que durante unos tres años —hasta el mismo triunfo— Pompeyo estuvo en África como propretor. En 1955, el historiador Ernst Badian publicó un artículo «The Date of Pompey’s First Triumph» en el que argumentaba en contra de la datación del triunfo en el 79 a. C., y hoy en día se acepta generalmente la opinión del temprano triunfo de Pompeyo.
Además del derecho al triunfo, Sila comenzó a llamar a Pompeyo «el Grande» (en latín: Magnus) e instó a otros a seguir su ejemplo, aunque ya había sido llamado así antes por sus soldados durante la campaña de África. Según otra versión, el apodo el Grande se convirtió en un cognomen hereditario de Cneo incluso antes de la campaña africana. Además de los honores sin precedentes, ya que Pompeyo se convirtió en el hombre más joven y el primer no senador en celebrar el triunfo, el dictador encontró una nueva esposa para Cneo en sustitución de su hijastra, fallecida de parto, llamada Mucia Tercia, media hermana de dos futuros cónsules de la influyente familia de los Cecilios Metelos.
En el año 79 a. C., Pompeyo apoyó a Marco Emilio Lépido en la elección de cónsules del año siguiente. Según Plutarco, Sila, quien para entonces ya había renunciado al poder de dictador, estaba muy descontento con el apoyo de Lépido. Este último y un activo partidario de Sila, Quinto Lutacio Cátulo, se convirtieron en cónsules. Los detalles de la elección no han sobrevivido, lo que hace que la naturaleza de la acción de Cneo no esté clara: o bien Pompeyo apoyó a Lépido frente a un tercer candidato, posiblemente un silano, o bien la elección no fue alternativa, dos candidatos para dos puestos, y debido al apoyo de Pompeyo, Lépido recibió más votos que el leal silano Cátulo. Sin embargo, el apoyo de Pompeyo a otro candidato pudo deberse a que Lépido pudo haber servido en el ejército de Estrabón, el padre del primero, además del cálculo político de Cneo, pero difícilmente al apoyo a sus demandas radicales.
En 78 a. C. Sila, quien se había retirado del poder, falleció. Lépido trató de impedir que el antiguo dictador fuera enterrado con honores de Estado, pero Cátulo y Pompeyo se las arreglaron para celebrar una fastuosa ceremonia. Cneo, según Plutarco, no recibió nada en el testamento de Sila.
Lépido, y quizás también Cátulo, el otro cónsul, fue enviado pronto a sofocar una rebelión en Etruria, lugar en el que durante la guerra civil los lugareños apoyaron a los marianos y por esto fueron sometidos a la represión y confiscación de tierras y propiedades. Sin embargo, Lépido apoyó repentinamente a los rebeldes e incluso los dirigió, y en consecuencia, Pompeyo, a quien se le dotó de los poderes de propretor, recibió el mando de las tropas para sofocar este levantamiento. Mientras tanto, Lépido se había puesto en contacto con los marianos que huían en Galia Transalpina y con Sertorio en Hispania y estos prometieron enviar refuerzos. Al enterarse de esto, Pompeyo decidió aislar el foco de rebelión en Etruria de la ayuda, por lo que evitó esta región y sitió Mutina (la moderna Módena), donde estaba atrincherado Marco Junio Bruto el Viejo, aunque otra versión sostiene que las hostilidades contra este último tuvieron lugar mucho más tarde, después de que Lépido huyera de Italia. Bruto no tardó en rendirse a las fuerzas superiores de Pompeyo, pero cuando este último le perdonó la vida, huyó y reanudó su lucha contra él, aunque después de un tiempo Cneo lo alcanzó y lo ejecutó. Sin embargo, Plutarco informa de que Pompeyo mató a Bruto al día siguiente de su rendición, y en sus dos cartas al Senado dio diferentes versiones de los hechos. En los mismos días en que Pompeyo estuvo al norte de Lépido, el propio cónsul se desplazó al sur hacia Roma, y al acercarse a las murallas de la ciudad, exigió un segundo consulado. Bajo su presión, fueron elegidos cónsules Mamerco Emilio Lépido Liviano y Décimo Junio Bruto, quienes eran probablemente parientes de los rebeldes Lépido y Bruto. Mientras tanto, una carta de Pompeyo había llegado al Senado con la noticia de la rendición de Bruto y el segundo cónsul Cátulo dio inmediatamente batalla a Lépido fuera de los muros de Roma. Los defensores de la ciudad salieron victoriosos y Lépido se vio obligado a retirarse hacia el norte, donde se acercaba el ejército de Pompeyo. En Etruria, Cneo echó al mar a los soldados del cónsul rebelde y los obligó a navegar hasta Cerdeña, donde Lépido no tardó en morir. Una parte de su ejército fue transportado de Sicilia a Liguria por su legado Marco Perpenna, y desde allí la llevó a Sertorio en Hispania.

### Guerra de Sertorio

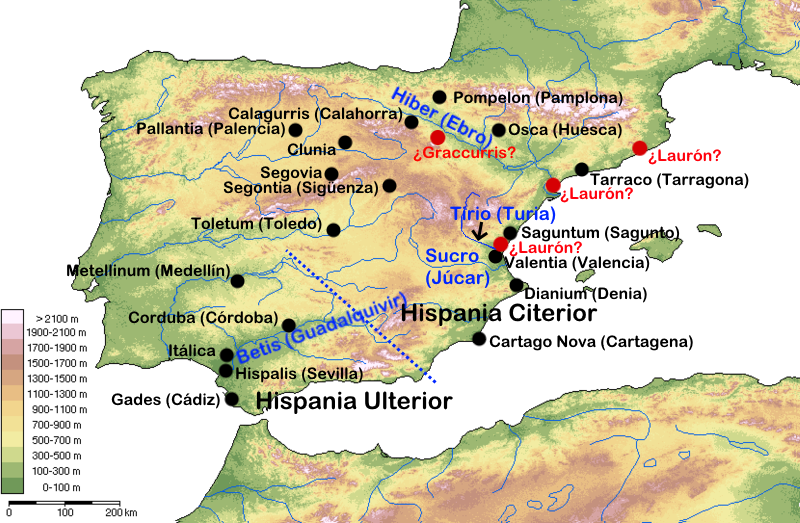
Hispania en la época de la guerra sertoriana. Se muestran las ciudades y ríos donde se desarrollaron los acontecimientos de la guerra. La línea de puntos azul marca la frontera aproximada entre Hispania Citerior y Ulterior. La localización de las ciudades marcadas y firmadas en rojo no se ha establecido de forma fiable.

Tras la derrota de Lépido, Cátulo ordenó a Pompeyo que disolviera el ejército, pero el joven comandante se negó. Los miles de soldados dirigidos por un líder rebelde bajo las murallas de Roma recordaban a los ciudadanos los acontecimientos de la última década, cuando la ciudad había sido tomada dos veces por los soldados de Sila y una vez por los ejércitos de Mario y Cinna. Sin embargo, Cneo tenía otros planes; sabía que Perpenna había huido con una gran fuerza a Hispania y esperaba obtener el mando de la guerra contra Sertorio. Al mismo tiempo, en Roma corría el rumor de que este último, junto con los refuerzos de Perpenna, invadiría pronto Italia, lo que llevó al Senado a actuar con decisión. Sin embargo, Pompeyo aún no era senador, aunque sus ambiciones eran evidentes, por lo que su candidatura encontró oposición. Los patrocinadores de Pompeyo defendieron activamente los intereses del joven comandante y finalmente ganaron. Cuando ambos cónsules en funciones, Lépido Liviano y Bruto, se negaron a dirigir el ejército, el famoso político y mentor de Pompeyo Lucio Marcio Filipo presentó una propuesta que resolvía todas las razones formales para rechazar al joven. El Senado apoyó la propuesta de Filipo, y a Cneo se le concedió el mando del ejército para luchar contra Sertorio, así como el cargo de gobernador de Hispania Citerior como procónsul en lugar del asesinado Marco Domicio Calvino, aunque se especula que el senatus consultum ultimum fue emitido antes de que la rebelión de Lépido fuera sofocada. El procónsul silano y partidario del Senado Quinto Cecilio Metelo Pío había llegado a la Hispania Ulterior antes, pero sus fuerzas no fueron suficientes para ganar. Se ha sugerido que el nombramiento de Pompeyo fue facilitado por el deseo del Senado de debilitar la influencia política de Metelo Pío.
Pompeyo recibió treinta mil soldados de infantería y mil jinetes. Aunque consideró la posibilidad de cruzar a Hispania por mar, optó por dirigirse a la península ibérica a través de Galia Narbonense, donde los partidarios de Sertorio también eran fuertes. En el verano de 77 a. C., Pompeyo, tras someter a varias tribus galas, comenzó a construir una calzada a través de los Alpes. Los acontecimientos de finales de año no están claros; según una versión, Pompeyo ya se había trasladado a Hispania en otoño; según otra, su ejército invernó en Narbo Martius (la actual Narbona) y no entró en la península hasta el año 76 a. C. En general, la cronología de la guerra sertoriana se considera muy poco fiable debido a la fragmentación de las fuentes, y existe un debate historiográfico sobre su ordenación.

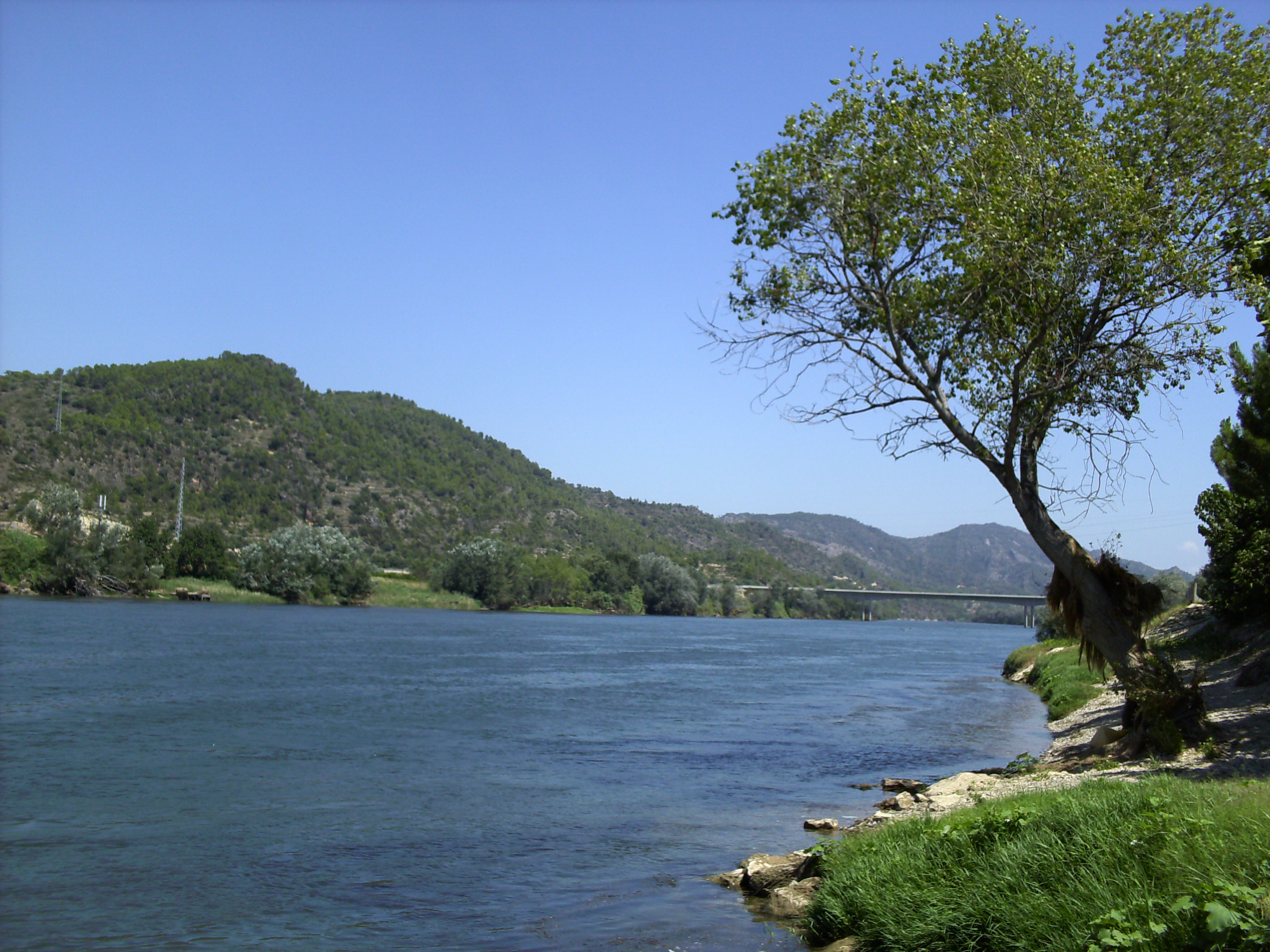
El río Ebro aguas abajo.

Los acontecimientos más importantes de la fase inicial de la guerra fueron el cruce del Ebro por parte de Pompeyo, en el que desafiaba la resistencia de Perpenna, y el asedio de Laurón; debido a una cronología poco clara y a varias versiones sobre la ubicación de Laurón, la secuencia de estos acontecimientos varía entre los estudiosos. Sea como fuere, Pompeyo intentó levantar el asedio a Laúron, pero sus forrajeadores y una legión de soldados fueron emboscados por Sertorio y derrotados. Durante la batalla, las principales fuerzas rebeldes rodearon el campamento de Pompeyo, lo que le impidió acudir al rescate. Al final del combate, los romanos perdieron hasta diez mil soldados y todo su convoy. Sertorio pronto conquistó Laurón; Según Plutarco, Pompeyo «tuvo que dejar arder la ciudad a su presencia y ante sus mismos ojos».
En el año 75 a. C. Pompeyo derrotó a las tropas de Cayo Herenio y Marco Perpenna en el río Turia cerca de Valentia (la actual Valencia) tras cruzar el Ebro. Los sertorianos perdieron unos diez mil soldados, además de Valentia, una importante fortaleza. Sertorio, entonces en el centro de la península, se apresuró en dirigirse hacia la costa y se encontró con Pompeyo en el río Sucro (el actual Júcar). Un poco antes, Metelo había derrotado al ejército de Lucio Hirtuleyo en Hispania Ulterior y se dirigía hacia la costa oriental de la península, por lo que Sertorio aceleró el luchar contra Pompeyo antes de que llegara otro ejército romano. Plutarco informa de que Pompeyo, también, no estaba dispuesto a esperar a Metelo, con la esperanza de vencer al enemigo él solo y glorificarse a sí mismo y a su ejército. Cneo fue derrotado y, luchando él solo contra sus enemigos, se vio obligado a huir. Según Plutarco, sólo consiguió escapar cuando abandonó su caballo, decorado con jaeces de oro de mucho valor, lo que hizo que los soldados enemigos empezaron a repartirse el botín y perdieran capturar al comandante. Las fuentes también informan de las dos heridas que sufrió Cneo durante el combate: una realizada por el impacto de una lanza en el muslo y otra por el de una espada en la mano. Al día siguiente, sin embargo, Metelo se acercó al Sucro, lo que impidió a Sertorio un mayor éxito. Las fuerzas rebeldes se retiraron a Segontia (la actual Sigüenza) y atrajeron allí a los dos ejércitos romanos. Sertorio esperaba continuar la retirada y debilitar al enemigo con el hambre, pero pronto dio batalla a los romanos. El ala dirigida por Sertorio avanzó contra las fuerzas de Pompeyo y la de Perpenna contra Metelo. La batalla terminó sin ser decisiva, porque en el flanco de Pompeyo los romanos fueron derrotados por Sertorio y perdieron unos seis mil soldados, mientras que en el otro flanco aparentemente ganó Metelo. Al día siguiente, el líder de los rebeldes intentó atacar el campamento de Metelo, situado por separado del de Pompeyo, pero Cneo acudió al rescate y expulsó a los sertorianos. Las fuerzas rebeldes se retiraron entonces a la fortaleza de Clunia —sus ruinas se encuentran cerca de la Ribera del Duero en Burgos—, que los romanos no pudieron tomar. Con la llegada del invierno, Metelo y Pompeyo se retiraron; antes de finalizar el año, es posible que Cneo también emprendiera una ofensiva contra los vascones, pero la conservación fragmentaria de las Historias de Cayo Salustio Crispo hace imposible conocer los detalles.

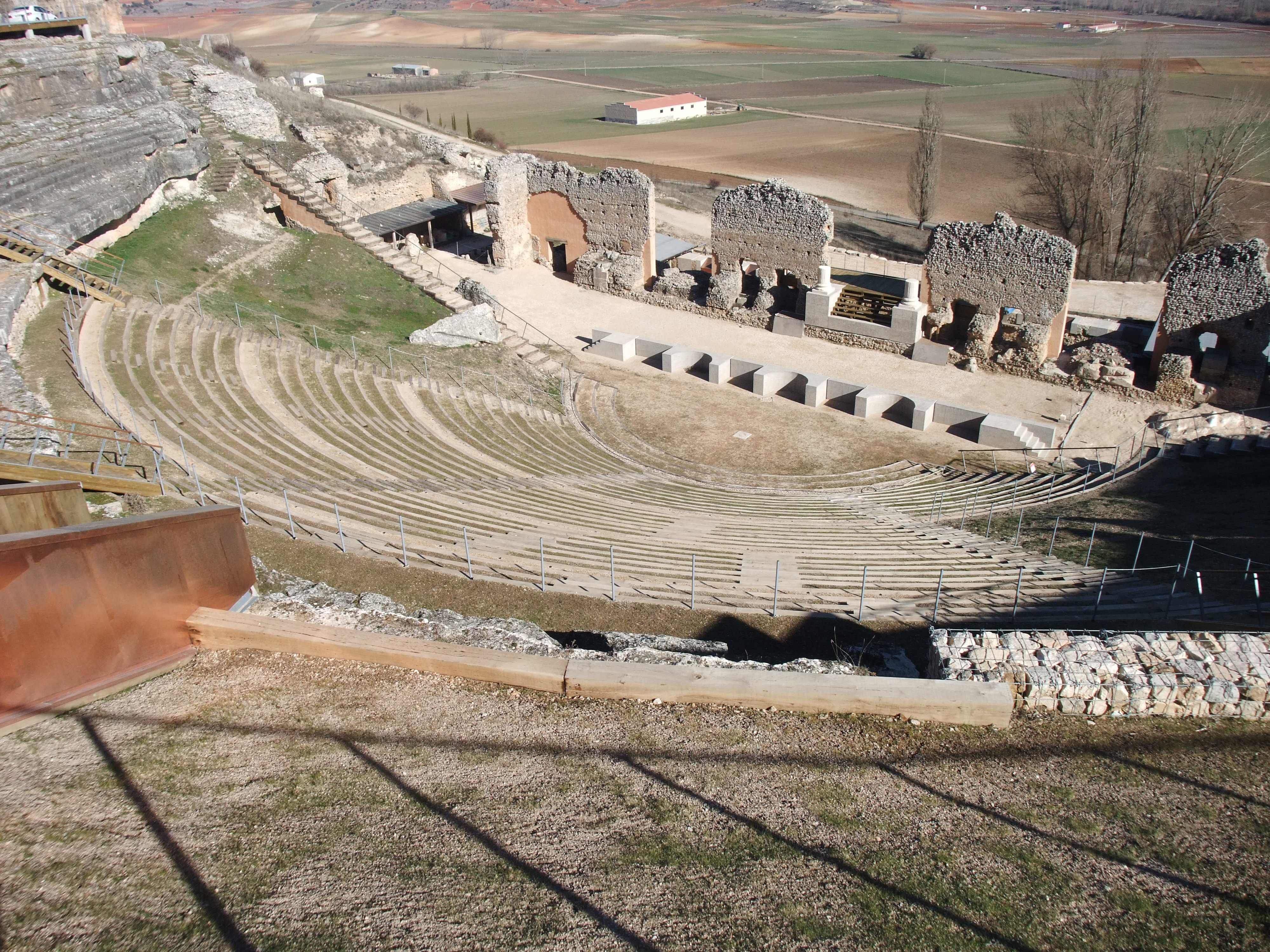
Las ruinas del teatro romano de Clunia del siglo d. C.

Para entonces, ambos bandos tenían serias dificultades con el pago de los salarios y los suministros de los soldados. La Hispania Citerior estaba completamente arruinada, el suministro de ambos ejércitos era irregular, y la provincia romana leal más cercana, Galia Narbonense, tenía una mala cosecha. Había rumores en Roma de que Pompeyo quería renunciar a continuar la guerra en Hispania y conseguir un nombramiento en un lugar más prometedor. Los soldados de Cneo también estaban descontentos, debido a que sus salarios eran irregulares y el saqueo de la provincia impedía cualquier esperanza de obtener un rico botín. A finales del año 75 a. C. Pompeyo envió una carta al Senado, de la que se ha conservado una paráfrasis, recogida por Cayo Salustio Crispo, en la que le suplicaba que abasteciera al ejército y pagara los salarios, y señalaba que en caso omiso, una rebelión por parte del ejército y una posible marcha de estos hacia Italia podía ocurrir:
«…si no venís en mi ayuda, a pesar de mí —predigo— el ejército y con él toda la guerra hispana se dirigirá a Italia».
Pronto el Senado mandó a Pompeyo dinero y dos legiones de refuerzo. Se ha sugerido que este envío se debió al temor del Senado de librar una guerra en dos frentes, porque al mismo tiempo se conocía la acción de Mitrídates en el este, y al deseo de terminar la campaña en Hispania lo antes posible.
A principios de 74 a. C. Pompeyo cambió su estrategia: en lugar de intentar imponer una batalla decisiva al enemigo, comenzó a destruir fortalezas y ciudades rebeldes junto con Metelo. En ese año Pompeyo dirigió un asedio a Pallantia (la moderna Palencia), pero Sertorio consiguió defender la ciudad. En Calagurris (la actual Calahorra), Sertorio derrotó a los destacamentos de Pompeyo y Metelo, tras lo cual ambos comandantes se retiraron para pasar el invierno con sus ejércitos principales. En la primavera de 73 a. C., Pompeyo y Metelo continuaron asediando las ciudades que permanecían fieles a Sertorio, pero los mayores núcleos de población nunca fueron tomados. Sin embargo, el número de ciudades que apoyaban a Sertorio en el estratégicamente importante valle del Ebro se redujo notablemente.
En el año 73 a. C., los conspiradores en torno a Sertorio asesinaron a su comandante. Al enterarse de esto, Metelo y sus tropas partieron hacia Hispania Ulterior y Pompeyo se quedó solo con un ejército rebelde dirigido por uno de los líderes conspiradores, Marco Perpenna. Aprovechando su indecisión, Cneo derrotó al ejército enemigo, y en consecuencia, Perpenna suplicó a Pompeyo clemencia, ofreciendo a cambio de un perdón toda la correspondencia de Sertorio, que podía comprometer seriamente a muchos romanos famosos. Sin embargo, Cneo no leyó el contenido de las cartas y las quemó e hizo ejecutar al líder conspirador. Algunos de los rebeldes comenzaron entonces a dispersarse hacia sus hogares, pero otros siguieron luchando. Estos últimos se concentraban principalmente en las tierras de los celtíberos, y Pompeyo procedió a someterlos. Los rebeldes opusieron a veces una resistencia desesperada; por ejemplo, en la sitiada Calagurris se llegó al canibalismo. En el invierno de 72/71 a. C., el Senado llamó a Pompeyo a Italia para que ayudara a Craso, quien estaba reprimiendo la rebelión de Espartaco. Hasta finales del año 70 a. C., el legado de Cneo, Lucio Afranio, permaneció en Hispania, donde completó las operaciones iniciadas por el general.
La victoria sobre los sertorianos permitió a Pompeyo consolidar su influencia política, a pesar de una serie de derrotas en este conflicto. La concesión activa de la ciudadanía romana a los hispanos que se habían distinguido contra Sertorio mejoró mucho el prestigio de Pompeyo en Hispania, a lo que Cayo Julio César prestó atención un cuarto de siglo después.
Con fines militares, Pompeyo fundó una ciudad en los Pirineos y la bautizó con su nombre, Pompelon (en latín: Pompaelo; la moderna Pamplona). La fundación de la ciudad y su denominación en su honor se consideran a veces una imitación consciente de Alejandro Magno, pero Metelo Pío también fundó una ciudad en Hispania y la nombró a partir de su apellido, Metellinum (la moderna Medellín). Pompeyo trasladó a algunos de los rebeldes rendidos a la ciudad de Lugdunum Convenarum (la actual Saint-Bertrand-de-Comminges), aunque estos esperaban ser ejecutados.

### La rebelión de Espartaco. Segundo triunfo, primer consulado y abolición de las leyes de Sila
Pompeyo llegó a Italia a principios del año 71 a. C. cuando Licinio Craso estaba completando la supresión de la rebelión. Este último se opuso a la llegada del general de Hispania porque esperaba terminar de reprimir el levantamiento él mismo, pero el Senado, sin embargo, convocó a Pompeyo de Hispania y a Lúculo de Macedonia. A pesar del papel decisivo de Craso en la supresión de la rebelión, Pompeyo interceptó y derrotó al último gran destacamento de esclavos y posteriormente afirmó que fue él quien puso fin al levantamiento.
Tras el fin de la rebelión, Cneo comenzó a buscar para sí mismo un triunfo por la campaña hispana, así como un consulado. El derecho a un triunfo fue concedido sin demora, mientras que Craso sólo tenía derecho a una ovación y, como consecuencia, envidió los grandes honores que correspondían a Pompeyo. Sin embargo, para las victorias sobre los esclavos ningún general podía contar con un triunfo.
En cuanto al consulado, la lex annalis de Sila, o ley de sucesión de magistraturas, exigía una estricta secuencia de cargos (cursus honorum) y los intervalos entre ellos, algo que no cumplía Pompeyo debido a que no ejerció ni una sola magistratura de cursus honorum; además, todavía no era senador. Si Cneo hubiera seguido el cursus honorum y hubiera recibido todas las magistraturas suo anno, es decir, a la edad legal, no se habría convertido en cónsul hasta el año 63 a. C., y su competidor en las elecciones sería Marco Tulio Cicerón, quien tenía la misma edad que él. El Senado, sin embargo, hizo una excepción con Pompeyo y le permitió presentarse a las elecciones, acción sin precedentes que se le hizo probablemente debido a que el Senado consideraba que permitirle un consulado desafiando todas las leyes era una recompensa por sus servicios. Además, de que se consideró la popularidad del general entre el pueblo. Por último, a los senadores les parecía poco probable que Cneo aceptara aprobar el cursus honorum de la forma habitual. En particular, según los criterios de edad, pronto pasaría la pretura y el gobierno obligatorio con un pequeño ejército, aunque anteriormente había gobernado una gran provincia y ejércitos de ese tamaño, que normalmente sólo se confiaban a los procónsules.
El Senado también permitió a Cneo presentarse como cónsul mientras estaba ausente de Roma. La convocatoria a Italia permitió a Pompeyo no disolver su ejército, y hasta el momento de su entrada en Roma conservó la autoridad de comandante de las tropas. Por ello, los enemigos de Pompeyo hicieron correr el rumor de que pretendía seguir el camino de Sila y tomar el poder por la fuerza. Sin embargo, los estudiosos contemporáneos han señalado el carácter inverosímil de las acusaciones del uso de violencia o de la amenaza de su uso. Craso fue elegido segundo cónsul y Plutarco informa de que consultó a Pompeyo sobre su intención de presentarse al cargo.
Pompeyo retrasó su triunfo por todos los medios y lo celebró en uno de los últimos días del año 71 a. C., es decir, inmediatamente antes de asumir el cargo de cónsul.
El acontecimiento más importante del consulado de Pompeyo fue el restablecimiento de los poderes de los tribunos de la plebe en la medida anterior a las reformas de Sila. Cneo había prometido llevar a cabo dicha ley incluso antes de asumir el cargo, y al principio del consulado su iniciativa fue apoyada por Craso. A pesar del gran número de silanos en el Senado, no se opusieron a la abolición del establecimiento de este dictador. Pronto, según Plutarco, las relaciones entre Pompeyo y Craso volvieron a deteriorarse. Sin embargo, Frank Adcock considera que las referencias de los autores antiguos a la enemistad y rivalidad entre los dos políticos no son fiables debido a la influencia de la propaganda política de la época en la tradición histórica romana.
La consideración de otro tema importante, la reforma de los tribunales permanentes, (quaestiones perpetuae) se planteó solo en el otoño, probablemente porque Pompeyo no estaba muy interesado en resolver este tema. Esta vez la propuesta fue hecha por Lucio Aurelio Cota (lex Aurelia iudiciaria), pretor y hermano de los cónsules de 74 y 75 a. C. Sin embargo, es posible que antes de esta propuesta se considerara otro proyecto de reforma más radical. Aunque el esquema de composición de los jurados de Sila fue abolido, no hubo un simple retorno al sistema de Graco. El nuevo orden se basó en que un tercio de los puestos en los jurados fuera ocupado por senadores, otro por caballeros y el último por tribunos erarios, caracterizado como una solución de compromiso o como una concesión populista. Sin embargo, la reforma resolvió definitivamente la cuestión del poder judicial, que hasta entonces había sido una fuente de controversia en la sociedad.
Finalmente, el cargo de censor fue restaurado, y en consecuencia, ese mismo año, Cneo Cornelio Léntulo Clodiano y Lucio Gelio Publícola fueron escogidos para el puesto. Según Theodor Mommsen, fue su elección una acción antisenática, debido a que el Senado les había retirado previamente el mando del ejército contra Espartaco, y actuaron en interés de Pompeyo y Craso. Léntulo y Publicola organizaron una purga sin precedentes en el Senado, y en consecuencia, expulsaron a sesenta y cuatro hombres, es decir, una octava parte del número total de senadores.
Pompeyo rechazó ser gobernador de una provincia después del consulado, algo que era habitual, y el 1 de enero del 69 a. C. volvió a ser un ciudadano privado, lo que hizo que se retirara de la guerra y la política por primera vez en ocho años.

### La Ley Gabinia y la guerra contra los piratas
En julio de 68 a. C., un estrecho partidario de Pompeyo, Aulo Gabinio, fue elegido como tribuno de la plebe para el año siguiente. En esta época, los piratas cilicios llevaban muchos años operando en el Mediterráneo, lo que hacía que Roma sufriera periódicamente escasez de alimentos. A principios del año 67 a. C. los precios del pan en la ciudad aumentaron enormemente debido a las interrupciones en el suministro de grano. Gabinio propuso entonces un proyecto de ley sobre medidas de emergencia para combatir la piratería, basado en un plan preparado en el Senado hacía siete años, pero que nunca se aplicó. Este creaba un cargo extraordinario con amplios poderes, cercanos a los de un procónsul, y el comandante que lo obtuviera podía comandar todo el Mediterráneo y las tierras de 50 millas romanas (casi 80 kilómetros) hacia el interior. El mandato era de tres años; el comandante estaba asistido por veinticuatro legados militares con poderes de pretor, dos comandantes militares con poderes de cuestores, una enorme suma de 144 millones de sestercios, a pesar del difícil estado del tesoro, y el derecho a reclutar ciento veinte mil soldados y quinientos buques de guerra. La elección del hombre al que se le confiaron poderes y tropas sin precedentes para Roma —con la excepción de Sila—, se dejó en manos del Senado. La lucha contra los piratas también fue relevante, ya que solían actuar como aliados del rey póntico Mitrídates VI, con quien Roma se enfrentó en la tercera guerra mitridática.
Los senadores se opusieron a la propuesta de Gabinio —el único o uno de los pocos que la apoyó fue César—, pero el proyecto de ley presentado por el tribuno de la plebe fue una rogatio. Esta fue debatida en el Senado, pero los senadores no pudieron rechazarla. Sólo podían dirigirse al pueblo e instarle a votar a favor o en contra en una próxima votación. Si, por el contrario, la rogatio se aprobaba por votación general en los comicios romanos, adquiría el carácter de ley. Los senadores se opusieron activamente al proyecto de ley de Gabinio en el Foro —uno de los líderes informales del Senado Quinto Lutacio Cátulo fue particularmente vocal—, y la presencia de personas de diferentes puntos de vista provocó enfrentamientos. No fue la primera ni la última vez que Pompeyo fingió no estar interesado en aprobar esta ley.
Gabinio sofocó la resistencia de los tribunos, quienes podrían haber vetado su propuesta, por lo que se aprobó la ley de emergencia, y el Senado terminó eligiendo a Pompeyo como comandante. Es posible que también se aprobara una tercera ley que aumentara el tamaño del ejército que se le había encomendado. Roma creyó en la victoria de Pompeyo y los precios del pan comenzaron a bajar inmediatamente después de que Cneo fuera elegido comandante.

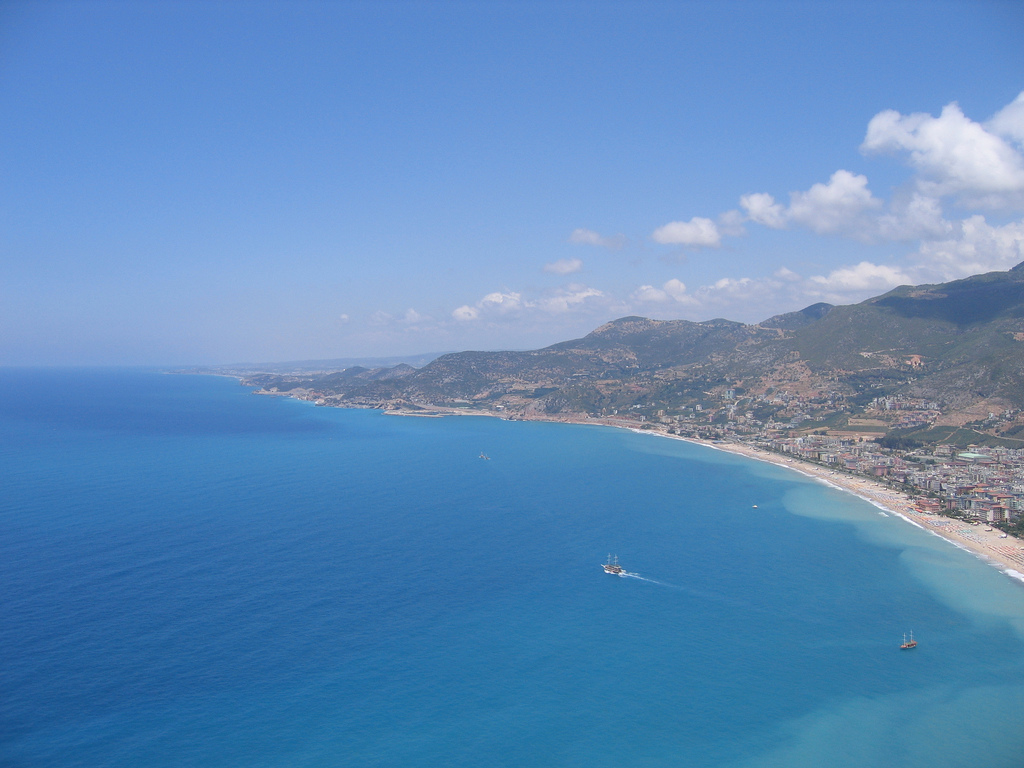
El puerto de Alanya (Coracesium). Vista moderna.

Pompeyo disponía de unos quinientos barcos de diversas clases. Durante los intentos anteriores de acabar con los piratas, todas las fuerzas romanas se concentraron en una región, pero estos cada vez conseguían escabullirse. Por esta razón, Cneo dividió el Mediterráneo y el mar Negro en trece áreas de responsabilidad, cada una con un comandante subordinado. En un principio, él mismo escoltaba los barcos que transportaban grano a Italia, concentrándose en despejar las rutas comerciales estratégicas entre Italia, Sicilia, Cerdeña y África, pero una vez eliminada la escasez de grano en Roma, comenzó a ayudar a los demás comandantes. Sus hijos Sexto y Cneo también participaron en la operación, pero estaban en el relativamente tranquilo mar Adriático. En seis semanas, el Mediterráneo occidental quedó completamente limpio de piratas; en el Mediterráneo oriental, la región de Cilicia, donde se encontraban las principales bases piratas, quedó aislada.
Pronto hubo una batalla naval decisiva entre la flota de Pompeyo y los piratas frente a Coracesio (la actual Alanya), en la que las principales fuerzas de estos últimos fueron derrotadas. Toda la campaña duró unos tres meses y se completó a finales del verano de 67 a. C. Los piratas que habían sido hechos prisioneros y se habían rendido sin luchar se establecieron lejos del mar en Asia y Acaya. Pompeyo liberó a muchos prisioneros, se apoderó de los barcos en construcción y de los materiales para su producción. El único incidente desagradable importante fue el conflicto en Creta, donde el procónsul provincial Quinto Cecilio Metelo se negó a obedecer al legado de Pompeyo con poderes pretorianos.
Cuando Pompeyo estaba armando su flota en Rodas, como informa Estrabón, «asistió por casualidad a una charla de Posidonio», un destacado filósofo de la época, por lo que le pidió unas palabras cuando este acabó, a lo que respondió:
«Ser siempre el más valiente y mantenerse por encima de los demás».

### La Ley Manilia y la tercera guerra mitridática
En esta época, la tercera guerra mitridática se desarrollaba en Asia Menor, con éxito desigual para Roma, donde los ejércitos romanos estaban comandados por Lucio Licinio Lúculo. A pesar de sus victorias, no pudo completar la derrota de Mitrídates y su aliado, el rey de Gran Armenia, Tigranes debido a una revuelta de sus soldados. Pompeyo, sin embargo, no regresó a Roma, debido a que los poderes que había recibido bajo la Ley Gabinia no terminaban hasta el año 64 a. C. A principios de 66 a. C. el tribuno Cayo Manilio presentó un proyecto de ley para transferir a Pompeyo el mando del ejército romano en el este. Con ello, la Ley Manilia se sumó a la de Gabinio del año anterior, y Pompeyo no se vio privado de sus anteriores poderes extraordinarios. Además, Manilio propuso confiar a Pompeyo un derecho especial para declarar la guerra y hacer la paz sin la sanción de Roma, lo que era contrario a la tradición. Sin embargo, los estudiosos modernos creen que no se trataba tanto de una confianza extraordinaria como de una necesidad práctica: debido a la distancia entre los ejércitos orientales y Roma, el Senado no podía reaccionar rápidamente a los cambios de situación. Pompeyo también iba a recibir poderes proconsulares en dos provincias, Cilicia y Bitinia y Ponto.
La propuesta de Manilio fue recibida a regañadientes por varios senadores. Sin embargo, Plutarco informa de que, a pesar de su descontento con otra concesión a Pompeyo, la mayoría de los senadores evitaron oponerse abiertamente a la ley, y sólo Quinto Lutacio Cátulo Capitolino persuadió activamente al pueblo para que votara en contra de la rogativa propuesta:
«…sino que llevando mal el gran poder de Pompeyo, que venía a constituirse en tiranía, se excitaban y alentaban entre sí para oponerse a la ley y no abandonar la libertad. Mas venido el momento, todos los demás faltaron al propósito y enmudecieron de miedo; sólo Cátulo clamó contra la ley y contra quien la había propuesto, y viendo que a nadie movía, requirió al Senado, gritando muchas veces desde la tribuna para que, como sus mayores, buscaran un monte y una eminencia adonde para salvarse se refugiara la libertad».
Sin embargo, bastantes senadores apoyaron el proyecto de ley: por ejemplo, Marco Tulio Cicerón, Cayo Julio César, Publio Servilio Vatia Isáurico, Cayo Escribonio Curión, Cayo Casio Longino, Cneo Cornelio Léntulo Clodiano. Algunos de ellos no se habían visto antes apoyando a Pompeyo y puede que reconocieran que un mando tan importante debía ser confiado a un general experimentado; sin embargo, en Roma se entendía que sería injusto para Lúculo aprobar la ley. Al mismo tiempo, Manio Acilio Glabrión ya había sido nombrado para sustituir a Lúculo, y en Cilicia estaba Quinto Marcio Rex con un ejército; sin embargo, ambos procónsules no eran comandantes experimentados. Al final, el proyecto de ley fue apoyado por la asamblea popular, y la noticia de su aprobación llegó a Pompeyo mientras estaba en Cilicia. Según Plutarco, el comandante fingió que se vio obligado a aceptar una nueva asignación en contra de su voluntad, pero nadie de su entorno lo creyó.

#### Preparándose para la ofensiva
El número total de soldados que podía contar Pompeyo en Asia llegó a ser de cuarenta mil a cincuenta mil. Entre ellos se encontraban hasta quince mil hombres de Marcio Rex, soldados del ejército de Lúculo bajo el mando de Acilio Glabrión, las propias tropas de Pompeyo recibidas bajo la Ley Gabinia; además, los gobernantes de Asia leales a Roma también enviaron refuerzos. El ejército de Mitrídates contaba con unos treinta mil soldados de infantería, incluidos los desertores romanos y las tropas de los gobernantes aliados, pero la parte más preparada del monarca póntico era de dos a tres mil jinetes experimentados.
Preparándose para el ataque, Pompeyo comenzó a negociar con el rey parto Fraates III. A cambio del reconocimiento por parte de Roma del poder de Partia en Mesopotamia, Fraates se comprometió a oponerse a Armenia, aliada de Mitrídates. En el verano de 66 a. C. los partos atacaron Armenia, lo que aseguró el flanco de Pompeyo. Dion Casio también informa sobre las negociaciones de Mitrídates con Pompeyo al comienzo de su campaña, pero los investigadores modernos a veces rechazan esta evidencia. Además, utilizando la flota obtenida bajo la Ley Gabinia, Pompeyo estableció un bloqueo naval de toda Asia Menor desde Fenicia hasta el Bósforo.
El campamento del general romano atrajo a muchos eruditos que siguieron a Cneo, estudiando los minerales, la flora y la fauna, y describiendo la geografía del terreno. Por ello, en la Historia Natural de Plinio el Viejo se puede encontrar muchas referencias al material recogido durante las campañas orientales de Pompeyo.

#### Campaña en el Ponto y Armenia

Armenia bajo Tigranes II el Grande, antes de la campaña de Pompeyo.

Pompeyo pronto se dirigió contra el ejército principal del gobernante póntico, pero los acontecimientos de esta campaña se describen de forma contradictoria en las fuentes —Plutarco, Dion Casio, Estrabón, Apiano—. En resumen, los historiadores antiguos describen la campaña de la siguiente manera: Mitrídates dudó en enfrentarse a los romanos y se retiró, pero Pompeyo pronto asedió su campamento y le obligó a luchar, y en consecuencia, el ejército póntico fue completamente derrotado. El lugar de la batalla final está localizado por la ciudad de Nicópolis (traducida del griego como «la ciudad de la victoria» (Nike); moderna Koyulhisa en Sivas) que se fundó posteriormente en su emplazamiento. Mitrídates huyó a Armenia, pero Tigranes rompió su alianza con el derrotado gobernante póntico e incluso puso precio a su cabeza. Incapaz de seguir luchando en Asia Menor, Mitrídates escapó a Cólquida.
Sin desarrollar una persecución contra Mitrídates, Pompeyo se dedicó a resolver la situación de Tigranes. El hijo del rey armenio, Tigranes el Joven, quien reclamaba el trono y se rebeló contra su padre, se unió a los romanos con un destacamento de tropas leales a él. Las fuerzas combinadas avanzaban hacia Artashat, pero Tigranes el Viejo llegó al campamento de Pompeyo y se quitó la tiara ante el comandante romano. Cneo anunció inmediatamente los términos de paz, que especificaban que el rey conservaba el trono de Armenia por derecho propio —sus posesiones hereditarias—, pero perdía todas las adquisiciones más allá de sus fronteras —Siria, Sofene, partes de Cilicia y Capadocia—, además de que debía pagar una gran contribución y más tarde se le conoció como «amigo y aliado del pueblo romano». Tigranes el Joven se hizo con Sofene, debido a que Pompeyo pretendía una alianza demostrativa con él para presionar a Tigranes el Viejo y a Partia. Es revelador que Pompeyo, ejerciendo su derecho a dirigir la política exterior de Roma por su cuenta, recurriera a la diplomacia helenística en sus negociaciones con Tigranes el Viejo y rechazara la demanda típicamente romana de rendición incondicional (en latín: deditio). Teniendo sólo Sofene, Tigranes el Joven pronto intentó rebelarse contra Pompeyo y su padre, sin embargo, los romanos lo depusieron y lo tomaron prisionero, para posteriormente encabezar la procesión triunfal del comandante.

Viaje aproximado de Pompeyo durante la campaña en el Cáucaso (66-64 a. C.).
Ruta de Nicópolis a Artashat.
El camino desde Artashat hasta los cuarteles de invierno, de ahí a Iberia y luego a Fasis.
Ruta alternativa desde Fasis hasta la Albania caucásica y desde allí hasta el mar Caspio.
Regreso de Albania a Artashat.
Las líneas negras de puntos marcan las fronteras de los estados modernos; las letras grises significan países antiguos; en azul los ríos nombre antiguo (nombre moderno); las X marcan las batallas; en negro las ciudades por las que pasó Pompeyo, y las grandes batallas.

#### Campaña en el Cáucaso
Desde Artashat, Pompeyo se dirigió al norte, con la esperanza de alcanzar a Mitrídates en Fasis. Sin embargo, hay otra explicación para el propósito de su campaña en el Cáucaso, que se basa en que el comandante podía utilizar su derecho a una política exterior independiente para alcanzar la gloria de conquistar el Cáucaso, donde ningún magistrado romano había llegado con su ejército antes que él. La continuación de la guerra con Mitrídates fue percibida por muchos en Roma sólo como la finalización de lo que había comenzado Lúculo, y Pompeyo esperaba llevar a cabo una campaña, cuya victoria sería sin duda su mérito.
A finales del año 66 a. C., el ejército de Pompeyo invernó en la zona de la actual Ajalkalaki, pero durante las fiestas de las Saturnales (17-23 de diciembre) el campamento romano fue atacado. Las fuentes atribuyen el ataque a los albaneses caucásicos (Plutarco), o a ejércitos combinados de estos e iberos (Apiano). Tras derrotar a los atacantes, las fuerzas romanas descendieron por el río Kurá hacia Iberia y llegaron a la zona comprendida entre las fortalezas de Harmozica (la moderna Armaztsikhe) y Seusamora (la moderna Tsitsamuri) cerca de Mtsjeta, donde les esperaba el gobernante ibérico Artag. El rey quemó el puente sobre el Kurá y se retiró al río Peloro (probablemente el moderno Aragvi), sin embargo, Pompeyo logró cruzar a la orilla izquierda sin un puente, y pronto los romanos alcanzaron a Artag en el Peloro, donde el ejército ibero fue completamente derrotado (según Plutarco, estos últimos perdieron nueve mil hombres muertos y diez mil prisioneros). El rey pidió la paz; una de cuyas condiciones fue que los herederos fueran entregados a los romanos como rehenes. Desde Iberia, Pompeyo viajó a Cólquida por el Kurá, a través del paso de Surami y a lo largo del río Fasis (Rioni), para terminar llegando a la colonia griega homónima en la zona de la actual Poti, en la costa del mar Negro.
Al llegar a Fasis, Pompeyo se enteró de la huida de Mitrídates al reino del Bósforo, pero no se atrevió a perseguirlo ni por tierra ni por mar. En cambio, el general romano estableció un bloqueo del estrecho homónimo, y se dirigió, sin tomar la ruta más directa, a la Albania caucásica, ya fuese para vengar el reciente ataque de Oroeses a su campamento, o por la acción de los albaneses contra Roma y sus aliados. La historiografía también incluye la versión de que Pompeyo se dirigió a Albania por la ruta directa, es decir, a lo largo del río Kurá, a través de Iberia, pero soslaya el testimonio de Dion Casio sobre el deseo del comandante de tomar a los albaneses por sorpresa al tomar un desvío. Al parecer, el ejército romano recorrió las cercanías de las actuales Vanadzor y Dilijan, desde donde llegó al Kurá y lo cruzó. Según Plutarco, el cruce del río estaba obstruido por la empalizada que los albaneses habían construido. Tras cruzar el río Cambise (el actual Iori), Pompeyo se acercó al Abante, que se suele identificar con el río Alazani, aunque en ocasiones se ha sugerido que se trata del Samur, situado mucho más al noreste.
En la orilla izquierda del Abante, los romanos se encontraron con el ejército de los albaneses, formado, según los historiadores antiguos, por sesenta mil soldados de infantería y doce mil jinetes. Plutarco también informa de que las amazonas que vivían en el Cáucaso lucharon del lado de estos últimos en esta batalla. En el combate, que tuvo lugar entre las modernas ciudades de Shaki y Zaqatala, el ejército albanés terminó siendo derrotado, y en consecuencia, el rey Oroeses pidió la paz, pero después de concluirla Pompeyo continuó hacia el este. La razón por la que el comandante romano se dirigió hacia el mar Caspio tras derrotar a sus enemigos no está clara, aunque se ha sugerido que esperaba explorar la posibilidad de comerciar con la India por esta vía, o incluso de que intentaba llegar a esta región para repetir las hazañas de Alejandro Magno. En cualquier caso, las dificultades de la campaña obligaron a Pompeyo a retroceder poco después, aunque había llegado al mar Caspio a una distancia de tres días de marcha.

#### Campaña en Siria y Judea
Tras regresar a Artashat, Pompeyo se ocupó de los asuntos de actualidad en Anatolia antes de dirigirse al sur de Siria a través de Capadocia y Cilicia a finales de 64 a. C. No dio ningún paso para perseguir a Mitrídates; según Plutarco, Pompeyo esperaba derrotarlo en una batalla abierta. En la Siria de la época, dos pretendientes al trono del otrora poderoso Imperio seléucida, Antíoco XIII y Filipo II, luchaban por el poder. Sin embargo, Pompeyo decidió anexionar el debilitado estado como provincia romana, quizás por la amenaza de que el territorio, estratégicamente importante, cayera en manos partas, lo que se logró casi sin resistencia. Los antiguos historiadores Apiano y Plutarco registraron versiones ligeramente diferentes del proceso de unión de Siria. Según Apiano, el general romano se aprovechó de la impotencia del gobernante sirio y del estatus formal de Siria como parte del poder de Tigranes. La versión de Plutarco puede entenderse de dos maneras, según la traducción de un término (en griego antiguo: γνήσιος): Siria no tenía reyes «legítimos» o «dignos». El historiador bizantino Juan Malalas recoge una versión muy diferente, que se basa en que Antíoco XIII supuestamente legó su reino a Roma, al igual que anteriormente Atalo III había legado el reino de Pérgamo; este informe, sin embargo, se considera poco fiable.

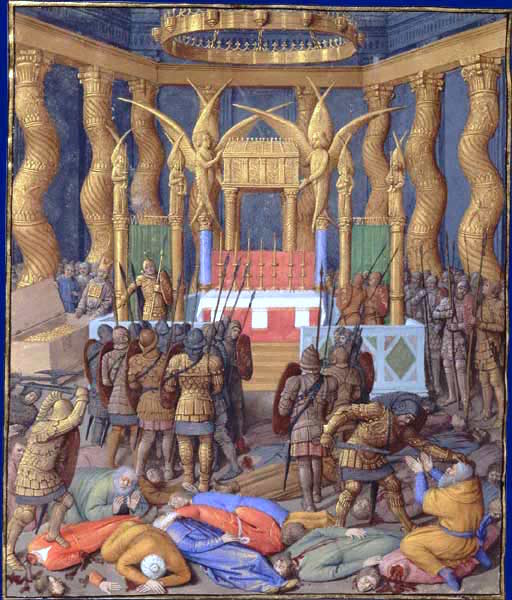
Pompeyo en el templo de Jerusalén (Jean Fouquet, hacia 1470).

Mientras tanto, desde el sur, la seguridad de la nueva provincia se veía amenazada por el reino nabateo, cuyo gobernante Aretas III seguía una política exterior agresiva. Además, en la vecina Judea estalló una guerra civil entre dos pretendientes al trono de la dinastía asmonea, Hircano y Aristóbulo II. El subordinado de Pompeyo, Marco Emilio Escauro, antiguo cuñado de Cneo, había avanzado hacia el sur para el reconocimiento y entró en negociaciones con Hircano y Aristóbulo. Ambos intentaron ponerlo de su lado, pero Escaro apoyó a Aristóbulo, quizás por el intento de Hircano de ascender al trono con la ayuda de la fortalecida Nabatea. Sin embargo, según Flavio Josefo, tanto Aristóbulo como Hircano prometieron a Escaro un soborno de cuatrocientos talentos, pero este se inclinó a favor del primero, sobre todo por las exigencias adicionales de Hircano. Cuando Pompeyo entró en Judea, Aristóbulo empezó a mostrar signos de política independiente, tras lo cual el general romano le retiró su apoyo, y en consecuencia, este intentó reconciliarse con él y le prometió una gran recompensa y la entrega de Jerusalén, pero estas promesas no se cumplieron y el comandante romano retiró finalmente su apoyo y lo hizo prisionero. Cuando Pompeyo se acercó a Jerusalén, los partidarios de Hircano y los ciudadanos descontentos de Aristóbulo abrieron las puertas de la ciudad al ejército romano, pero los partidarios de Aristóbulo se retiraron al Monte del Templo y se fortificaron allí. Según Flavio Josefo, los romanos levantaron una muralla en la parte norte de la montaña, menos defendida, reunieron armas de asedio y trabajaron más activamente los sábados, cuando los soldados de Aristóbulo estaban sujetos a las normas religiosas y no interferían con el trabajo de los soldados romanos. Tras tres meses de asedio, finalmente se tomó el Monte del Templo. Según Flavio Josefo, Pompeyo y sus partidarios entraron en el Sanctasanctórum del templo de Jerusalén, pero no sacaron nada de él. Sin embargo, el breve testimonio de Dion Casio se interpreta a veces como una indicación del saqueo de los tesoros del templo por parte de Pompeyo. Judea se convirtió en un reino dependiente de Roma, pero Hircano no se convirtió en rey, sino que Pompeyo le concedió el título de etnarca y también le reconoció como sumo sacerdote. Además, varias ciudades dependientes de Judea pasaron a formar parte de la provincia de Siria.
Pompeyo partió entonces contra el reino nabateo. Sin embargo, tan pronto como el ejército romano invadió las posesiones de Aretas, el general recibió la noticia de la muerte de Mitrídates por motín. Pompeyo se dirigió inmediatamente al norte, dejando dos legiones de soldados a Emilio Escauro. El cuerpo del rey fue llevado a Amisos (la actual Samsun), tras lo cual Pompeyo ordenó que fuera llevado a Sinope y enterrado.

#### Resultados de la guerra
Las campañas en Oriente de Pompeyo ampliaron en gran medida las fronteras de la República romana y afianzaron a los gobernantes proromanos en el trono de varios estados, aunque las relaciones con Partia se vieron empañadas. Sobre los restos del Imperio seléucida, Pompeyo organizó la nueva provincia de Siria. Además, junto las dos Cilicias, la llana (en griego antiguo: Κιλικία πεδιάς, Cilicia Pedias), que en el 103 a. C. había sido anexionada a Roma, y la montañosa (en griego antiguo: Κιλικία τραχεία, Cilicia Trachea) que había permanecido independiente, en una sola provincia. El reino del Ponto se dividió en tres partes: la occidental se unió con Bitinia en una sola provincia, la oriental se entregó al rey de Galacia Deyótaro, y el territorio de la costa norte del mar Negro quedó en manos de Farnaces. Según Plutarco, las conquistas de Pompeyo duplicaron con creces los ingresos fiscales de Roma en 135 millones de dracmas al año en lugar de los 50 millones anteriores. Sin embargo, según otra interpretación de este testimonio, la cantidad de impuestos recaudados pasó de cincuenta a ochenta millones de dracmas.

### El tercer triunfo y la creación del triunvirato
Tras sus victorias en Oriente, Pompeyo esperaba obtener pronto un segundo consulado y, de paso, ausentarse de Roma: a principios del año 62 a. C. Así, el tribuno Quinto Cecilio Metelo Nepote, antiguo legado de Pompeyo y medio hermano de su esposa Mucia, intentó sin éxito aprobar una ley que hubiera permitido al general inscribirse como candidato a cónsul in absentia. Al mismo tiempo, el pretor Cayo Julio César, quien acababa de asumir el cargo, propuso encomendar a Pompeyo la restauración del templo de Júpiter Capitolino, que luego fue realizada por Cátulo, uno de los principales opositores de Cneo. Según algunos estudiosos, especialmente Eduard Meyer y S. L. Utchenko, la propuesta de César no sólo era para demostrar su lealtad al comandante que regresaba, sino también para dividirlo aún más de la mayoría en el Senado.
A principios del año 62 a. C., la revuelta de Catilina, cuyos rebeldes, según un rumor registrado por Plutarco, planeaban tomar como rehenes a los hijos de Pompeyo, fue derrotada en Italia; en enero, antes de la decisiva batalla de Pistoria, Metelo Nepote presentó una propuesta para convocar al general para reprimir a los rebeldes, pero fracasó. Pompeyo pudo haber esperado utilizar esta oferta como una excusa para no disolver su ejército.
A finales del año 62 a. C., el ejército de Pompeyo llegó a Brundisium (la actual Bríndisi). Había muchos en Roma que esperaban que el general no disolviera el ejército, sino que tomara la ciudad y estableciera su dictadura. Los temores fueron alimentados por el recuerdo de una situación similar veintiún años antes, cuando Lucio Cornelio Sila regresó a la misma ciudad de la guerra contra Mitrídates con un ejército victorioso, seguido de la sangrienta guerra civil y el establecimiento de la dictadura del comandante. Sin embargo, al contrario de lo que hizo en 71 a. C., Pompeyo disolvió sus tropas de inmediato, sin esperar el triunfo. En la historiografía hay diferentes opiniones sobre el motivo por el que Pompeyo no inició la campaña contra Roma, aunque se sabe que la ciudad estaba «preparándose para recibir al nuevo monarca».
Como Pompeyo estaba esperando el permiso para el triunfo y no podía cruzar los límites de la ciudad (pomerium), se instaló en su finca de Albana (la moderna Albano Laziale) cerca de Roma. Una de las primeras acciones de Pompeyo tras su regreso a Italia fue divorciarse de su esposa Mucia. Plutarco escribe sobre el adulterio de esta última, pero para los detalles se remite a las cartas de Cicerón que no han sobrevivido. Los defensores de la dirección prosopográfica en el estudio de la historia de la antigua Roma vinculan el divorcio de Mucia al debilitamiento de la posición política de la familia Metelo, debido a que su madre estaba casada en segundas nupcias con Quinto Cecilio Metelo Nepote, cónsul en 98 a. C., y a un intento de reorientar al general hacia la alianza con otras familias. Tras el divorcio, Pompeyo intentó casarse con la sobrina de Catón el Joven, uno de sus principales oponentes. También hubo una oferta del general para casar a su hijo mayor Cneo con otra de sus sobrinas. Sin embargo, Catón rechazó a Pompeyo, a pesar de las enérgicas súplicas de sus familiares para que concluyera ambos matrimonios.
A finales de septiembre, presumiblemente los días 28 y 29, del año 61 a. C., Pompeyo celebró su triunfo durante dos días:
«En carteles que se llevaban delante iban escritas las naciones de quienes se triunfaba, siendo éstas: el Ponto, la Armenia, la Capadocia, la Paflagonia, la Media, la Cólquide, los Iberes, los Albanos, la Siria, la Cilicia, la Mesopotamia, las regiones de Fenicia y Palestina, la Judea, la Arabia, los piratas destruidos doquiera por la tierra y por el mar. <…> Lo más grande para su gloria, y de lo que ningún romano había disfrutado antes que él, fue haber obtenido este triunfo de la tercera parte del mundo; porque otros habían alcanzado antes tercer triunfo; pero él, habiendo conseguido el primero de África, el segundo de la Europa y este tercero del Asia, parecía en cierta manera que en sus tres triunfos había abarcado toda la tierra».

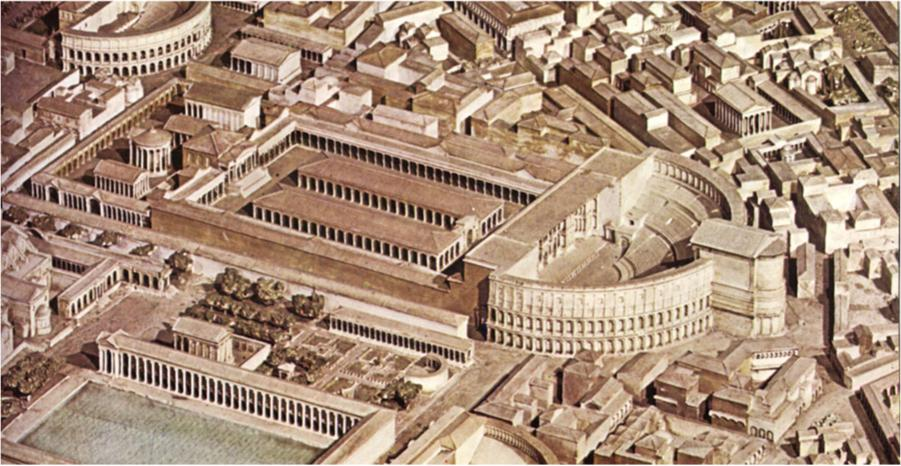
Reconstrucción del complejo de edificios del Teatro de Pompeyo: cuatro pequeños templos a la izquierda, la curia de Pompeyo y los jardines en el centro, el teatro propiamente dicho y el templo de Venus Victrix a la derecha. La pequeña casa de Pompeyo estaba cerca.

También se menciona que durante el triunfo Pompeyo llevaba una túnica que supuestamente perteneció a Alejandro Magno. Se le otorgaron honores inauditos y, entre otras cosas, se le otorgó el derecho a llevar una corona de laurel y ropas triunfales. Ese mismo año, Pompeyo inició la construcción de enorme teatro en el Campo de Marte en Roma, que se inauguró en 55 a. C., aunque otra versión sugiere que se inició este último año y se inauguró en 52 a. C. Este primer teatro de piedra en Roma tenía un aforo de doce mil espectadores y, además de la estructura semicircular del propio teatro, el complejo incluía jardines, el templo de Venus Victrix frente al escenario, cuatro templos más pequeños y la curia de Pompeyo. Del complejo teatral sólo se conservan algunas ruinas y parte de los cimientos. Su aspecto se reconstruye en parte a partir de cuatro fragmentos de un plano de mármol posterior de Roma, la forma urbis Romae.

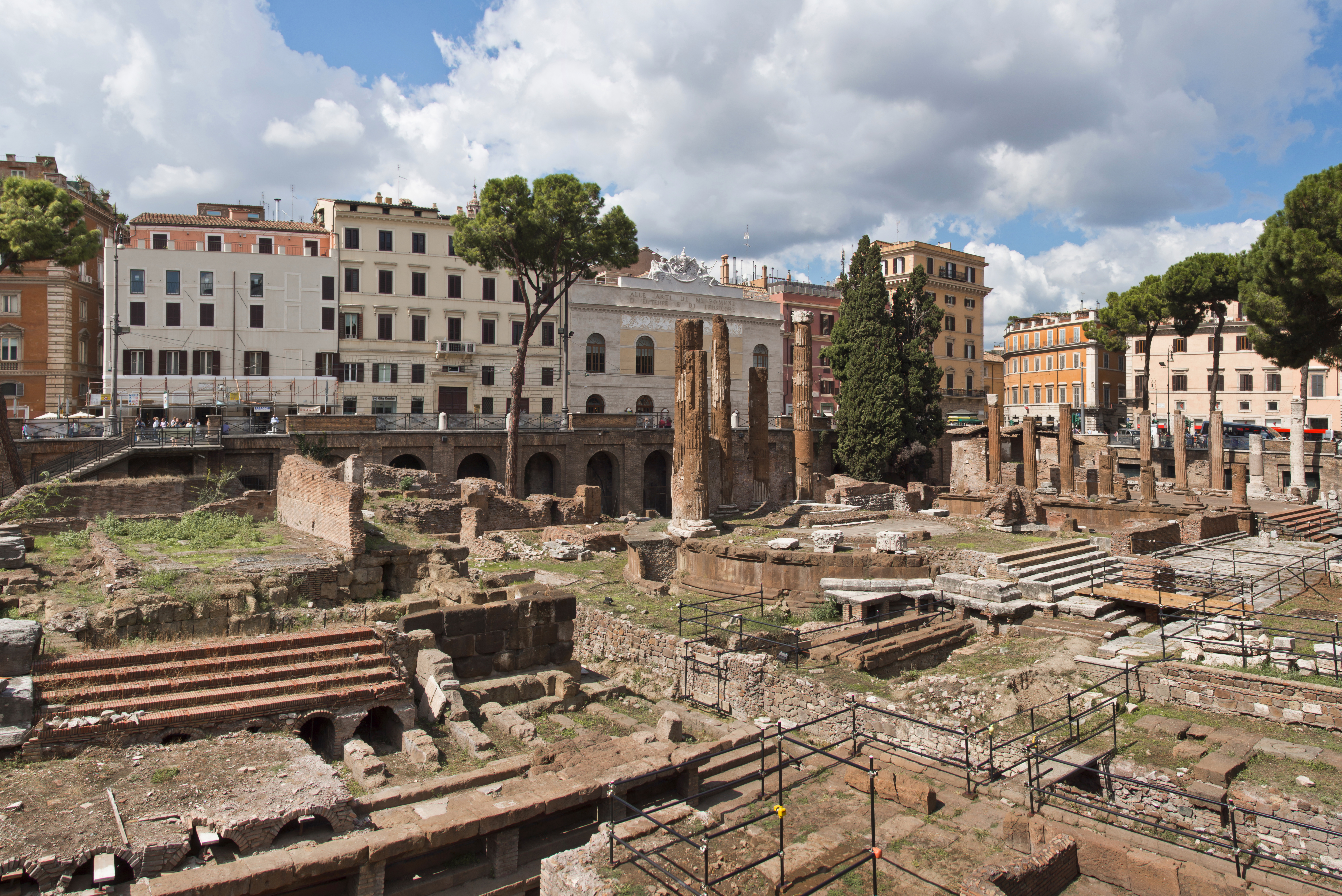
Las ruinas de los cuatro pequeños templos en Largo di Torre Argentina. Al fondo está el teatro Argentina, no muy atrás estaba el teatro de Pompeyo.

En el año transcurrido desde su regreso, Pompeyo no consiguió que el Senado aprobara todas sus decisiones en oriente. Los senadores no consideraron el asunto con el pretexto de perseguir un caso de sacrilegio de alto nivel contra Publio Clodio Pulcro, y el pompeyano Marco Pupio Pisón Frugi, elegido cónsul para el año 61 a. C., no pudo ayudar a su patrón. El candidato más probable a cónsul para el siguiente 60 a. C. era el antiguo legado de Pompeyo Metelo Céler, con cuya hermana el general se había divorciado recientemente. Cneo apostó por su otro legado Lucio Afranio y utilizó su riqueza para sobornar a los votantes a su favor, lo que rápidamente se hizo conocido en toda Roma. Ambos fueron elegidos. A principios del año 60 a. C., Afranio presentó al Senado un proyecto para la aprobación de todas las órdenes de Pompeyo en el este, pero su propuesta fue frustrada por los enemigos de Cneo. Exigieron que cada cuestión se considerara por separado y no en un solo paquete, lo que habría retrasado aún más su aprobación.
Tras el fracaso de Afranio, el tribuno Lucio Flavio, otro partidario de Pompeyo, propuso un proyecto de concesión de tierras a los veteranos del ejército de Cneo a expensas de los ingresos de los territorios conquistados. El proyecto de ley también incluía algunas disposiciones beneficiosas para la plebe de la ciudad. La propuesta de Flavio suscitó una feroz resistencia, y el iniciador incluso usó su derecho para encarcelar a Metelo, quien no se echó atrás e incluso convocó una reunión del Senado en su celda, por lo que Pompeyo no tardó en intervenir y ordenó a Flavio que revocara la ley agraria y liberara a Metelo. Al mismo tiempo, Catón se opuso a cualquier decisión de aprobar el pago de impuestos de las provincias asiáticas.
En el verano de 60 a. C., César, quien acababa de regresar de Hispania, se presentó como candidato a cónsul al año siguiente. Pidió al Senado que le permitiera ausentarse de Roma para la elección, realizando negocios a través de amigos para no perder el derecho al triunfo, situación a la que Pompeyo ya se había enfrentado dos veces antes, y esta propuesta, como la de Cneo la última vez, fue rechazada. El nombramiento y la elección de Julio como cónsul se asocian a la creación del primer triunvirato (en latín: triumviratus - «unión de tres hombres»), en el que participaron César, Pompeyo y Craso. Aunque no se niega la existencia del triunvirato, las circunstancias de su creación no están suficientemente claras. Las pruebas de las fuentes son contradictorias, lo que parece deberse al carácter intrínsecamente secreto de la asociación. Sin embargo, todas las fuentes sin excepción atribuyen la iniciativa del acuerdo a César. Plutarco, Apio, Tito Livio y Dion Casio atestiguan que el acuerdo se alcanzó antes de la elección de los cónsules, es decir, en verano de 60 a. C.; según Suetonio ocurrió poco después de la elección, es decir, en el otoño de ese mismo año. Sin embargo, Veleyo Patérculo atribuye la formación del triunvirato al año 59 a. C. El informe del único contemporáneo, Cicerón, es una breve e indefinida referencia a algún tipo de negociación en una carta a Tito Pomponio Ático fechada en diciembre de 60 a. C.; esta evidencia se utiliza ahora para sugerir negociaciones entre los triunviros sobre asuntos privados hasta el comienzo del consulado de César. La alianza política se cimentó pronto con el matrimonio de Pompeyo con Julia, hija de César.
Al parecer, César prometió hacer todo lo posible, si era elegido, para aprobar todos los decretos de Pompeyo en Oriente, conceder tierras a sus veteranos y revisar la posición de los publicanos asiáticos. Ninguno de los triunviros contaba con un gran número de partidarios en el Senado, pero cada uno de ellos tenía un cierto apoyo entre la plebe y los caballeros romanos. Los partidarios más activos de los triunviros eran los veteranos de las legiones de Pompeyo, quienes desempeñaban un papel importante en la asamblea popular. Como resultado de las elecciones, César y el yerno de Catón, Marco Calpurnio Bíbulo, se convirtieron en cónsules, a favor del cual los senadores organizaron un «soborno en interés del Estado».

### Pompeyo en Roma durante los años 50a.C. Segundo y tercer consulado

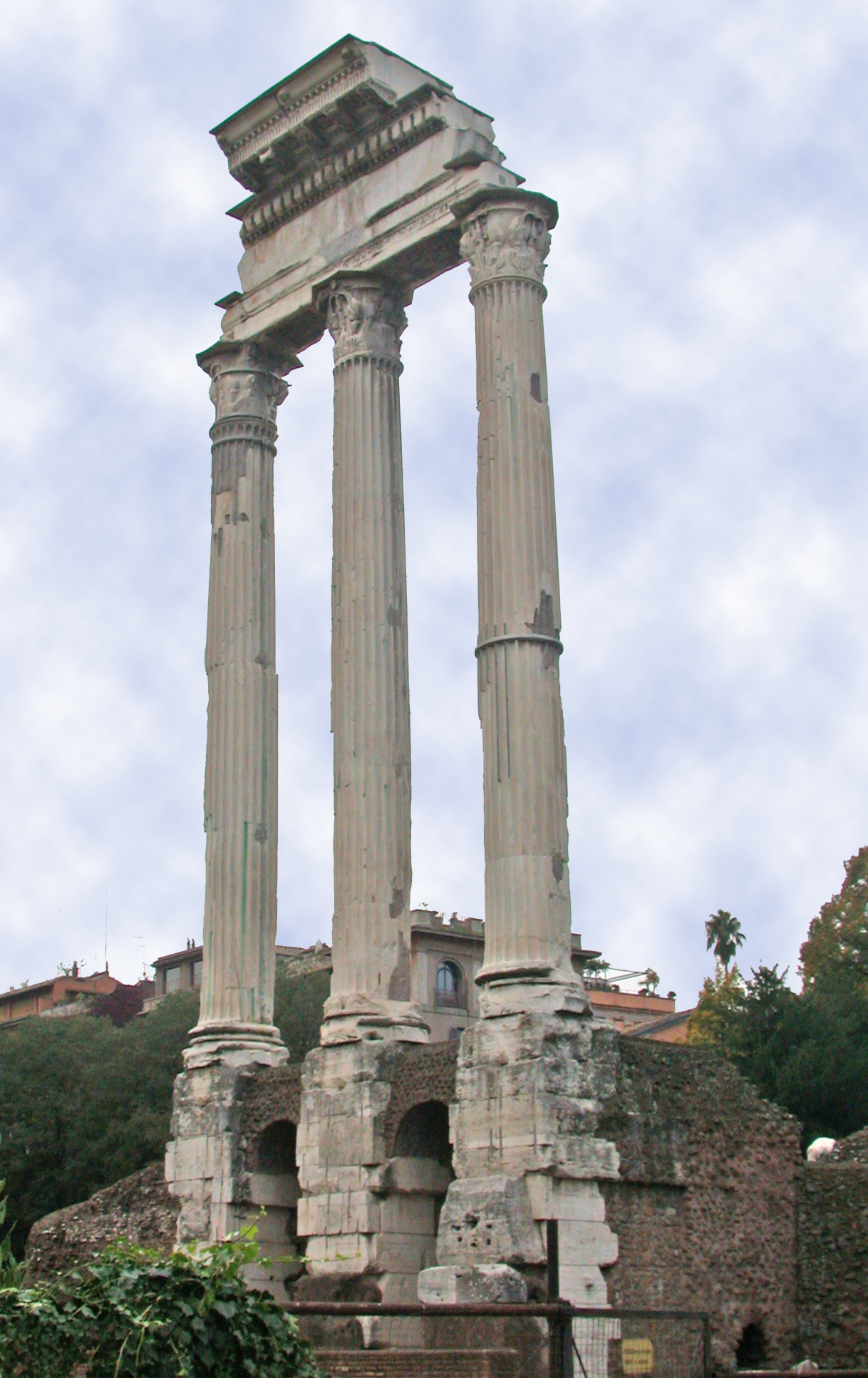
Ruinas del Templo de Cástor y Pólux en Roma.

#### El consulado de César
En el año 59 a. C., César desarrolló una gran actividad en su cargo de cónsul. Al principio, Bíbulo trató de resistirse a las numerosas iniciativas de su colega, pero pronto fue apartado y dejó de desempeñar sus funciones. Después de que César ejerciese como único cónsul, los romanos comenzaron a referirse irónicamente al año 59 a. C. como «el consulado de Julio y de César». En primer lugar, el cónsul pudo impulsar la prometida ley agraria, venciendo la resistencia de los senadores. Las principales disposiciones de la ley repetían al menos dos propuestas anteriores y beneficiaban tanto a los veteranos de Pompeyo como a la plebe sin tierra. Los terrenos debían ser comprados con los ingresos de las conquistas de Cneo y se creó una comisión para distribuir la tierra, que incluía a este último. Hacia el mes de marzo, César aprobó nuevas leyes en nombre de sus compañeros del triunvirato, que incluian todos los edictos orientales de Pompeyo y reducía los impuestos en Asia. César también nombró a Ptolomeo XII Neo Dionisio como «amigo y aliado del pueblo romano», y dividió el enorme soborno de seis mil talentos recibido por esta decisión entre él y Pompeyo. En mayo, César recibió como provincias la Galia Cisalpina e Ilírico, y pronto, a propuesta de Pompeyo, el Senado le añadió la Galia Narbonense y otra legión. Pompeyo parece haber previsto el inminente estallido de la guerra en la Galia y era consciente de la necesidad de unificar las provincias cisalpinas y transalpinas bajo un solo comandante. Esta última consideración pudo ser decisiva, debido a que durante la guerra cimbria, medio siglo antes en la misma región, la falta de un mando unificado en la primera fase de la guerra se tradujo en sensibles derrotas para Roma. Todas las provincias le fueron entregadas por cinco años en lugar del año habitual. Sin embargo, a finales del año 59 a. C. la popularidad del triunvirato había caído dramáticamente, lo que, según S. L. Utchenko, se debía al hecho de que esta alianza, que esperaba combatir la usurpación del poder real por parte de un estrecho círculo de senadores nobilitas, pasó a controlar toda la vida en Roma.

#### Actividades de Clodio
En el año 58 a. C., el tribuno Publio Clodio Pulcro se mostró muy activo en Roma. Primero atacó a Marco Tulio Cicerón y lo obligó a un exilio forzoso, y en consecuencia, este último pidió la intercesión de Pompeyo, pero este no le ayudó, a pesar de que había prometido previamente su protección. Más tarde, Clodio sacó a Catón de Roma en una misión especial a Chipre; sin Cicerón y Catón, la oposición del Senado a los triunviros —pero también a Clodio— quedó muy debilitada. Tras la marcha de César a la Galia, Clodio se puso en contra de Pompeyo y pronto se volvió también contra el primero, intentando anular todas las órdenes de este durante el año de su consulado. Sin embargo, Clodio no tuvo éxito, pero siguió actuando contra los triunviros. En particular, reconoció a Brogitarix como rey de Galacia, aunque el rey Deyótaro, reconocido por Pompeyo, estaba vivo. Finalmente, el 11 de agosto, uno de los esclavos de Clodio lanzó desafiantemente una daga frente a Pompeyo en el Templo de Cástor y Pólux. Tras una inequívoca amenaza de muerte, el general se encerró en su casa de Roma, y los partidarios armados de Clodio la rodearon y se aseguraron de que Pompeyo no saliera de ella.
Sin embargo, al año siguiente, la mayoría de los magistrados se opusieron a Clodio y su influencia disminuyó drásticamente. Además, los incendios provocados y los intentos de asesinato por parte de sus hombres minaron su popularidad entre la plebe de la ciudad. Pompeyo promovió activamente el regreso de Cicerón a Roma, debido a que cuando los partidarios del orador exiliado en la ciudad intentaron presentar un proyecto de ley para su regreso, el general recorrió Italia y agitó a los itálicos para que acudieran a Roma y apoyaran la ley en una votación. Inmediatamente después de su regreso, el influyente Cicerón reconcilió a los senadores con Pompeyo durante un tiempo. Además, a Cneo se le dio el control del suministro de pan de Roma por un período de cinco años, pero un proyecto de ley del tribuno Cayo Mesio que ampliaba sus poderes fue rechazado. Pompeyo recibió poderes proconsulares y el derecho a nombrar quince legados.
En esta época, la gestión del suministro de pan de Roma se convirtió en el puesto más importante: según la ley del pan de Clodio, cada ciudadano romano podía recibir una determinada cantidad de pan, cinco modios, o 43.5 litros, completamente gratis —antes había que pagar un pequeño precio por él—; todos los gastos eran cubiertos por el tesoro del Estado. Sin embargo, Sexto Clelio, el escriba de Clodio, quien fue puesto a cargo del suministro, no logró reconstruir todo el sistema de entrega de grano a Roma. Como consecuencia, los terratenientes y comerciantes subieron mucho el precio del pan y la ciudad empezó a sufrir escasez. Sin embargo, la falta de pan pudo haber sido artificial, debido a que muchos comerciantes de este producto al por mayor apoyaron a Cicerón y mantuvieron sus graneros cerrados durante mucho tiempo. Por primera vez después del nombramiento de Pompeyo, los precios en Roma no bajaron, y el tesoro, que se vio obligado a comprar grano, tuvo una gran escasez de dinero. Pompeyo fue a comprar grano a las provincias de Sicilia, Cerdeña y África y envió a sus amigos y legados a otras provincias. Al final consiguió normalizar el suministro de pan, aunque en ello se gastaron ingentes fondos del erario: en abril del año siguiente, el Senado asignó cuarenta millones de sestercios a Pompeyo para la compra de pan.

#### Reunión en Lucca y segundo consulado

Distribución de las provincias entre los triunviros tras la reunión de Lucca (no se muestran las conquistas de César):
César: Galia Cisalpina, Galia Narbonense, Ilírica.
Pompeyo: Hispania Ulterior, Hispania Citerior
Craso: Siria.
Otras provincias de la República romana.

Fue en esta época cuando Pompeyo se peleó con Craso. El primero le dijo a Cicerón que este último estaba apoyando a Clodio y a sus partidarios, quienes atacaban a Cneo en las asambleas populares y en el Senado. En abril de 56 a. C., por iniciativa de César, los triunviros mantuvieron conversaciones en Lucca, donde hibernaba el gobernador galo. Los triunviros acordaron que Pompeyo y Craso se presentaran como candidatos a cónsules en el año 55 a. C. y que César enviara algunos de sus soldados a Roma para apoyar sus candidaturas. El objetivo principal de los triunviros era impedir la elección de Lucio Domicio Enobarbo, enemigo implacable de César. También se acordó que los tribunos leales a los triunviros entregarían a los cónsules las provincias que ellos mismos desearan, y que la autoridad de César en la Galia se extendería por otros cinco años. La elección de cónsules, que normalmente se celebraba en verano, se retrasó y no tuvo lugar hasta enero de 55 a. C.; los soldados de César, dirigidos por su legado Publio Licinio Craso, hijo del triunviro, decidieron la elección a favor de Pompeyo y Craso. Pompeyo recibió como provincias la Hispania Citerior y la Ulterior y Craso recibió Siria. Este ni siquiera esperó al final de su consulado y se dirigió a las provincias a finales de 55 a. C., con la esperanza de iniciar una guerra contra Partia lo antes posible. El proconsulado de César en la Galia se prolongó durante cinco años. Pompeyo, sin embargo, permaneció en Italia, pero no en Roma, sino en una de sus fincas cercanas a la ciudad, debido a que en caso de que entrara en la capital, habría perdido sus poderes como procónsul.

#### El colapso del triunvirato. El tercer consulado
En agosto o septiembre de 54 a. C., Julia, la esposa de Pompeyo, murió en el parto, y en mayo del año siguiente Craso fue derrotado en la batalla de Carras y asesinado. La disolución del triunvirato por la muerte de uno de los participantes no unió a Pompeyo y a César; al contrario, sus relaciones comenzaron a deteriorarse.
En enero del 52 a. C., cerca de Roma, el esclavo Tito Annio Milón mató a Clodio, y en consecuencia, los disturbios estallaron en Roma y los senadores empezaron a negociar con Pompeyo para otorgarle poderes de emergencia como dictador, debido a que se pensó que esta sería la única manera de detener los altercados. Pompeyo negó públicamente cualquier intención de convertirse en dictador, pero pocos le creyeron. Consultó a César sobre el asunto y este le propuso un nuevo matrimonio dinástico, que consistía en la unión de Pompeyo con la pariente de César, Octavia la Menor, y la de Cayo con Pompeya, la hija de Cneo. Sin embargo, Pompeyo rechazó esta oferta. En lugar de una dictadura, el Senado otorgó a Pompeyo un consulado para el año 52 a. C. sin colega, y tenía más o menos los mismos poderes que un dictador, pero una vez terminado su mandato podía ser juzgado por sus acciones. La sugerencia procedía de Catón o de Bíbulo, pero en cualquier caso de un antiguo oponente del triunvirato. Es probable que la concesión de poderes consulares extraordinarios en lugar de dictatoriales estuviera motivada por el deseo de evitar analogías con la última dictadura de Sila. Cneo pronto se casó con Cornelia Metela, hija de Quinto Cecilio Metelo Escipión, un viejo enemigo de César. Sin embargo, esta acción no significó necesariamente la ruptura de los dos triunviros.
En primer lugar, Pompeyo propuso dos proyectos de ley que fueron rápidamente considerados y aprobados. Se trataban de leyes sobre la violencia (de vi) y sobre las irregularidades electorales (de ambitu). La primera ley se llevó a cabo específicamente para perseguir a los organizadores y participantes en los disturbios del año 52 a. C.; la segunda se dirigió contra aquellos que habían sobornado a los votantes durante las elecciones. Ambas leyes introdujeron penas más duras para los autores y también limitaron el tiempo de los procedimientos ante los respectivos tribunales judiciales (quaestiones perpetuae), que ahora se llevaban a cabo de forma acelerada. Además, se estableció un nuevo plazo de prescripción para los casos de ambitu, hasta el año 70 a. C., que los partidarios de César tomaron como un desafío. Por último, Pompeyo promulgó una ley que modificaba todos los casos relacionados con el asesinato de parientes cercanos (lat. parricidium; sin embargo, podría haberse aprobado ya en el año 55 a. C.).
Al mismo tiempo, el Senado instruyó a Pompeyo para comenzar a reclutar tropas, y pronto se trajeron soldados a la ciudad, hecho que no se realizaba desde la dictadura de Sila. «Bajo la protección» de los soldados se celebraron temporalmente los juicios, incluido el más destacado de Milón. El último día de las audiencias, el 7 de abril, Pompeyo, quien tenía una actitud fría hacia Milón e incluso creía que estaba conspirando para matarlo, colocó numerosos soldados en el Foro y sus alrededores. La abundancia de combatientes asustó tanto al famoso abogado Cicerón, quien defendía a Milón, que no pudo pronunciar bien su discurso. Al final, este último fue declarado culpable por 38 votos de 51 y condenado al destierro. Además de él, muchos partidarios de Clodio fueron condenados, sin embargo, los juicios de algunos apoyantes y familiares de Pompeyo se llevaron a cabo bajo la presión del cónsul.
Los tribunos de entre los partidarios de César propusieron un proyecto de ley que permitía a Cayo presentarse como cónsul mientras estuviera fuera de Roma —anteriormente, el Senado tomaba una decisión sobre cada uno de esos casos—. Esta propuesta se aceptó pronto con la aprobación de Pompeyo. Sin embargo, posteriormente, Cneo inició otras dos leyes, que consistían en la obligatoriedad de que un ciudadano permaneciera en Roma durante su candidatura a la magistratura y todo el tiempo anterior a la votación, así como sobre ciertos cambios en el orden de las gobernaciones provinciales y la introducción de un intervalo de cinco años entre la magistratura y la gobernación. El primer decreto entraba en conflicto directo con la ley que acababan de aprobar los partidarios de César, pero como no había sido aprobado por la asamblea popular no tenía prioridad sobre ella; el propio Pompeyo afirmó que la ley no pretendía oponerse a César. El propósito de los dos decretos, por lo tanto, podría haber sido una demostración de fuerza tanto ante César como ante el Senado.
Mientras tanto, los tribunos sugirieron que Pompeyo tomara a César como colega durante el resto del año, pero Cayo estaba ocupado en la Galia y no quería volver a Roma. Hacia el final del año, alrededor de julio-agosto, el segundo cónsul fue Quinto Cecilio Metelo Escipión, el nuevo suegro de Pompeyo. Al año siguiente fueron elegidos cónsules Servio Sulpicio Rufo y Marco Claudio Marcelo, aunque Pompeyo siguió teniendo la influencia decisiva en la política. No disolvió el ejército reclutado y conservó las provincias hispanas, cuyo control real fue ejercido por sus legados.

#### Escalada de las relaciones con César

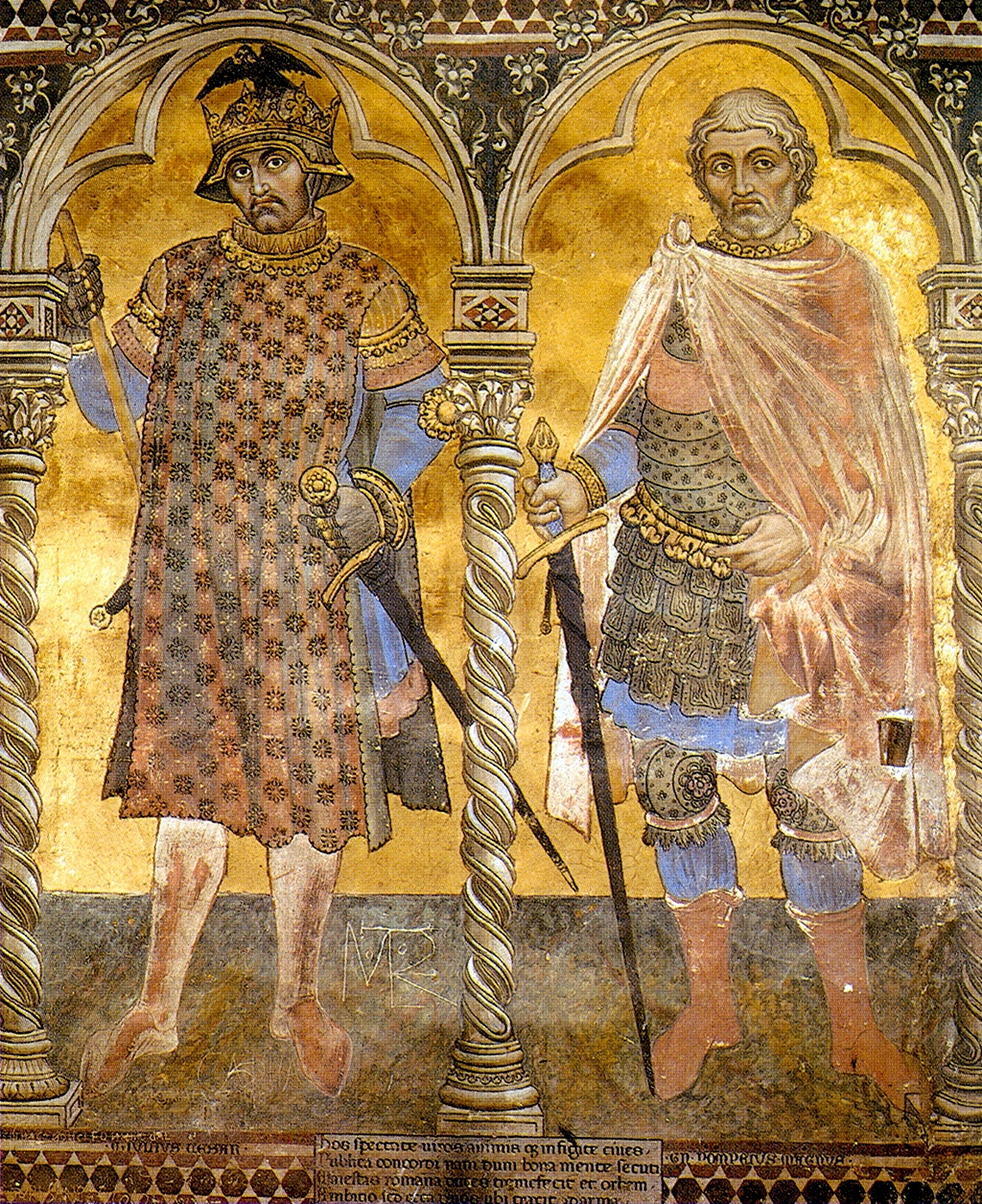
César (izquierda) y Pompeyo (derecha). Fresco de Taddeo di Bartolo (principios del siglo).

En el año 51 a. C. se discutió mucho en Roma sobre el estatus de César después del inminente cese de sus poderes proconsulares, que finalizaban el 1 de marzo de 49 a. C., aunque existía la posibilidad de prorrogarlos. Según la nueva legislación, César debía permanecer como ciudadano privado durante varios meses —las elecciones para cónsules solían celebrarse en verano—, y la intención de someterlo a juicio fue manifestada públicamente por Catón y Marcelo, entre otros. Además, los adversarios de César se preparaban para impugnar la reciente ley sobre su derecho a presentarse como cónsul estando ausente de Roma. En respuesta a las acciones de César para reclutar partidarios en Roma, en el ejército y en las provincias, el Senado respondió con un edicto que trataba todas las disputas a su favor; los tribunos, sin embargo, vetaron esta ley. Pompeyo, por su parte, evitó intervenir en este enfrentamiento. A finales del año 51 a. C. se rumoreaba que Pompeyo podría haber ido a Hispania o a Siria; sin embargo, permaneció en Italia, aunque Cicerón escuchó informes similares al año siguiente. En el año 50 a. C., los enemigos de César, Lucio Emilio Lépido Paulo y Cayo Claudio Marcelo, se convirtieron en cónsules, mientras que entre los tribunos se encontraba uno de sus más declarados enemigos, Cayo Escribonio Curión. César, por su parte, sobornó a Paulo, quien accedió a permanecer neutral, con la enorme cantidad, citada por Apiano, de mil quinientos talentos, y a Curión con una suma aún mayor. Curión, por su parte, comenzó a actuar como conciliador entre Pompeyo y César, sin querer revelar a su nuevo patrón, pero en los momentos cruciales se puso del lado de este último. A principios del año 50 a. C., Curión presentó una propuesta de compromiso, que consistía en que Pompeyo y César deberían disolver simultáneamente las legiones y renunciar a sus poderes proconsulares, sin embargo, el primero se negó y propuso que César depusiera las armas primero. Para entonces, el Senado había conseguido que la gobernación de las provincias orientales estuviera en manos de magistrados de confianza; la mayoría de los gobernantes orientales, a su vez, debían su trono a Pompeyo y estaban dispuestos a enviarle ayuda militar en cualquier momento.
En la primavera —o verano— de 50 a. C. Pompeyo cayó gravemente enfermo, pero se recuperó rápidamente. No está claro que mal le afectó y se especula con la posibilidad de que hubiese contraído malaria. Los habitantes de Nápoles, donde se encontraba, organizaron una fiesta para celebrar su recuperación; otras ciudades italianas siguieron su ejemplo. Según Plutarco, estas celebraciones hicieron que Pompeyo se sintiera tan confiado que abandonó su habitual cautela y comenzó a despreciar a César. Al parecer, Cneo pensó que el pueblo, que celebraba tan activamente su recuperación, lucharía por él con el mismo fervor.
En agosto, Marco Celio Rufo sugirió enviar a Pompeyo o a César al este para iniciar una guerra contra Partia y retrasar el estallido de la guerra civil, cuya llegada todos veían como inevitable. El 1 de diciembre, Curión volvió a proponer que tanto Pompeyo como César renunciaran y disolvieran sus tropas. Contó con el pleno apoyo de un Senado que temía la guerra: la moción fue aprobada por 370 votos a favor y 22 en contra. Sin embargo, Marcelo destituyó al Senado y la decisión no entró en vigor. Pronto corrió el rumor en Roma de que César ya estaba de camino a la capital con todos sus hombres. Creyéndolo, el cónsul Claudio sugirió que el ejército estacionado en Capua marchara contra César. Curión se opuso, pero el primero acudió a Pompeyo; como estaba en su finca fuera de Roma, Curión no pudo perseguirlo. Claudio ordenó personalmente a Pompeyo que preparara el ejército que estaba en Capua y que reclutara nuevas tropas. Pronto, este último convocó a las dos legiones que servían temporalmente bajo el mando de César en Italia. Curión trató de aprobar una ley que hubiera privado a Pompeyo del poder sobre las tropas, pero al fracasar, huyó de Roma hacia César. César hizo intentos de negociar directamente con Pompeyo —en concreto, en diciembre pidió quedarse con la Galia Cisalpina, Ilírico y dos legiones, pero garantizando el consulado—, pero todos acabaron en fracaso.
El 1 de enero del 49 a. C., los tribunos cesarianos Marco Antonio y Quinto Casio Longino entregaron a Roma y leyeron una carta de César en la que amenazaba con iniciar una guerra si Pompeyo no dimitía. Esta amenaza acabó por poner al Senado en contra de César, aunque todavía había muchos partidarios de la reconciliación. Los cónsules de ese año, Cayo Claudio Marcelo y Lucio Cornelio Léntulo Crus, hostiles al gobernador galo, consiguieron convencer al Senado de que tomara medidas de emergencia. La nueva ley exigía a César que disolviera las tropas, o de lo contrario sería declarado enemigo del Estado. Sin embargo, Antonio y Casio la vetaron. Durante los días siguientes, Cicerón se convirtió en el mediador entre los antiguos triunviros. Ofreció dejar a César con Ilírico y una legión, pero bajo la presión de Léntulo, Escipión y Catón, Pompeyo rechazó también esta oferta. El 7 de enero, el Senado aprobó un decreto de urgencia (senatus consultum ultimum), que dio a Pompeyo los más amplios poderes. Antonio y Casio huyeron de la ciudad tras las amenazas del Senado. En los dos días siguientes, el Senado confirmó su decisión del 1 de enero —los tribunos ya no podían vetar— y las provincias de César fueron entregadas a otros gobernadores. Mientras tanto, César se dirigió a los soldados de la Legio XIII y les pidió que protegieran los sagrados derechos de los tribunos, pisoteados por el Senado, y que ayudaran a restaurar su manchada reputación, y estos le apoyaron plenamente.

### Guerra civil de 49-45a.C. y asesinato

El viaje de Pompeyo durante la guerra civil. Las batallas están marcadas con una «X».

#### La guerra en Italia
Alrededor del 10 de enero de 49 a. C., César cruzó el río Rubicón, que separaba Italia de la Galia Cisalpina, lo que dio inicio a una guerra civil. Unos días después, cuando las noticias de la intervención de Cayo llegaron a Roma, Pompeyo admitió que no estaba preparado para repeler el ataque. Algunos senadores, especialmente Cicerón, sugirieron enviar una embajada al procónsul, pero prevaleció la propuesta de Catón de luchar contra César bajo el mando de Pompeyo. Sin embargo, Cneo insistió en que los magistrados y los senadores abandonaran la ciudad; debido a las prisas, no se organizó la manera de sacar el tesoro. Muchos magistrados se dirigieron a las provincias que les habían sido asignadas para reunir allí tropas y unirse posteriormente a Pompeyo. Lucio Domicio Enobarbo fue nombrado sustituto de César. Pompeyo envió a dos magistrados a César para negociar, pero este los devolvió con una contraoferta de disolver el ejército al mismo tiempo que Pompeyo y participar después en la elección de cónsules; César también insistió en una reunión personal con su antiguo colega del triunvirato. Pompeyo se retiró a Capua, donde se concentraron las tropas leales; Enobarbo y tres legiones permanecieron en la estratégicamente importante ciudad de Corfinium. Originalmente se había planeado unir las fuerzas de Enobarbo y Pompeyo, pero esto se vio frustrado por la repentina aparición de César en Corfinium. A pesar de la superioridad numérica de Enorbarbo —unas tres legiones contra dos—, sus soldados rindieron tanto la fortaleza como el comandante a César tras siete días de asedio. Al enterarse de la caída de Corfinium, Pompeyo se retiró al puerto de Brundisium (la moderna Bríndisi), donde iban todos los reclutas leales al Senado. Al parecer, fue entonces cuando el general decidió cruzar con el Senado a Grecia. La gran flota de Pompeyo transportaba soldados y ciudadanos que huían a Dirraquio (o Epidamnos; la actual Durrës). Sin embargo, no había suficientes barcos para llevar a todos al otro lado y la evacuación se retrasó. Como la flota de César en el Adriático había sido derrotada, Cayo no pudo impedir la travesía. A mediados de marzo zarparon las últimas naves de Brundisium, ya asediada por César. Pompeyo fue uno de los últimos en zarpar.
La razón por la que Pompeyo decidió retirarse de Roma y luego de Italia no está clara. El plan de salida fue considerado por primera vez por el Senado el 17 de enero, pero se dejó de lado por un tiempo, porque también se estaba considerando un plan para continuar la guerra en Italia. Pompeyo planeaba utilizar su posición dominante en el mar para transportar tropas y suministros desde las provincias a Italia, y también esperaba llevar legiones hispanas por detrás de las líneas de César a la Galia. En este sentido, Napoleón Bonaparte creía que Pompeyo debería haberse ceñido a este plan, opinión apoyada por Carl von Clausewitz. Sin embargo, el factor decisivo en la decisión de zarpar pudo haber sido la pésima actuación de Domicio en Corfinium, el centro de reclutamiento de gran parte de Italia central. Este último, habiendo recibido una carta de Pompeyo exigiendo trasladarse a Apulia con los reclutas, al principio aceptó, pero luego cambió repentinamente de opinión. Su decisión estuvo probablemente influenciada por su desconfianza hacia Pompeyo, debido a que este había sido un antiguo opositor al triunvirato, y su hermano había sido asesinado por Pompeyo en el 81 a. C. Para entonces Domicio ya había sido nombrado procónsul en la Galia en lugar de César y, por lo tanto, tenía derecho a no obedecer a Pompeyo.

#### La guerra en Grecia

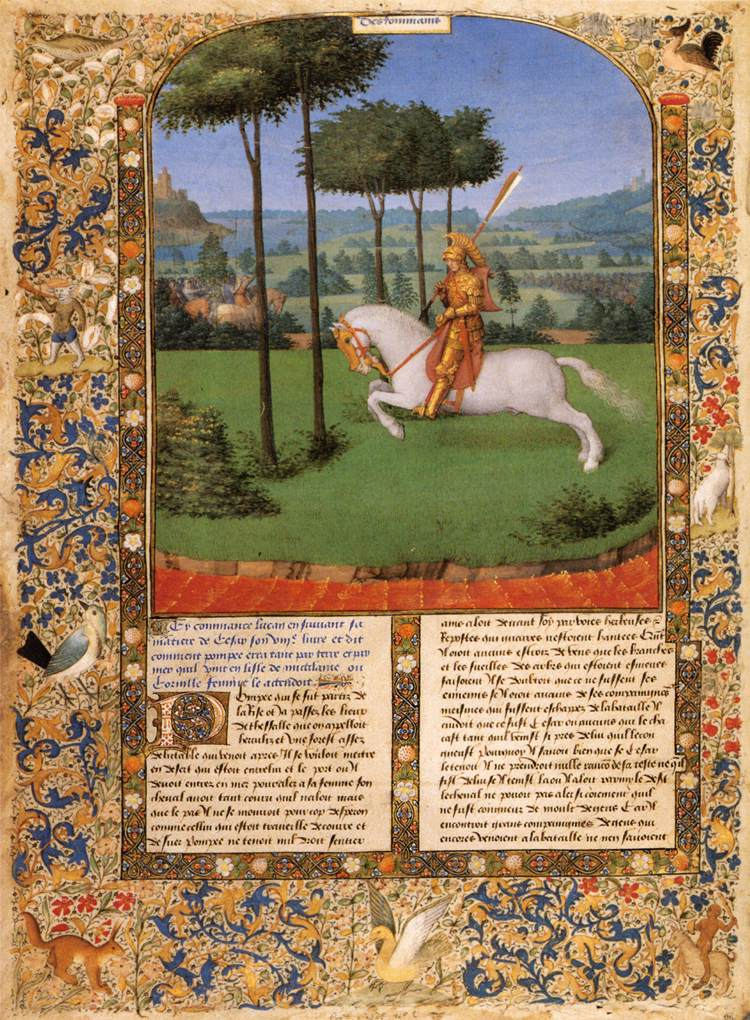
La huida de Pompeyo después de la batalla de Farsalia. Página de la Histoire ancienne jusqu'à César del siglo con una ilustración de Jean Fouquet.

En la primavera de 49 a. C. César se dirigió al oeste y luchó durante todo el verano en las dos Hispanias, y en septiembre, de regreso hacia Roma, tomó Massilia (la moderna Marsella). En esta época Pompeyo estaba reclutando nuevas legiones y supervisando personalmente su entrenamiento en Macedonia, y él mismo fue visto en repetidas ocasiones en ejercicios militares con los soldados. Mientras tanto, su partidario Léntulo Crus reclutó dos legiones más en Asia, y Escipión otras dos en Siria; Pompeyo tenía un total de nueve legiones, aunque Apiano sugiere once. También utilizó su influencia para persuadir a los gobernantes dependientes de Roma para que le enviaran tropas auxiliares y negoció con Partia y Dacia. Al parecer, Cneo esperaba organizar un bloqueo naval en Italia, y en la primavera de 48 a. C o más tarde desembarcar allí con un gran ejército. Sin embargo, en enero de 48 a. C., César inesperadamente rompió el bloqueo naval, desembarcó con algunas de sus tropas cerca de Dirraquio, y pronto las ciudades de los alrededores empezaron a ponerse de su lado una tras otra. Pompeyo se apresuró a llegar a esta última ciudad y acampar cerca de ella. En abril, los cesarianos Marco Antonio y Quinto Fufio Caleno volvieron a romper el bloqueo naval y enviaron refuerzos a Epiro, y a pesar de la oposición de Pompeyo, las fuerzas cesarianas se unieron. Cneo consideró tres posibles cursos de acción: enviar un ejército a Italia —Pompeyo aún dominaba el mar—, una batalla general con César o una continuación de la guerra de posiciones con la expectativa de agotar al enemigo. Pompeyo rechazó llevar a cabo el primer plan, debido a que capturar Roma antes de derrotar a César no habría supuesto una diferencia en la opinión pública. Además, si este plan se hubiera realizado, sólo una fuerza relativamente pequeña de Escipión habría permanecido en Grecia contra el ejército de César. El propio Pompeyo se inclinaba por una tercera opción en aras de debilitar al enemigo. César, a pesar de la superioridad numérica del ejército de Pompeyo, rodeó su campamento cerca de Dirraquio con un cerco. Sin embargo, los soldados de César, aunque asediaban a Pompeyo, seguían teniendo grandes dificultades con los suministros y sufriendo ellos mismos el hambre. En julio, Cneo descubrió un punto débil en las fortificaciones enemigas y rompió el asedio. En la batalla posterior Pompeyo obtuvo una victoria completa, pero por consejo del renegado Tito Labieno o por una presunta artimaña no atacó el campamento enemigo desprotegido, sino que se limitó a perseguir a los que se retiraban.
Después de la batalla de Dirraquio, César se retiró a Tesalia, lo que amenazó con la pérdida de toda Grecia. Los senadores comenzaron a presionar seriamente a Pompeyo, criticando su lenta estrategia e insistiendo en una batalla general, aunque el propio general planeó desgastar al enemigo evitando un enfrentamiento directo e impidiendo el abastecimiento de su ejército. Finalmente, Pompeyo cedió a las súplicas de los senadores, y el 9 de agosto de 48 a. C. se libró la batalla de Farsalia en un combate decisivo. Pompeyo tenía una ventaja numérica, pero no pudo explotarla y la derrota en su flanco izquierdo fue un desastre para su ejército.

#### Huida y asesinato
Tras su derrota en Farsalia, Cneo escapó de su campamento hacia el norte, pero muchos de sus aliados, incluidos los senadores, huyeron en otras direcciones. Mientras huía, Pompeyo parece haber cambiado sus planes de acción: mientras que en Larisa instó a los ciudadanos a rendirse a César, en Anfípolis emitió un decreto para reunir un nuevo ejército para defender Macedonia. Él mismo se embarcó pronto hacia Mitilene en Lesbos, de allí a Attalia (la actual Antalya) y luego a Syedra en Cilicia, donde se celebró un consejo de guerra con muchos de sus asociados y consideraron tres opciones para buscar ayuda en la guerra: Partia, Egipto y Numidia. Pompeyo argumentó que no se fiaba de los gobernantes de Numidia y Egipto, por lo que se inclinaba por pedir apoyo a Partia, pero esta propuesta fue recibida con desaprobación. Publio Cornelio Léntulo Espínter expresó la opinión general, señalando la ineficacia de las tropas partas en circunstancias desconocidas y la vergüenza para Roma de utilizar a sus enemigos. Al final se decidió pedir ayuda a Egipto, ya que Ptolomeo XIII debía su trono a Pompeyo y su partidario Aulo Gabinio. Desde Pafos, en Chipre, Cneo viajó a Pelusio, donde envió una carta al monarca egipcio en la que le pedía una reunión. Los consejeros del rey, Aquilas, Potino y Teodoto de Quíos, quienes realmente dirigían el país, decidieron que ayudar a Pompeyo pondría en cualquier caso en peligro su autoridad y la independencia de Egipto, por lo que decidieron apoyarlo de palabra y matarlo en la práctica. Lucio Septimio, un romano al servicio de Egipto, recibió el encargo de llevar a cabo el asesinato; él y Aquilas debían encontrarse con el barco de Pompeyo en el puerto, meter al general en una barca, llevarlo a la orilla y matarlo. Se envió una carta a Pompeyo, escrita en tono amistoso, invitándole a una reunión. El asesinato de Pompeyo ha sido descrito a menudo con detalle por varios autores como un ejemplo de traición extrema. El relato de Plutarco es el más conocido:
«Pompeyo descendió al barco, y como mediase bastante distancia desde la galera a tierra, y ninguno de los que iban con él le hubieran dirigido siquiera una expresión de agasajo, poniendo la vista en Septimio, “Paréceme —le dijo— haberte conocido en otro tiempo siendo mi compañero de armas”; a lo que le contestó bajando sólo la cabeza, sin pronunciar palabra ni poner siquiera buen semblante; por tanto, como se guardase por todos un gran silencio, sacó Pompeyo un libro de memoria y se puso a leer un discurso que había escrito en griego para hacer uso de él con Tolomeo. Cuando arribaban a tierra, Cornelia, quien, llena de agitación e inquietud, había subido con los amigos de Pompeyo a la cubierta de la nave, para ver lo que pasaba, concibió alguna esperanza al observar que muchos de los cortesanos salían al desembarco como para honrarle y recibirle. En esto, al tomar Pompeyo la mano de Filipo para ponerse en pie con mayor facilidad, Septimio fue el primero que por la espalda le pasó con un puñal, y enseguida desenvainaron también sus espadas Salvio y Aquilas. Pompeyo, echándose la toga por el rostro con entrambas manos, nada hizo ni dijo indigno de su persona, sino que solamente dio un suspiro, aguantando con entereza los golpes de sus asesinos».
El asesinato de Pompeyo sucedió el 28 o el 29 de septiembre de 48 a. C. La cabeza de Pompeyo y el anillo con su sello —un león con una espada en la pata— fueron regalados por los egipcios a César; la leyenda cuenta que este desconocía el destino de Cneo y lloró al ver la cabeza. Los ritos funerarios para el cuerpo de Pompeyo fueron realizados por su liberto Filipo y uno de los veteranos de su ejército, utilizando los restos de un viejo barco para la pira funeraria. Al parecer, las cenizas de Pompeyo fueron enterradas posteriormente por Cornelia Metela en la finca del fallecido en Albana (actual Albano Laziale). El historiador Apiano, sin embargo, informa que la tumba de Pompeyo estaba cubierta de arena en Egipto, y que sólo el emperador Adriano la encontró y la restauró, entierro que también corrobora Estrabón.

## Familia
| Descendencia de Pompeyo Magno \| \| \| Cneo Pompeyo Magno \| \| \| \| \| \| \| \| \| \| \| \| \| \| \| \| \| \| \| \| \| \| \| \| \| \| \| \| \| \| \| \| \| \| \| \| \| \| \| \| \| \| \| \| \| \| \| \| \| \| \| \| \| \| \| \| \| \| \| \| \| \| \| \| \| \| \| \| \| \| \| \| \| \| \| \| \| \| \| \| \| \| \| \| \| \| \| \| \| \| \| \| \| \| \| \| \| \| \| \| \| \| \| \| \| \| \| \| \| \| \| \| \| \| \| \| \| \| \| \| \| \| \| \| \| \| \| \| \| \| \| \| \| \| \| \| \| \| \| \| \| \| \| \| \| \| \| \| \| \| \| \| \| \| \| \| \| \| \| \| \| \| \| \| \| \| \| \| \| \| \| \| \| \| \| \| \| \| \| \| \| \| \| \| \| \| \| \| \| \| \| \| \| \| \| \| \| \| \| \| \| \| \| \| \| \| \| \| \| \| \| \| \| \| \| \| \| \| \| \| \| \| \| \| \| \| \| \| \| \| \| \| \| \| \| \| \| \| \| \| \| \| \| \| \| \| \| \| \| \| \| \| \| \| \| \| \| \| \| \| \| \| \| \| \| \| \| \| \| \| \| \| \| \| \| \| \| \| \| \| \| \| \| \| \| \| \| \| \| \| \| \| \| \| \| \| \| \| \| \| \| \| \| \| \| \| \| \| \| \| \| \| \| \| \| \| \| \| \| \| \| \| \| \| \| \| \| \| \| \| \| \| \| \| \| \| \| \| \| \| Publio Antistio Pretor o edil \| Publio Antistio Pretor o edil \| Publio Antistio Pretor o edil \| Publio Antistio Pretor o edil \| Publio Antistio Pretor o edil \| Publio Antistio Pretor o edil \| \| \| \| \| Marco Emilio Escauro cónsul en 115 a. C. Lucio Cornelio Sila (padrastro) cónsul en 88 a. C. y 80 a. C. \| Marco Emilio Escauro cónsul en 115 a. C. Lucio Cornelio Sila (padrastro) cónsul en 88 a. C. y 80 a. C. \| Marco Emilio Escauro cónsul en 115 a. C. Lucio Cornelio Sila (padrastro) cónsul en 88 a. C. y 80 a. C. \| Marco Emilio Escauro cónsul en 115 a. C. Lucio Cornelio Sila (padrastro) cónsul en 88 a. C. y 80 a. C. \| Marco Emilio Escauro cónsul en 115 a. C. Lucio Cornelio Sila (padrastro) cónsul en 88 a. C. y 80 a. C. \| Marco Emilio Escauro cónsul en 115 a. C. Lucio Cornelio Sila (padrastro) cónsul en 88 a. C. y 80 a. C. \| \| \| Quinto Mucio Escévola cónsul en 95 a. C. \| Quinto Mucio Escévola cónsul en 95 a. C. \| Quinto Mucio Escévola cónsul en 95 a. C. \| Quinto Mucio Escévola cónsul en 95 a. C. \| Quinto Mucio Escévola cónsul en 95 a. C. \| Quinto Mucio Escévola cónsul en 95 a. C. \| \| \| Cayo Julio César cónsul en 59 a. C., 48 a. C., 46 a. C., 45 a. C. y 44 a. C. triumviro \| Cayo Julio César cónsul en 59 a. C., 48 a. C., 46 a. C., 45 a. C. y 44 a. C. triumviro \| Cayo Julio César cónsul en 59 a. C., 48 a. C., 46 a. C., 45 a. C. y 44 a. C. triumviro \| Cayo Julio César cónsul en 59 a. C., 48 a. C., 46 a. C., 45 a. C. y 44 a. C. triumviro \| Cayo Julio César cónsul en 59 a. C., 48 a. C., 46 a. C., 45 a. C. y 44 a. C. triumviro \| Cayo Julio César cónsul en 59 a. C., 48 a. C., 46 a. C., 45 a. C. y 44 a. C. triumviro \| \| \| Quinto Cecilio Metelo Escipión cónsul en 52 a. C. \| Quinto Cecilio Metelo Escipión cónsul en 52 a. C. \| Quinto Cecilio Metelo Escipión cónsul en 52 a. C. \| Quinto Cecilio Metelo Escipión cónsul en 52 a. C. \| Quinto Cecilio Metelo Escipión cónsul en 52 a. C. \| Quinto Cecilio Metelo Escipión cónsul en 52 a. C. \| \| \| Marco Licinio Craso cónsul en 70 a. C. y 55 a. C. triumviro \| Marco Licinio Craso cónsul en 70 a. C. y 55 a. C. triumviro \| Marco Licinio Craso cónsul en 70 a. C. y 55 a. C. triumviro \| Marco Licinio Craso cónsul en 70 a. C. y 55 a. C. triumviro \| Marco Licinio Craso cónsul en 70 a. C. y 55 a. C. triumviro \| Marco Licinio Craso cónsul en 70 a. C. y 55 a. C. triumviro \| \| \| \| \| \| \| \| \| \| \| \| \| \| \| \| \| \| \| \| \| \| \| \| \| \| \| \| \| \| \| \| \| \| \| \| \| \| Publio Antistio Pretor o edil \| Publio Antistio Pretor o edil \| Publio Antistio Pretor o edil \| Publio Antistio Pretor o edil \| Publio Antistio Pretor o edil \| Publio Antistio Pretor o edil \| \| \| \| \| Marco Emilio Escauro cónsul en 115 a. C. Lucio Cornelio Sila (padrastro) cónsul en 88 a. C. y 80 a. C. \| Marco Emilio Escauro cónsul en 115 a. C. Lucio Cornelio Sila (padrastro) cónsul en 88 a. C. y 80 a. C. \| Marco Emilio Escauro cónsul en 115 a. C. Lucio Cornelio Sila (padrastro) cónsul en 88 a. C. y 80 a. C. \| Marco Emilio Escauro cónsul en 115 a. C. Lucio Cornelio Sila (padrastro) cónsul en 88 a. C. y 80 a. C. \| Marco Emilio Escauro cónsul en 115 a. C. Lucio Cornelio Sila (padrastro) cónsul en 88 a. C. y 80 a. C. \| Marco Emilio Escauro cónsul en 115 a. C. Lucio Cornelio Sila (padrastro) cónsul en 88 a. C. y 80 a. C. \| \| \| Quinto Mucio Escévola cónsul en 95 a. C. \| Quinto Mucio Escévola cónsul en 95 a. C. \| Quinto Mucio Escévola cónsul en 95 a. C. \| Quinto Mucio Escévola cónsul en 95 a. C. \| Quinto Mucio Escévola cónsul en 95 a. C. \| Quinto Mucio Escévola cónsul en 95 a. C. \| \| \| Cayo Julio César cónsul en 59 a. C., 48 a. C., 46 a. C., 45 a. C. y 44 a. C. triumviro \| Cayo Julio César cónsul en 59 a. C., 48 a. C., 46 a. C., 45 a. C. y 44 a. C. triumviro \| Cayo Julio César cónsul en 59 a. C., 48 a. C., 46 a. C., 45 a. C. y 44 a. C. triumviro \| Cayo Julio César cónsul en 59 a. C., 48 a. C., 46 a. C., 45 a. C. y 44 a. C. triumviro \| Cayo Julio César cónsul en 59 a. C., 48 a. C., 46 a. C., 45 a. C. y 44 a. C. triumviro \| Cayo Julio César cónsul en 59 a. C., 48 a. C., 46 a. C., 45 a. C. y 44 a. C. triumviro \| \| \| Quinto Cecilio Metelo Escipión cónsul en 52 a. C. \| Quinto Cecilio Metelo Escipión cónsul en 52 a. C. \| Quinto Cecilio Metelo Escipión cónsul en 52 a. C. \| Quinto Cecilio Metelo Escipión cónsul en 52 a. C. \| Quinto Cecilio Metelo Escipión cónsul en 52 a. C. \| Quinto Cecilio Metelo Escipión cónsul en 52 a. C. \| \| \| Marco Licinio Craso cónsul en 70 a. C. y 55 a. C. triumviro \| Marco Licinio Craso cónsul en 70 a. C. y 55 a. C. triumviro \| Marco Licinio Craso cónsul en 70 a. C. y 55 a. C. triumviro \| Marco Licinio Craso cónsul en 70 a. C. y 55 a. C. triumviro \| Marco Licinio Craso cónsul en 70 a. C. y 55 a. C. triumviro \| Marco Licinio Craso cónsul en 70 a. C. y 55 a. C. triumviro \| \| \| \| \| \| \| \| \| \| \| \| \| \| \| \| \| \| \| \| \| \| \| \| \| \| \| \| \| \| \| \| \| \| \| \| \| \| 1) Antistia 86-82 a. C. \| 1) Antistia 86-82 a. C. \| 1) Antistia 86-82 a. C. \| 1) Antistia 86-82 a. C. \| 1) Antistia 86-82 a. C. \| 1) Antistia 86-82 a. C. \| \| \| \| \| 2) Emilia Escaura 82-c. 81 a. C. \| 2) Emilia Escaura 82-c. 81 a. C. \| 2) Emilia Escaura 82-c. 81 a. C. \| 2) Emilia Escaura 82-c. 81 a. C. \| 2) Emilia Escaura 82-c. 81 a. C. \| 2) Emilia Escaura 82-c. 81 a. C. \| \| \| 3) Mucia Tercia c. 79-62 a. C. \| 3) Mucia Tercia c. 79-62 a. C. \| 3) Mucia Tercia c. 79-62 a. C. \| 3) Mucia Tercia c. 79-62 a. C. \| 3) Mucia Tercia c. 79-62 a. C. \| 3) Mucia Tercia c. 79-62 a. C. \| \| \| 4) Julia c. 59-54 a. C. \| 4) Julia c. 59-54 a. C. \| 4) Julia c. 59-54 a. C. \| 4) Julia c. 59-54 a. C. \| 4) Julia c. 59-54 a. C. \| 4) Julia c. 59-54 a. C. \| \| \| 5) Cornelia c. 52-48 a. C. \| 5) Cornelia c. 52-48 a. C. \| 5) Cornelia c. 52-48 a. C. \| 5) Cornelia c. 52-48 a. C. \| 5) Cornelia c. 52-48 a. C. \| 5) Cornelia c. 52-48 a. C. \| \| \| 1) Publio Licinio Craso \| 1) Publio Licinio Craso \| 1) Publio Licinio Craso \| 1) Publio Licinio Craso \| 1) Publio Licinio Craso \| 1) Publio Licinio Craso \| \| \| \| \| \| \| \| \| \| \| \| \| \| \| \| \| \| \| \| \| \| \| \| \| \| \| \| \| \| \| \| \| \| \| \| \| \| 1) Antistia 86-82 a. C. \| 1) Antistia 86-82 a. C. \| 1) Antistia 86-82 a. C. \| 1) Antistia 86-82 a. C. \| 1) Antistia 86-82 a. C. \| 1) Antistia 86-82 a. C. \| \| \| \| \| 2) Emilia Escaura 82-c. 81 a. C. \| 2) Emilia Escaura 82-c. 81 a. C. \| 2) Emilia Escaura 82-c. 81 a. C. \| 2) Emilia Escaura 82-c. 81 a. C. \| 2) Emilia Escaura 82-c. 81 a. C. \| 2) Emilia Escaura 82-c. 81 a. C. \| \| \| 3) Mucia Tercia c. 79-62 a. C. \| 3) Mucia Tercia c. 79-62 a. C. \| 3) Mucia Tercia c. 79-62 a. C. \| 3) Mucia Tercia c. 79-62 a. C. \| 3) Mucia Tercia c. 79-62 a. C. \| 3) Mucia Tercia c. 79-62 a. C. \| \| \| 4) Julia c. 59-54 a. C. \| 4) Julia c. 59-54 a. C. \| 4) Julia c. 59-54 a. C. \| 4) Julia c. 59-54 a. C. \| 4) Julia c. 59-54 a. C. \| 4) Julia c. 59-54 a. C. \| \| \| 5) Cornelia c. 52-48 a. C. \| 5) Cornelia c. 52-48 a. C. \| 5) Cornelia c. 52-48 a. C. \| 5) Cornelia c. 52-48 a. C. \| 5) Cornelia c. 52-48 a. C. \| 5) Cornelia c. 52-48 a. C. \| \| \| 1) Publio Licinio Craso \| 1) Publio Licinio Craso \| 1) Publio Licinio Craso \| 1) Publio Licinio Craso \| 1) Publio Licinio Craso \| 1) Publio Licinio Craso \| \| \| \| \| \| \| \| \| \| \| \| \| \| \| \| \| \| \| \| \| \| \| \| \| \| \| \| \| \| \| \| \| \| \| \| \| \| \| \| \| \| \| \| \| \| \| \| \| \| \| \| \| \| \| \| \| \| \| \| \| \| \| \| \| \| \| \| \| \| \| \| \| \| \| \| \| \| \| \| \| \| \| \| \| \| \| \| \| \| \| \| \| \| \| \| \| \| \| \| \| \| \| \| \| \| \| \| \| \| \| \| \| \| \| \| \| \| \| \| \| \| \| \| \| \| \| \| \| \| \| \| \| \| \| \| \| \| \| \| \| \| \| \| \| \| \| \| \| \| \| \| \| \| \| \| \| \| \| \| \| \| \| \| \| \| \| \| \| \| \| \| \| \| \| \| \| \| \| \| \| \| \| \| \| \| \| \| \| \| \| \| \| \| \| \| \| \| \| \| \| \| \| \| \| \| \| \| \| \| \| \| \| \| \| \| \| \| 1) Fausto Cornelio Sila \| 1) Fausto Cornelio Sila \| 1) Fausto Cornelio Sila \| 1) Fausto Cornelio Sila \| 1) Fausto Cornelio Sila \| 1) Fausto Cornelio Sila \| \| \| Pompeya \| Pompeya \| Pompeya \| Pompeya \| Pompeya \| Pompeya \| \| \| 2) Lucio Cornelio Cinna \| 2) Lucio Cornelio Cinna \| 2) Lucio Cornelio Cinna \| 2) Lucio Cornelio Cinna \| 2) Lucio Cornelio Cinna \| 2) Lucio Cornelio Cinna \| \| \| Sexto Pompeyo \| Sexto Pompeyo \| Sexto Pompeyo \| Sexto Pompeyo \| Sexto Pompeyo \| Sexto Pompeyo \| \| \| Escribonia \| Escribonia \| Escribonia \| Escribonia \| Escribonia \| Escribonia \| \| \| \| \| \| \| \| \| \| \| \| \| \| \| \| \| \| \| \| \| \| \| \| \| \| \| \| \| \| \| \| \| \| \| \| \| \| \| \| \| \| \| \| \| \| \| \| 1) Fausto Cornelio Sila \| 1) Fausto Cornelio Sila \| 1) Fausto Cornelio Sila \| 1) Fausto Cornelio Sila \| 1) Fausto Cornelio Sila \| 1) Fausto Cornelio Sila \| \| \| Pompeya \| Pompeya \| Pompeya \| Pompeya \| Pompeya \| Pompeya \| \| \| 2) Lucio Cornelio Cinna \| 2) Lucio Cornelio Cinna \| 2) Lucio Cornelio Cinna \| 2) Lucio Cornelio Cinna \| 2) Lucio Cornelio Cinna \| 2) Lucio Cornelio Cinna \| \| \| Sexto Pompeyo \| Sexto Pompeyo \| Sexto Pompeyo \| Sexto Pompeyo \| Sexto Pompeyo \| Sexto Pompeyo \| \| \| Escribonia \| Escribonia \| Escribonia \| Escribonia \| Escribonia \| Escribonia \| \| \| \| \| \| \| \| \| \| \| \| \| \| \| \| \| \| \| \| \| \| \| \| \| \| \| \| \| \| \| \| \| \| \| \| \| \| \| \| \| \| \| \| \| \| \| \| \| \| \| \| \| \| \| \| \| \| \| \| \| \| \| \| \| \| \| \| \| \| \| \| \| \| \| \| \| \| \| \| \| \| \| \| \| \| \| \| \| \| \| \| \| \| \| \| \| \| \| \| \| \| \| \| \| \| \| \| \| \| \| \| \| \| \| \| \| \| \| \| \| \| \| \| \| \| \| \| \| \| \| \| \| \| \| \| \| \| \| \| \| \| \| \| \| \| \| \| \| \| \| \| \| \| \| \| \| \| \| \| \| \| \| \| \| \| \| \| \| \| \| \| \| \| \| \| \| \| \| \| \| \| \| \| \| \| \| \| \| \| \| \| \| \| \| \| \| \| \| \| \| \| \| \| \| \| Cneo Pompeyo \| Cneo Pompeyo \| Cneo Pompeyo \| Cneo Pompeyo \| Cneo Pompeyo \| Cneo Pompeyo \| \| \| Claudia Pulcra \| Claudia Pulcra \| Claudia Pulcra \| Claudia Pulcra \| Claudia Pulcra \| Claudia Pulcra \| \| \| Fausto Cornelio Sila \| Fausto Cornelio Sila \| Fausto Cornelio Sila \| Fausto Cornelio Sila \| Fausto Cornelio Sila \| Fausto Cornelio Sila \| \| \| Cneo Cornelio Cinna Magno \| Cneo Cornelio Cinna Magno \| Cneo Cornelio Cinna Magno \| Cneo Cornelio Cinna Magno \| Cneo Cornelio Cinna Magno \| Cneo Cornelio Cinna Magno \| \| \| Cornelia Pompeya \| Cornelia Pompeya \| Cornelia Pompeya \| Cornelia Pompeya \| Cornelia Pompeya \| Cornelia Pompeya \| \| \| Pompeya \| Pompeya \| Pompeya \| Pompeya \| Pompeya \| Pompeya \| \| \| \| \| \| \| \| \| \| \| \| \| \| \| \| \| \| \| \| \| \| \| \| \| \| \| \| \| \| \| \| \| \| \| \| \| \| \| \| Cneo Pompeyo \| Cneo Pompeyo \| Cneo Pompeyo \| Cneo Pompeyo \| Cneo Pompeyo \| Cneo Pompeyo \| \| \| Claudia Pulcra \| Claudia Pulcra \| Claudia Pulcra \| Claudia Pulcra \| Claudia Pulcra \| Claudia Pulcra \| \| \| Fausto Cornelio Sila \| Fausto Cornelio Sila \| Fausto Cornelio Sila \| Fausto Cornelio Sila \| Fausto Cornelio Sila \| Fausto Cornelio Sila \| \| \| Cneo Cornelio Cinna Magno \| Cneo Cornelio Cinna Magno \| Cneo Cornelio Cinna Magno \| Cneo Cornelio Cinna Magno \| Cneo Cornelio Cinna Magno \| Cneo Cornelio Cinna Magno \| \| \| Cornelia Pompeya \| Cornelia Pompeya \| Cornelia Pompeya \| Cornelia Pompeya \| Cornelia Pompeya \| Cornelia Pompeya \| \| \| Pompeya \| Pompeya \| Pompeya \| Pompeya \| Pompeya \| Pompeya \| \| \| \| \| \| \| \| \| \| \| \| \| \| \| \| \| \| \| \| \| \| \| \| \| \| \| \| \| \| \| \| \| \| \| \| \| \| \| |              |                               |                               |                               |                               |                               |                               |                |                |                |                | | | | | | |                      |                      |                                          |                                          |                                          |                                          |                                          |                                          |                           |                           |                                                                                        |                                                                                        |                                                                                        |                                                                                        |                                                                                        |                                                                                        |                  |                  |                                                   |                                                   |                                                   |                                                   |                                                   |                                                   |         |         |                                                             |                                                             |                                                             |                                                             |                                                             |                                                             |  |  |  |  |  |  |  |  |  |  |  |  |  |  |  |  |  |  |  |  |  |  |  |  |  |  |  |  |  |  |  |  |  |  |
| |              | Cneo Pompeyo Magno            |                               |                               |                               |                               |                               |                |                |                |                | | | | | | |                      |                      |                                          |                                          |                                          |                                          |                                          |                                          |                           |                           |                                                                                        |                                                                                        |                                                                                        |                                                                                        |                                                                                        |                                                                                        |                  |                  |                                                   |                                                   |                                                   |                                                   |                                                   |                                                   |         |         |                                                             |                                                             |                                                             |                                                             |                                                             |                                                             |  |  |  |  |  |  |  |  |  |  |  |  |  |  |  |  |  |  |  |  |  |  |  |  |  |  |  |  |  |  |  |  |  |  |
| |              |                               |                               |                               |                               |                               |                               |                |                |                |                | | | | | | |                      |                      |                                          |                                          |                                          |                                          |                                          |                                          |                           |                           |                                                                                        |                                                                                        |                                                                                        |                                                                                        |                                                                                        |                                                                                        |                  |                  |                                                   |                                                   |                                                   |                                                   |                                                   |                                                   |         |         |                                                             |                                                             |                                                             |                                                             |                                                             |                                                             |  |  |  |  |  |  |  |  |  |  |  |  |  |  |  |  |  |  |  |  |  |  |  |  |  |  |  |  |  |  |  |  |  |  |
| |              |                               |                               |                               |                               |                               |                               |                |                |                |                | | | | | | |                      |                      |                                          |                                          |                                          |                                          |                                          |                                          |                           |                           |                                                                                        |                                                                                        |                                                                                        |                                                                                        |                                                                                        |                                                                                        |                  |                  |                                                   |                                                   |                                                   |                                                   |                                                   |                                                   |         |         |                                                             |                                                             |                                                             |                                                             |                                                             |                                                             |  |  |  |  |  |  |  |  |  |  |  |  |  |  |  |  |  |  |  |  |  |  |  |  |  |  |  |  |  |  |  |  |  |  |
| |              |                               |                               |                               |                               |                               |                               |                |                |                |                | | | | | | |                      |                      |                                          |                                          |                                          |                                          |                                          |                                          |                           |                           |                                                                                        |                                                                                        |                                                                                        |                                                                                        |                                                                                        |                                                                                        |                  |                  |                                                   |                                                   |                                                   |                                                   |                                                   |                                                   |         |         |                                                             |                                                             |                                                             |                                                             |                                                             |                                                             |  |  |  |  |  |  |  |  |  |  |  |  |  |  |  |  |  |  |  |  |  |  |  |  |  |  |  |  |  |  |  |  |  |  |
| |              | Publio Antistio Pretor o edil | Publio Antistio Pretor o edil | Publio Antistio Pretor o edil | Publio Antistio Pretor o edil | Publio Antistio Pretor o edil | Publio Antistio Pretor o edil |                |                |                |                | Marco Emilio Escauro cónsul en 115 a. C. Lucio Cornelio Sila (padrastro) cónsul en 88 a. C. y 80 a. C. | Marco Emilio Escauro cónsul en 115 a. C. Lucio Cornelio Sila (padrastro) cónsul en 88 a. C. y 80 a. C. | Marco Emilio Escauro cónsul en 115 a. C. Lucio Cornelio Sila (padrastro) cónsul en 88 a. C. y 80 a. C. | Marco Emilio Escauro cónsul en 115 a. C. Lucio Cornelio Sila (padrastro) cónsul en 88 a. C. y 80 a. C. | Marco Emilio Escauro cónsul en 115 a. C. Lucio Cornelio Sila (padrastro) cónsul en 88 a. C. y 80 a. C. | Marco Emilio Escauro cónsul en 115 a. C. Lucio Cornelio Sila (padrastro) cónsul en 88 a. C. y 80 a. C. |                      |                      | Quinto Mucio Escévola cónsul en 95 a. C. | Quinto Mucio Escévola cónsul en 95 a. C. | Quinto Mucio Escévola cónsul en 95 a. C. | Quinto Mucio Escévola cónsul en 95 a. C. | Quinto Mucio Escévola cónsul en 95 a. C. | Quinto Mucio Escévola cónsul en 95 a. C. |                           |                           | Cayo Julio César cónsul en 59 a. C., 48 a. C., 46 a. C., 45 a. C. y 44 a. C. triumviro | Cayo Julio César cónsul en 59 a. C., 48 a. C., 46 a. C., 45 a. C. y 44 a. C. triumviro | Cayo Julio César cónsul en 59 a. C., 48 a. C., 46 a. C., 45 a. C. y 44 a. C. triumviro | Cayo Julio César cónsul en 59 a. C., 48 a. C., 46 a. C., 45 a. C. y 44 a. C. triumviro | Cayo Julio César cónsul en 59 a. C., 48 a. C., 46 a. C., 45 a. C. y 44 a. C. triumviro | Cayo Julio César cónsul en 59 a. C., 48 a. C., 46 a. C., 45 a. C. y 44 a. C. triumviro |                  |                  | Quinto Cecilio Metelo Escipión cónsul en 52 a. C. | Quinto Cecilio Metelo Escipión cónsul en 52 a. C. | Quinto Cecilio Metelo Escipión cónsul en 52 a. C. | Quinto Cecilio Metelo Escipión cónsul en 52 a. C. | Quinto Cecilio Metelo Escipión cónsul en 52 a. C. | Quinto Cecilio Metelo Escipión cónsul en 52 a. C. |         |         | Marco Licinio Craso cónsul en 70 a. C. y 55 a. C. triumviro | Marco Licinio Craso cónsul en 70 a. C. y 55 a. C. triumviro | Marco Licinio Craso cónsul en 70 a. C. y 55 a. C. triumviro | Marco Licinio Craso cónsul en 70 a. C. y 55 a. C. triumviro | Marco Licinio Craso cónsul en 70 a. C. y 55 a. C. triumviro | Marco Licinio Craso cónsul en 70 a. C. y 55 a. C. triumviro |  |  |  |  |  |  |  |  |  |  |  |  |  |  |  |  |  |  |  |  |  |  |  |  |  |  |  |  |  |  |  |  |  |  |
| |              | Publio Antistio Pretor o edil | Publio Antistio Pretor o edil | Publio Antistio Pretor o edil | Publio Antistio Pretor o edil | Publio Antistio Pretor o edil | Publio Antistio Pretor o edil |                |                |                |                | Marco Emilio Escauro cónsul en 115 a. C. Lucio Cornelio Sila (padrastro) cónsul en 88 a. C. y 80 a. C. | Marco Emilio Escauro cónsul en 115 a. C. Lucio Cornelio Sila (padrastro) cónsul en 88 a. C. y 80 a. C. | Marco Emilio Escauro cónsul en 115 a. C. Lucio Cornelio Sila (padrastro) cónsul en 88 a. C. y 80 a. C. | Marco Emilio Escauro cónsul en 115 a. C. Lucio Cornelio Sila (padrastro) cónsul en 88 a. C. y 80 a. C. | Marco Emilio Escauro cónsul en 115 a. C. Lucio Cornelio Sila (padrastro) cónsul en 88 a. C. y 80 a. C. | Marco Emilio Escauro cónsul en 115 a. C. Lucio Cornelio Sila (padrastro) cónsul en 88 a. C. y 80 a. C. |                      |                      | Quinto Mucio Escévola cónsul en 95 a. C. | Quinto Mucio Escévola cónsul en 95 a. C. | Quinto Mucio Escévola cónsul en 95 a. C. | Quinto Mucio Escévola cónsul en 95 a. C. | Quinto Mucio Escévola cónsul en 95 a. C. | Quinto Mucio Escévola cónsul en 95 a. C. |                           |                           | Cayo Julio César cónsul en 59 a. C., 48 a. C., 46 a. C., 45 a. C. y 44 a. C. triumviro | Cayo Julio César cónsul en 59 a. C., 48 a. C., 46 a. C., 45 a. C. y 44 a. C. triumviro | Cayo Julio César cónsul en 59 a. C., 48 a. C., 46 a. C., 45 a. C. y 44 a. C. triumviro | Cayo Julio César cónsul en 59 a. C., 48 a. C., 46 a. C., 45 a. C. y 44 a. C. triumviro | Cayo Julio César cónsul en 59 a. C., 48 a. C., 46 a. C., 45 a. C. y 44 a. C. triumviro | Cayo Julio César cónsul en 59 a. C., 48 a. C., 46 a. C., 45 a. C. y 44 a. C. triumviro |                  |                  | Quinto Cecilio Metelo Escipión cónsul en 52 a. C. | Quinto Cecilio Metelo Escipión cónsul en 52 a. C. | Quinto Cecilio Metelo Escipión cónsul en 52 a. C. | Quinto Cecilio Metelo Escipión cónsul en 52 a. C. | Quinto Cecilio Metelo Escipión cónsul en 52 a. C. | Quinto Cecilio Metelo Escipión cónsul en 52 a. C. |         |         | Marco Licinio Craso cónsul en 70 a. C. y 55 a. C. triumviro | Marco Licinio Craso cónsul en 70 a. C. y 55 a. C. triumviro | Marco Licinio Craso cónsul en 70 a. C. y 55 a. C. triumviro | Marco Licinio Craso cónsul en 70 a. C. y 55 a. C. triumviro | Marco Licinio Craso cónsul en 70 a. C. y 55 a. C. triumviro | Marco Licinio Craso cónsul en 70 a. C. y 55 a. C. triumviro |  |  |  |  |  |  |  |  |  |  |  |  |  |  |  |  |  |  |  |  |  |  |  |  |  |  |  |  |  |  |  |  |  |  |
| |              | 1) Antistia 86-82 a. C.       | 1) Antistia 86-82 a. C.       | 1) Antistia 86-82 a. C.       | 1) Antistia 86-82 a. C.       | 1) Antistia 86-82 a. C.       | 1) Antistia 86-82 a. C.       |                |                |                |                | 2) Emilia Escaura 82-c. 81 a. C.                                                                       | 2) Emilia Escaura 82-c. 81 a. C.                                                                       | 2) Emilia Escaura 82-c. 81 a. C.                                                                       | 2) Emilia Escaura 82-c. 81 a. C.                                                                       | 2) Emilia Escaura 82-c. 81 a. C.                                                                       | 2) Emilia Escaura 82-c. 81 a. C.                                                                       |                      |                      | 3) Mucia Tercia c. 79-62 a. C.           | 3) Mucia Tercia c. 79-62 a. C.           | 3) Mucia Tercia c. 79-62 a. C.           | 3) Mucia Tercia c. 79-62 a. C.           | 3) Mucia Tercia c. 79-62 a. C.           | 3) Mucia Tercia c. 79-62 a. C.           |                           |                           | 4) Julia c. 59-54 a. C.                                                                | 4) Julia c. 59-54 a. C.                                                                | 4) Julia c. 59-54 a. C.                                                                | 4) Julia c. 59-54 a. C.                                                                | 4) Julia c. 59-54 a. C.                                                                | 4) Julia c. 59-54 a. C.                                                                |                  |                  | 5) Cornelia c. 52-48 a. C.                        | 5) Cornelia c. 52-48 a. C.                        | 5) Cornelia c. 52-48 a. C.                        | 5) Cornelia c. 52-48 a. C.                        | 5) Cornelia c. 52-48 a. C.                        | 5) Cornelia c. 52-48 a. C.                        |         |         | 1) Publio Licinio Craso                                     | 1) Publio Licinio Craso                                     | 1) Publio Licinio Craso                                     | 1) Publio Licinio Craso                                     | 1) Publio Licinio Craso                                     | 1) Publio Licinio Craso                                     |  |  |  |  |  |  |  |  |  |  |  |  |  |  |  |  |  |  |  |  |  |  |  |  |  |  |  |  |  |  |  |  |  |  |
| |              | 1) Antistia 86-82 a. C.       | 1) Antistia 86-82 a. C.       | 1) Antistia 86-82 a. C.       | 1) Antistia 86-82 a. C.       | 1) Antistia 86-82 a. C.       | 1) Antistia 86-82 a. C.       |                |                |                |                | 2) Emilia Escaura 82-c. 81 a. C.                                                                       | 2) Emilia Escaura 82-c. 81 a. C.                                                                       | 2) Emilia Escaura 82-c. 81 a. C.                                                                       | 2) Emilia Escaura 82-c. 81 a. C.                                                                       | 2) Emilia Escaura 82-c. 81 a. C.                                                                       | 2) Emilia Escaura 82-c. 81 a. C.                                                                       |                      |                      | 3) Mucia Tercia c. 79-62 a. C.           | 3) Mucia Tercia c. 79-62 a. C.           | 3) Mucia Tercia c. 79-62 a. C.           | 3) Mucia Tercia c. 79-62 a. C.           | 3) Mucia Tercia c. 79-62 a. C.           | 3) Mucia Tercia c. 79-62 a. C.           |                           |                           | 4) Julia c. 59-54 a. C.                                                                | 4) Julia c. 59-54 a. C.                                                                | 4) Julia c. 59-54 a. C.                                                                | 4) Julia c. 59-54 a. C.                                                                | 4) Julia c. 59-54 a. C.                                                                | 4) Julia c. 59-54 a. C.                                                                |                  |                  | 5) Cornelia c. 52-48 a. C.                        | 5) Cornelia c. 52-48 a. C.                        | 5) Cornelia c. 52-48 a. C.                        | 5) Cornelia c. 52-48 a. C.                        | 5) Cornelia c. 52-48 a. C.                        | 5) Cornelia c. 52-48 a. C.                        |         |         | 1) Publio Licinio Craso                                     | 1) Publio Licinio Craso                                     | 1) Publio Licinio Craso                                     | 1) Publio Licinio Craso                                     | 1) Publio Licinio Craso                                     | 1) Publio Licinio Craso                                     |  |  |  |  |  |  |  |  |  |  |  |  |  |  |  |  |  |  |  |  |  |  |  |  |  |  |  |  |  |  |  |  |  |  |
| |              |                               |                               |                               |                               |                               |                               |                |                |                |                | | | | | | |                      |                      |                                          |                                          |                                          |                                          |                                          |                                          |                           |                           |                                                                                        |                                                                                        |                                                                                        |                                                                                        |                                                                                        |                                                                                        |                  |                  |                                                   |                                                   |                                                   |                                                   |                                                   |                                                   |         |         |                                                             |                                                             |                                                             |                                                             |                                                             |                                                             |  |  |  |  |  |  |  |  |  |  |  |  |  |  |  |  |  |  |  |  |  |  |  |  |  |  |  |  |  |  |  |  |  |  |
| |              |                               |                               |                               |                               |                               |                               |                |                |                |                | | | | | | |                      |                      |                                          |                                          |                                          |                                          |                                          |                                          |                           |                           |                                                                                        |                                                                                        |                                                                                        |                                                                                        |                                                                                        |                                                                                        |                  |                  |                                                   |                                                   |                                                   |                                                   |                                                   |                                                   |         |         |                                                             |                                                             |                                                             |                                                             |                                                             |                                                             |  |  |  |  |  |  |  |  |  |  |  |  |  |  |  |  |  |  |  |  |  |  |  |  |  |  |  |  |  |  |  |  |  |  |
| |              |                               |                               |                               |                               |                               |                               |                |                |                |                | 1) Fausto Cornelio Sila                                                                                | 1) Fausto Cornelio Sila                                                                                | 1) Fausto Cornelio Sila                                                                                | 1) Fausto Cornelio Sila                                                                                | 1) Fausto Cornelio Sila                                                                                | 1) Fausto Cornelio Sila                                                                                |                      |                      | Pompeya                                  | Pompeya                                  | Pompeya                                  | Pompeya                                  | Pompeya                                  | Pompeya                                  |                           |                           | 2) Lucio Cornelio Cinna                                                                | 2) Lucio Cornelio Cinna                                                                | 2) Lucio Cornelio Cinna                                                                | 2) Lucio Cornelio Cinna                                                                | 2) Lucio Cornelio Cinna                                                                | 2) Lucio Cornelio Cinna                                                                |                  |                  | Sexto Pompeyo                                     | Sexto Pompeyo                                     | Sexto Pompeyo                                     | Sexto Pompeyo                                     | Sexto Pompeyo                                     | Sexto Pompeyo                                     |         |         | Escribonia                                                  | Escribonia                                                  | Escribonia                                                  | Escribonia                                                  | Escribonia                                                  | Escribonia                                                  |  |  |  |  |  |  |  |  |  |  |  |  |  |  |  |  |  |  |  |  |  |  |  |  |  |  |  |  |  |  |  |  |  |  |
| |              |                               |                               |                               |                               |                               |                               |                |                |                |                | 1) Fausto Cornelio Sila                                                                                | 1) Fausto Cornelio Sila                                                                                | 1) Fausto Cornelio Sila                                                                                | 1) Fausto Cornelio Sila                                                                                | 1) Fausto Cornelio Sila                                                                                | 1) Fausto Cornelio Sila                                                                                |                      |                      | Pompeya                                  | Pompeya                                  | Pompeya                                  | Pompeya                                  | Pompeya                                  | Pompeya                                  |                           |                           | 2) Lucio Cornelio Cinna                                                                | 2) Lucio Cornelio Cinna                                                                | 2) Lucio Cornelio Cinna                                                                | 2) Lucio Cornelio Cinna                                                                | 2) Lucio Cornelio Cinna                                                                | 2) Lucio Cornelio Cinna                                                                |                  |                  | Sexto Pompeyo                                     | Sexto Pompeyo                                     | Sexto Pompeyo                                     | Sexto Pompeyo                                     | Sexto Pompeyo                                     | Sexto Pompeyo                                     |         |         | Escribonia                                                  | Escribonia                                                  | Escribonia                                                  | Escribonia                                                  | Escribonia                                                  | Escribonia                                                  |  |  |  |  |  |  |  |  |  |  |  |  |  |  |  |  |  |  |  |  |  |  |  |  |  |  |  |  |  |  |  |  |  |  |
| |              |                               |                               |                               |                               |                               |                               |                |                |                |                | | | | | | |                      |                      |                                          |                                          |                                          |                                          |                                          |                                          |                           |                           |                                                                                        |                                                                                        |                                                                                        |                                                                                        |                                                                                        |                                                                                        |                  |                  |                                                   |                                                   |                                                   |                                                   |                                                   |                                                   |         |         |                                                             |                                                             |                                                             |                                                             |                                                             |                                                             |  |  |  |  |  |  |  |  |  |  |  |  |  |  |  |  |  |  |  |  |  |  |  |  |  |  |  |  |  |  |  |  |  |  |
| |              |                               |                               |                               |                               |                               |                               |                |                |                |                | | | | | | |                      |                      |                                          |                                          |                                          |                                          |                                          |                                          |                           |                           |                                                                                        |                                                                                        |                                                                                        |                                                                                        |                                                                                        |                                                                                        |                  |                  |                                                   |                                                   |                                                   |                                                   |                                                   |                                                   |         |         |                                                             |                                                             |                                                             |                                                             |                                                             |                                                             |  |  |  |  |  |  |  |  |  |  |  |  |  |  |  |  |  |  |  |  |  |  |  |  |  |  |  |  |  |  |  |  |  |  |
| Cneo Pompeyo | Cneo Pompeyo | Cneo Pompeyo                  | Cneo Pompeyo                  | Cneo Pompeyo                  | Cneo Pompeyo                  |                               |                               | Claudia Pulcra | Claudia Pulcra | Claudia Pulcra | Claudia Pulcra | Claudia Pulcra                                                                                         | Claudia Pulcra                                                                                         | | | Fausto Cornelio Sila                                                                                   | Fausto Cornelio Sila                                                                                   | Fausto Cornelio Sila | Fausto Cornelio Sila | Fausto Cornelio Sila                     | Fausto Cornelio Sila                     |                                          |                                          | Cneo Cornelio Cinna Magno                | Cneo Cornelio Cinna Magno                | Cneo Cornelio Cinna Magno | Cneo Cornelio Cinna Magno | Cneo Cornelio Cinna Magno                                                              | Cneo Cornelio Cinna Magno                                                              |                                                                                        |                                                                                        | Cornelia Pompeya                                                                       | Cornelia Pompeya                                                                       | Cornelia Pompeya | Cornelia Pompeya | Cornelia Pompeya                                  | Cornelia Pompeya                                  |                                                   |                                                   | Pompeya                                           | Pompeya                                           | Pompeya | Pompeya | Pompeya                                                     | Pompeya                                                     |                                                             |                                                             |                                                             |                                                             |  |  |  |  |  |  |  |  |  |  |  |  |  |  |  |  |  |  |  |  |  |  |  |  |  |  |  |  |  |  |  |  |  |  |
| Cneo Pompeyo | Cneo Pompeyo | Cneo Pompeyo                  | Cneo Pompeyo                  | Cneo Pompeyo                  | Cneo Pompeyo                  |                               |                               | Claudia Pulcra | Claudia Pulcra | Claudia Pulcra | Claudia Pulcra | Claudia Pulcra                                                                                         | Claudia Pulcra                                                                                         | | | Fausto Cornelio Sila                                                                                   | Fausto Cornelio Sila                                                                                   | Fausto Cornelio Sila | Fausto Cornelio Sila | Fausto Cornelio Sila                     | Fausto Cornelio Sila                     |                                          |                                          | Cneo Cornelio Cinna Magno                | Cneo Cornelio Cinna Magno                | Cneo Cornelio Cinna Magno | Cneo Cornelio Cinna Magno | Cneo Cornelio Cinna Magno                                                              | Cneo Cornelio Cinna Magno                                                              |                                                                                        |                                                                                        | Cornelia Pompeya                                                                       | Cornelia Pompeya                                                                       | Cornelia Pompeya | Cornelia Pompeya | Cornelia Pompeya                                  | Cornelia Pompeya                                  |                                                   |                                                   | Pompeya                                           | Pompeya                                           | Pompeya | Pompeya | Pompeya                                                     | Pompeya                                                     |                                                             |                                                             |                                                             |                                                             |  |  |  |  |  |  |  |  |  |  |  |  |  |  |  |  |  |  |  |  |  |  |  |  |  |  |  |  |  |  |  |  |  |  |

Pompeyo se casó un total de cinco veces. En el año 86 a. C. el veinteañero Pompeyo fue sometido a juicio (véase más arriba para más detalles). El magistrado Publio Antistio, quien presidía el juicio, decidió casar a su hija con el talentoso joven noble y en secreto le ofreció a su hija como esposa —Cneo había perdido recientemente a su padre, por lo que le correspondía decidir—; poco después de que Pompeyo fuera absuelto se consumó el matrimonio. En 82 a. C., Sila y su esposa Metela obligaron a Pompeyo a divorciarse de Antistia y a casarse con la hija adoptiva del dictador Emilia Escaura del primer matrimonio de Metela con el cónsul y príncipe del Senado Marco Emilio Escauro. Emilia estaba casada y, además, embarazada, pero su marido se encontraba entre los enemigos de Sila y este ordenó que su hija se casara con su leal partidario. Durante el parto, poco después de la boda, Emilia murió.
En el año 79 a. C. Pompeyo se casó por tercera vez, en este caso con Mucia Tercia, hija del cónsul y pontífice máximo Quinto Mucio Escévola. A través de este matrimonio, Pompeyo se acercó a muchos políticos romanos influyentes y, sobre todo, a la familia Metelo. En 62 a. C., apenas había regresado de Oriente, Pompeyo se divorció de Mucia. Según Asconio, Plutarco y Suetonio, el motivo del divorcio fue la infidelidad de Mucia, nombrando Suetonio a Cayo Julio César como amante de esta. Las palabras de Cicerón, contemporáneo de los hechos, contradicen esta versión en lugar de confirmarla. Además, tras su divorcio y su matrimonio con Marco Emilio Escauro, hermano de la segunda esposa de Pompeyo, Mucia gozó de respeto universal. Por lo tanto, es muy probable que el divorcio haya sido por razones políticas. Pompeyo tuvo tres hijos con Mucia: Cneo y Sexto, y una hija Pompeya.
Poco después de su divorcio con Mucia, Pompeyo intentó casarse con la sobrina de Catón el Joven, uno de sus principales oponentes (véase más arriba para más detalles). Sin embargo, Catón rechazó la propuesta de Cneo. Finalmente, en 59 a. C. Pompeyo, con 47 años, se casó con Julia César, la hija de César, de 24 años. Las fuentes describen este matrimonio como feliz. Es posible que Julia haya influido en la decisión de Pompeyo de patrocinar las artes. También se sabe que Cayo Memio intentó seducir a Julia, pero ella se lo comunicó inmediatamente a su marido. La muerte de Julia supuso una conmoción para Pompeyo; en un principio quiso enterrarla en su finca de Albana, pero los romanos le convencieron de que la enterrara en el Campo de Marte.

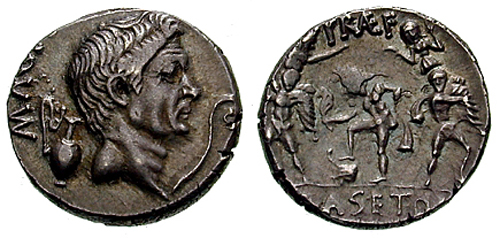
Efigie de Cneo Pompeyo Magno en el denario de su hijo Sexto Pompeyo (40 a. C.).

Tras la muerte de Julia, Pompeyo se negó a reunirse con la familia de César y se casó con Cornelia Metela, viuda de Publio Craso, fallecido en la campaña contra los partos y, al mismo tiempo, pariente lejana de Marco Craso. Las fuentes vuelven a describir este matrimonio como feliz, a pesar del carácter político de su celebración. Cornelia conocía las ciencias y las artes y las patrocinaba, al igual que Julia. Sin embargo, algunos romanos sostenían que Pompeyo había abandonado definitivamente los asuntos políticos y militares a causa de su nueva esposa. Además, la disparidad de edades era muy grande porque Cornelia era mucho más joven que su marido. Antes de la batalla de Farsalia, Pompeyo envió a Cornelia a la isla de Lesbos, donde él mismo llegó poco después de su derrota. En el puerto de Pelusio en Egipto, Metela presenció el asesinato de su marido, tras lo cual huyó con sus naves a Italia, donde fue perdonada por César.
A diferencia de César y de muchos de sus contemporáneos, Pompeyo nunca fue acusado de promiscuidad sexual. Sólo una vez Clodio, un opositor político de Pompeyo, le acusó de sodomía, una práctica común, pero reprobable, cuando estaba casado con Julia; sin embargo, esta es la única acusación de este tipo contra él y no está respaldada por otras fuentes, mientras que Suetonio enumera entre las acusaciones similares contra César que un romano llamó rey a Pompeyo y reina a César.
Todos los hijos de Pompeyo continuaron la causa de su padre tras su asesinato: Cneo y Sexto huyeron a África y desde allí a Hispania, donde dirigieron un ejército en oposición a César. Tras su derrota en la batalla de Munda, Cneo fue pronto asesinado, mientras que Sexto huyó a Sicilia y, después del asesinato de César, se fortificó en la isla y repelió con éxito los ataques del Segundo Triunvirato durante varios años, pero finalmente fue derrotado y ejecutado. La hija de Cneo, Pompeya, se unió a su hermano, pero pronto murió.

## Legado

### Valoraciones de los contemporáneos

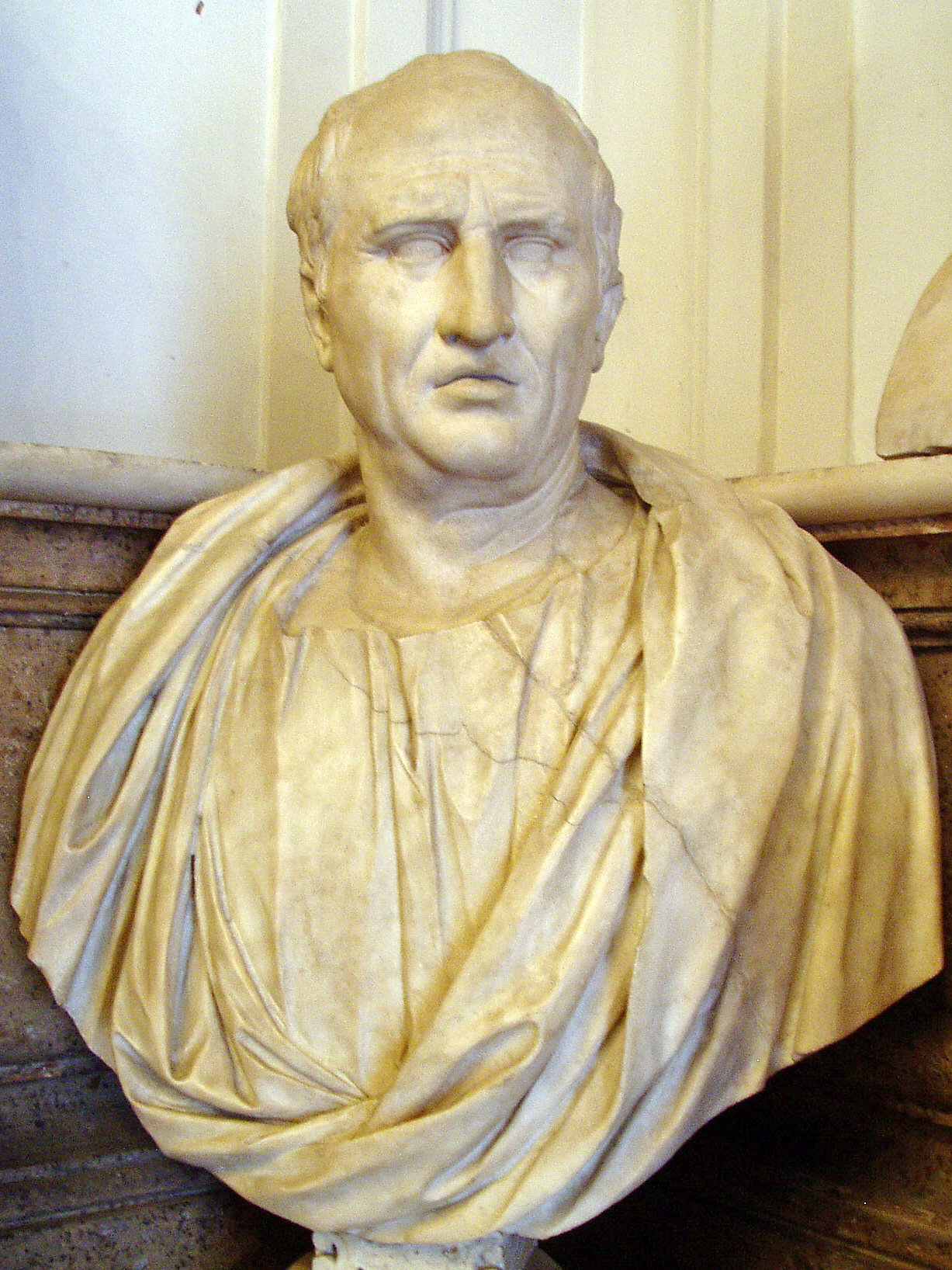
Marco Tulio Cicerón.

Cicerón, quien conocía muy bien a Pompeyo, le tenía en gran estima, aunque criticaba algunas de sus acciones. Al principio de su carrera política, Marco Tulio se dejó guiar por el influyente general y le apoyó en todo, ya que juntos defendieron los intereses de los caballeros romanos. La primera parte del discurso de Cicerón Pro Lege Manilia (67-66 a. C.) es un panegírico al general. Este último ensalza a Pompeyo, destacando su honestidad, su encanto personal y el especial patrocinio de la fortuna. Al mismo tiempo, señala Mariya Grabar-Passek, en sus elogios el orador no se apartaba demasiado de la verdad. En general, en su opinión, la verdadera grandeza del comandante era más evidente en sus cualidades morales que en sus éxitos militares y políticos. Se ha conservado una carta de Cicerón a su amigo Ático en la que hablaba de la muerte de Pompeyo: «No puedo más que lamentar su destino; pues le conocía como un hombre incorruptible, desinteresado y estricto».
César, escribiendo poco después de la muerte de Cneo los De bello civili, critica duramente a Pompeyo. Acusa a su antiguo compañero de triunvirato de traicionar la amistad previamente sellada por el vínculo matrimonial, destaca su ambición, jactancia y autoconfianza, y señala su mala elección de tácticas en la batalla de Farsalia. Sin embargo, según Mariya Grabar-Passek, la aversión del dictador no se dirige tanto contra el propio Pompeyo, sino contra su séquito; la investigadora cree que César veía a Cneo «como un hombre poco decidido, voluntarioso, arrogante e insensato, que no tenía nada que respetar, pero sí que odiar». Sin embargo, antes de su ascenso al poder, César había apoyado activamente a Pompeyo.
Según Plutarco, ya en los años 70 a. C., Craso envidió la influencia de Pompeyo, aunque la versión de una rivalidad entre los dos políticos es a veces discutida (véase más arriba). El historiador griego señala que Craso, buscando igualar a Cneo en popularidad, se aprovechó de su arrogancia, su estilo de vida recluido y su infrecuente asistencia a los demás, contrastando con éxito estas cualidades de Pompeyo con su franqueza, actividad pública y generosidad. Durante el consulado conjunto del año 70 a. C. su acuerdo fue ostensible, y a fines de año la apariencia de paz entre ellos había desaparecido. Sin embargo, para formar el triunvirato, los dos políticos se reconciliaron (véase más arriba).
El historiador Salustio escribió sobre Pompeyo en una segunda carta a César, probablemente auténtica:
«Tú [César], imperator, hiciste la guerra contra un hombre ilustre, poderoso, ávido de poder, no tanto sabio como afortunado; sólo le siguieron unos pocos, quienes se convirtieron en tus enemigos por creerse injustamente ofendidos, y los que estaban relacionados con él por parentesco u otros vínculos estrechos. Pero nadie compartía el poder con él, y si Pompeyo hubiera podido soportarlo, la guerra no habría sacudido el mundo».
El famoso filósofo y retórico Posidonio, quien conoció personalmente a Pompeyo, escribió un ensayo sobre el comandante en los años 50 a. C., que no ha sobrevivido, con un espíritu favorable a él.
Plutarco, en su biografía del comandante, dice que «ningún romano, excepto Pompeyo, ha sido nunca tan querido por el pueblo».

### Pompeyo en la memoria de las generaciones posteriores
Pompeyo gozó de gran estima en la opinión pública desde finales del siglo I a. C. hasta el siglo I d. C. La libre expresión de estas creencias por parte de los contemporáneos se vio facilitada por la ausencia de toda censura en esta materia por parte de la dinastía Julia-Claudia, descendiente del victorioso dictador. A pesar del enfrentamiento abierto entre César y Pompeyo, los emperadores trataron al general derrotado con bastante neutralidad. Así, Pompeyo fue mencionado en el funeral de Augusto entre los héroes romanos, pero no fue visto como un defensor de la República, sino como uno de los fundadores del Imperio.
El historiador Tito Livio escribió Ab Urbe condita con un espíritu favorable a Pompeyo: según Tácito, el emperador Augusto, mecenas de Livio, le llamó en broma «pompeyano» por idealizar al general. Sin embargo, no está claro si el historiador apoyaba sólo a Pompeyo, o si su elogio al general formaba parte de su apoyo a toda la coalición de este con la nobilitas en la guerra civil. El historiador Veleyo Patérculo destacó los logros militares y la grandeza del general, pero también señaló lo cambiante del destino: Pompeyo, conquistador del mundo, hacía tiempo que no encontraba tierra donde descansar. El historiador también considera que la creación del primer triunvirato fue devastadora para Roma; sin embargo, en su época tal caracterización era habitual. El poeta Lucano escribió en el reinado de Nerón el poema histórico Farsalia, donde el autor fue reticente en su evaluación de las capacidades de liderazgo y organización de César y Pompeyo, pero su valoración general del comandante como héroe mortal fue similar a la de Cicerón. El naturalista e historiador Plinio el Viejo afirmó que las victorias de Pompeyo eran iguales a las de Alejandro Magno. A finales del siglo I y comienzos del II, Plutarco escribió una biografía de Pompeyo, que es una de las fuentes históricas más importantes sobre la vida del comandante. Cneo es comparado con el rey espartano Agesilao y es representado con bastante simpatía, pero con un énfasis en su ambición y su individualismo extremo.
Sin embargo, en los siglos I y II d. C. también hubo opiniones críticas sobre la actuación de Pompeyo, como la del filósofo Lucio Anneo Séneca el Joven, quien acusó al comandante de ambición, o la del historiador Tácito, quien creía que Pompeyo no era mejor que los tiranos Mario y Sila.
En la Edad Media y en la época moderna, Pompeyo comenzó a ser visto principalmente como un antagonista de César, y su imagen se volvió inseparable de la de este último. La familiaridad con la literatura clásica —las obras de Plutarco se tradujeron al latín en el siglo XV— dio a los escritores y dramaturgos la imagen de Pompeyo una identidad: encarnaba la República. Además, siguiendo a los autores antiguos, se destacó su virtud. Las tragedias César y Pompeyo de George Chapman, publicada en 1631, La muerte de Pompeyo de Pierre Corneille, publicada en 1643, y La Tragedia de Pompeyo el Grande de John Masefield, publicada en 1910, fueron escritas sobre la vida y, más a menudo, la muerte de Pompeyo.
En el arte renacentista y moderno la imagen de Pompeyo suele aparecer como opositor a César. Los dos temas más frecuentes en el arte europeo son «La cabeza de Pompeyo presentada a César» y «El asesinato de César», en el que dictador cae a los pies de la estatua de Pompeyo.
En la cinematografía, la imagen de Pompeyo se utiliza raramente y normalmente sólo en papeles secundarios. Un cameo en la película Rey de Reyes fue interpretado por Conrado San Martín y en la serie de televisión Xena: la princesa guerrera por Jeremy Callaghan. En Julio César, Pompeyo fue interpretado por Chris Noth, en la serie de televisión Roma por Kenneth Cranham, y en la serie de televisión Spartacus: War of the Damned en un cameo por Joel Tobeck.

### Pompeyo en la historiografía

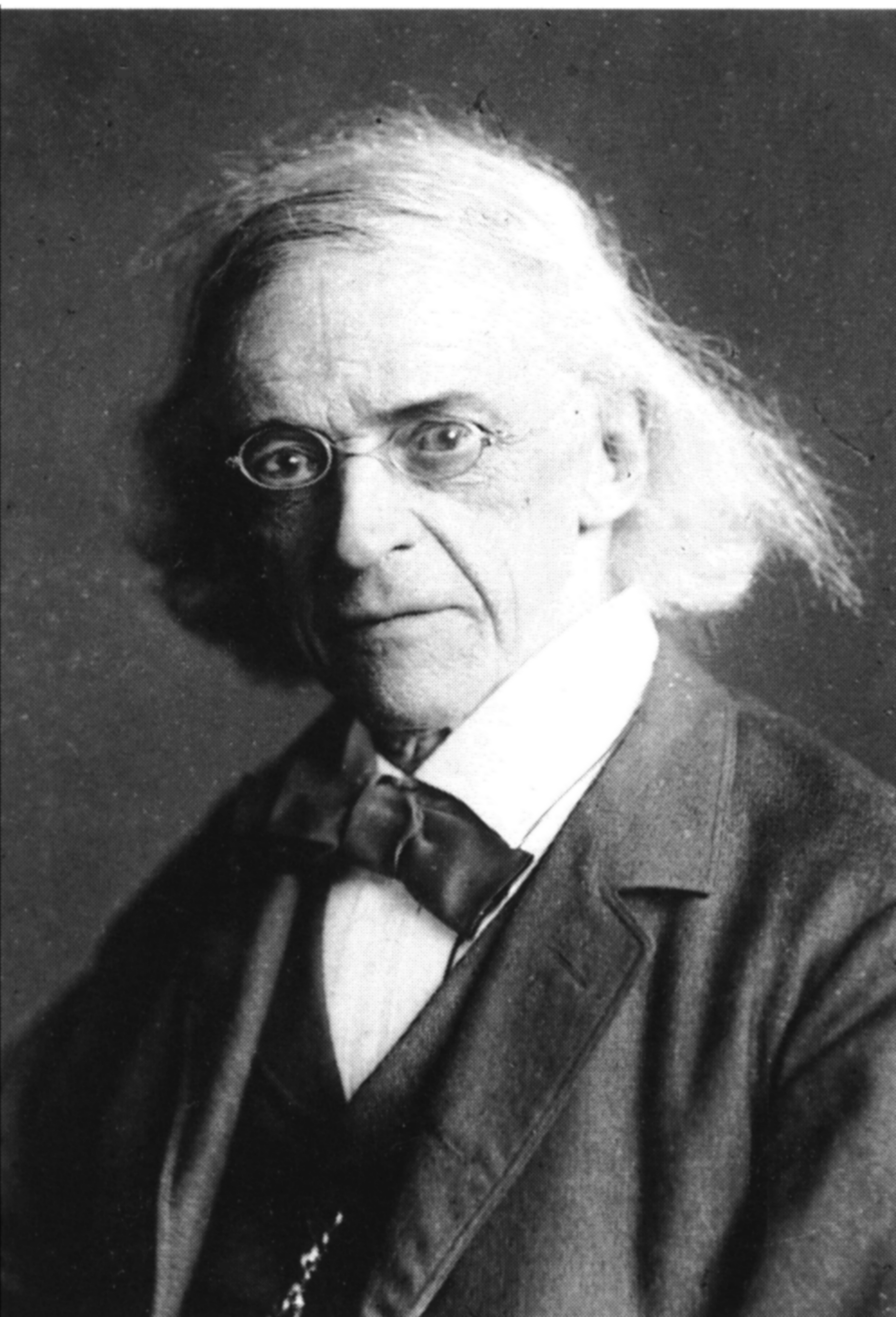
Theodor Mommsen.

En la historiografía, la figura de Pompeyo suele verse a través del prisma de su rivalidad con César. Las fuentes más importantes para reconstruir la biografía de Cneo son las obras de Plutarco —tanto la biografía de Pompeyo como la de sus contemporáneos en Vidas paralelas—, Cicerón, César y Apiano. El historiador alemán Wilhelm Drumann creía que César, quien había estado tramando planes para establecer una monarquía desde la época de Sila, había manipulado completamente a Craso y Pompeyo durante el primer triunvirato. Las opiniones de Drumann sobre César como figura central de la historia romana del siglo I a. C. fueron desarrolladas por Theodor Mommsen, quien fue el que más influyó en la valoración global de Pompeyo en la historiografía (véase más abajo).
Eduard Meyer argumentó activamente con las conclusiones de Mommsen. Expresó su opinión sobre el lugar y el papel de Pompeyo en la historia romana en su artículo de 1903 El emperador Augusto, revisado en 1918 (según otras fuentes, en 1919) en su monografía La monarquía de César y el principado de Pompeyo. Al hablar de la percepción de la imagen de Pompeyo, Meyer subrayó que «una evaluación justa de los vencidos es una de las tareas más difíciles que puede afrontar un historiador».

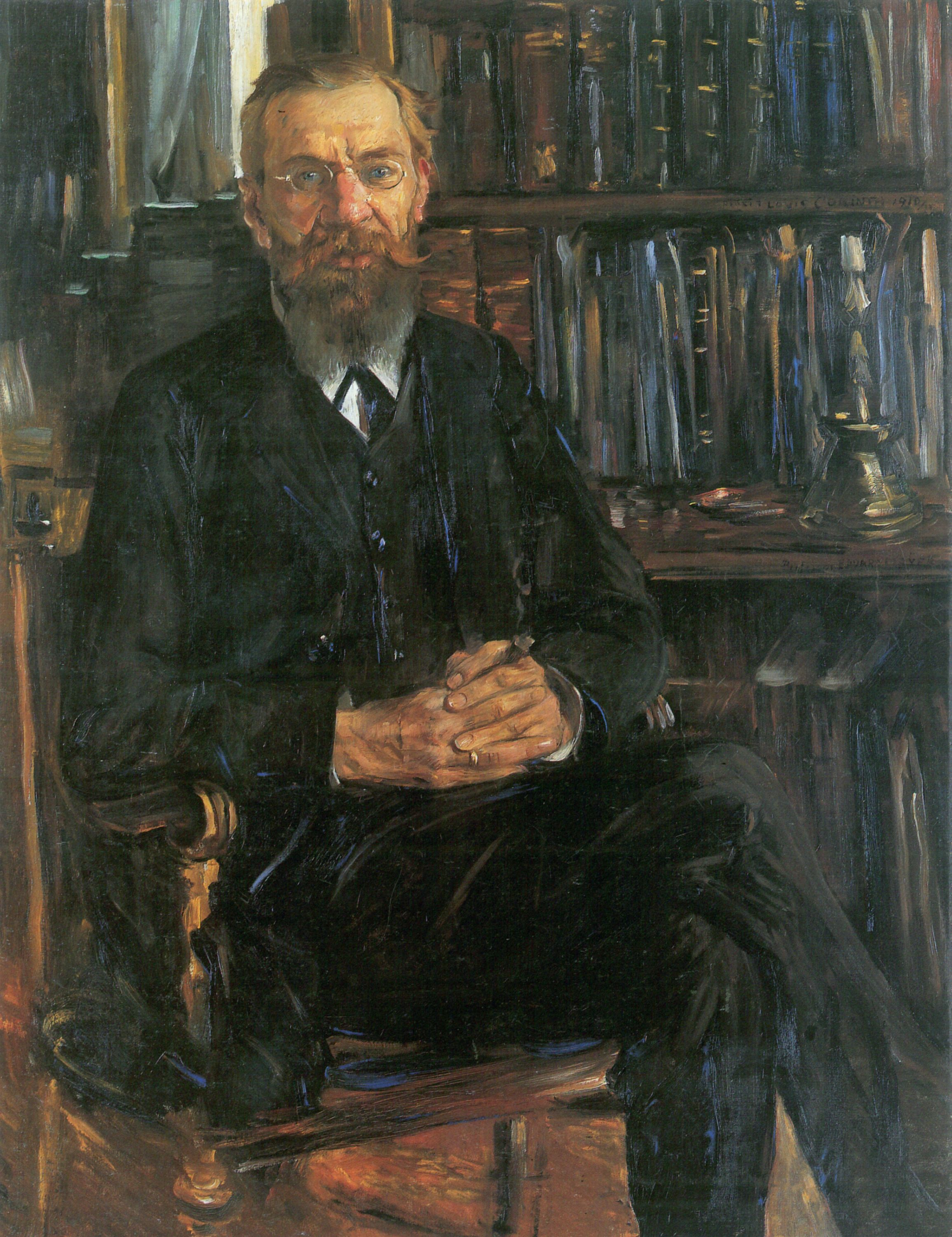
Eduard Meyer.

Ronald Syme evaluó negativamente las actividades de Pompeyo en su obra clásica The Roman Revolution (La Revolución Romana). Sin embargo, la mayor influencia en la historiografía fue la de Eduard Meyer: sus puntos de vista sobre Pompeyo fueron seguidos por conocidos eruditos como Jules van Otegem, Christian Meier y Serguéi Lvovich Utchenko. Sin embargo, el punto de vista de Theodor Mommsen también tiene sus partidarios; además, a finales del siglo XX hubo una tendencia a converger con posiciones moderadamente críticas respecto a Pompeyo, que le acusaron especialmente de incompetencia.
En 1944 se publicó un estudio sobre Pompeyo en alemán por Matthias Gelzer y se reimprimió en 1949. Gelzer elogió a Cneo como general en la guerra sertoriana y en la campaña contra los piratas, pero se mostró reticente a su actuación en la tercera guerra mitridática y también en el Senado. El erudito alemán reconocía a Pompeyo como mejor organizador que César, y también lo consideraba en cierta medida un maestro del futuro dictador. Los revisores se mostraron en general positivos con la obra y destacaron la negativa del académico alemán a seguir las valoraciones de Theodor Mommsen y Eduard Meyer. Al mismo tiempo, John Percy Balsdon pensó que las descripciones de Gelzer eran a veces una paráfrasis de una fuente antigua, y Frank Adcock señaló la inexactitud de algunos de sus juicios —particularmente la influencia del sueño antes de la batalla de Farsalia en el equilibrio psicológico del general—.
En 1954, Jules van Ooteghem publicó una biografía de Cneo en francés. El investigador belga, en particular, argumentó en contra de las versiones del abandono forzoso de la dictadura por parte de Sila bajo la influencia de Pompeyo y de otros prominentes silanos, y de la traición de Tito Labieno, quien podría haber sido un pompeyano todo el tiempo, y por lo tanto su deserción a otro bando fue, por el contrario, el resultado de su lealtad a su patrón original. El mayor interés del investigador se centra en las campañas militares; también llegó a la conclusión de que Pompeyo era un estratega y político más dotado que César. El profesor de Harvard Mason Hammond encontró esta biografía mejor escrita y más completa que el largo artículo de la enciclopedia Pauly-Wissowa y que la biografía de Gelzer. Sin embargo, señaló la reticencia del investigador a señalar el papel de Pompeyo en la decadencia de la República romana, la falta de la debida consideración de las conclusiones de Edward Meyer y, finalmente, lamentó la falta de atención a los aspectos políticos y psicológicos de la actividad de Pompeyo.
En 1978-81 se publicaron en inglés tres biografías de Pompeyo, de John Leach, Robin Seager y Peter Greenhalgh.
El primer libro, que constaba de diez capítulos y dos apéndices, fue calificado por los críticos como insuficientemente profundo, lo que se debió en parte a que la obra estaba dirigida a estudiantes y lectores que no eran historiadores profesionales. Los críticos elogiaron mucho la descripción que hace el autor de las campañas militares, con énfasis en el análisis de la topografía y la estrategia, la caracterización de la política de Cneo en las provincias y la narración de los confusos sucesos posteriores al año 52 a. C. El autor tiene, en general, una caracterización positiva de Pompeyo —quizás discutiendo con Ronald Syme—, reconociendo en particular cualidades como el orgullo, la ambición y la vulnerabilidad a la superstición. Al mismo tiempo, los críticos señalaron imprecisiones como una descripción inexacta de las circunstancias de la fundación del triunvirato, una exageración del papel de Cneo en las reformas durante su primer consulado, una escasa descripción de los aliados políticos de Pompeyo y la negación de algunas pruebas de autores antiguos como posible evidencia de una tradición histórica hostil. Los revisores también señalaron una preocupación por el uso mecánico de información de autores antiguos para explicar las acciones de Pompeyo, la falta de confianza en la investigación moderna y la falta de una clara comprensión de ciertas peculiaridades de la política romana. Por último, se señaló que el intento del autor de presentar a Cneo como un reformista coherente es poco convincente.
La biografía de Robin Seager fue descrita por Anthony Marshall, profesor de la Universidad de Queen en Kingston, no tanto como una biografía, sino como un análisis de la política romana durante la vida de Pompeyo, que contiene varios fragmentos valiosos de la historia política. En opinión del crítico, el autor pintó una imagen excesiva de la vida política romana como un entorno oscuro y hostil, donde no había lugar para el patriotismo, el honor y la lealtad. El investigador británico sugiere la infrecuente hipocresía de Pompeyo, su disposición a traicionar a los viejos amigos y el sutil cálculo en todas sus acciones, incluso provocando situaciones de crisis. El historiador supone un retraso deliberado de la tercera guerra mitridática y la aplicación de las reformas del año 70 a. C. únicamente para su propio beneficio. Defendiendo su versión, polemiza activamente con las conclusiones de otros autores en las notas a pie de página. Al mismo tiempo, en opinión del crítico, el autor no ha analizado suficientemente la discutida tradición histórica de la enemistad de Pompeyo con Craso y no ha tenido en cuenta las peculiaridades de la situación en la Galia al describir los acontecimientos del año 52 a. C. En 2002 se publicó una segunda edición de la obra.
La biografía en dos volúmenes de Pompeyo escrita por Peter Greenhalgh, analizada por el profesor David Stockton de la Universidad de Oxford, fue vista con gran reserva, señalando una serie de errores de hecho, así como explicaciones ingenuas y discutibles. En opinión del investigador, no han sido aprovechados del todo la gran cantidad de trabajos, debido a que muchas cuestiones importantes se han tocado sólo de pasada, y a menudo faltan explicaciones sobre las acciones de Cneo. No obstante, el crítico destacó el buen estilo del ensayo, así como la descripción detallada y de alta calidad de los detalles de las operaciones militares.
En 2002 Patricia Southern publicó una nueva biografía de Pompeyo. La investigadora británica describió al general como un político astuto con algunos rasgos de paranoia y alabó su talento administrativo y militar. Arthur Keaveney, profesor asociado de la Universidad de Kent, en su reseña describió la obra como bien escrita, pero señaló la falta de novedad del material en comparación con las biografías anteriores. También consideró que el libro carecía de atención a los detalles, y señaló una serie de errores e inexactitudes.
En ruso, no existían obras especiales sobre Pompeyo a principios del siglo XXI, aunque varios investigadores han estudiado en detalle sus actividades. Robert Yuryevich Wipper expresó pensamientos similares a los de Eduard Meyer sobre el principado de Pompeyo. En la historiografía soviética, el escaso interés por Pompeyo se debió a las críticas al caudillo por parte de Karl Marx. Sin embargo, siguiendo las ideas de Eduard Meyer, la actividad del comandante fue examinada por Serguéi Lvovich Utchenko, quien lo valoró como una figura culta e ilustrada, educada en el espíritu tradicional de respeto a las leyes y las costumbres, y que, por tanto, actuaba estrictamente en el marco de las normas tradicionalmente santificadas, sin tener en cuenta la sorpresa de sus contemporáneos, quienes se extrañaban de tal conservadurismo. Además, una evaluación objetiva de Pompeyo y sus iniciativas fue dada por Alexéi Borísovich Egorov, y Julius Berkovich Tsirkin dedicó una sección a la vida del comandante en su colección de biografías Las guerras civiles en Roma. Los derrotados.

### Opiniones políticas de Pompeyo
El análisis de las opiniones políticas de Cneo ha sido durante mucho tiempo el centro de atención de los estudiosos de la Antigüedad. El mayor interés de estos ha sido averiguar por qué César se convirtió en un dictador perpetuo y no Pompeyo, quien tuvo más oportunidades de convertirse en gobernante único que este último. Así, según Theodor Mommsen, el poder único —aparentemente en forma de dictadura romana en lugar de una monarquía al estilo helenístico— era el objetivo final tanto de César como de Pompeyo. El historiador alemán explica el fracaso de Cneo por su falta de voluntad: en su opinión, en el año 62 a. C. a Pompeyo simplemente le faltó valor para tomar el poder, aunque en Roma se hablaba de la llegada de la monarquía como un hecho consumado y ya se estaba «preparando para conocer al nuevo monarca».
Eduard Meyer, quien cuestionó las conclusiones de Mommsen, creía que Pompeyo no sólo no tenía intención de establecer una monarquía, sino que estaba dispuesto a rechazarla si se le ofrecía el cargo de dictador. El historiador alemán vio en el «principado» de Pompeyo la aplicación práctica de los puntos principales del tratado de Cicerón De re publica. En general, consideraba a Cneo como un gran general y un fiel seguidor de las leyes y tradiciones romanas. Además, Meyer consideraba a Pompeyo, y no a César, como el verdadero predecesor del primer emperador Augusto.
Según la interpretación del erudito británico Ronald Syme, la carrera de Cneo, que comenzó con fraude y violencia, continuó con la traición y un golpe de Estado pacífico en el año 70 a. C. Syme cree que el rechazo a una toma de poder armada en el 62 a. C. fue sólo por falta de una razón adecuada. El historiador también se muestra escéptico sobre la durabilidad de la paz tras la hipotética victoria de Pompeyo en la guerra civil: en su opinión, de haber derrotado a César, Cneo se habría convertido seguramente en un dictador y habría caído finalmente a manos de los conspiradores, al igual que Cayo.
Siguiendo a Eduard Meyer, Robin Seager cree que Pompeyo no quería convertirse en rey o en dictador, sino en un hombre al que el Senado y el pueblo acudían en cada crisis y al que suplicaban una solución. Sin embargo, el general siempre estaba dispuesto a renunciar, y también era capaz de soportar el rechazo con dignidad. Entre crisis Pompeyo, según un estudioso británico, esperaba pasar su tiempo rodeado de ciudadanos agradecidos. También destaca los intentos del caudillo de rebajar las tensiones prometiendo públicamente la disolución de su ejército. Un punto de vista similar es el de Julius Berkovich Tsirkin, quien señala la confianza de Pompeyo en su bien ganada autoridad y su actuación en el marco de las leyes ordinarias, más que extraordinarias. En su opinión, Cneo era el que más se acercaba a la idea de Cicerón sobre la necesidad de un político en Roma que encarnara las virtudes tradicionales y que fuera capaz de guiar el estado romano no por la violencia, sino por la alta autoridad. Jürgen von Ungern-Sternberg cree que Cneo, aunque buscaba la supremacía en Roma, esperaba hacerlo en el marco de las leyes vigentes y no mediante la fuerza militar.

### Puntos de vista religiosos
La religión desempeñó un papel importante en la vida de Pompeyo, pero su principal biógrafo, Plutarco, no dejó una descripción sistemática de la actitud del general hacia la religión, aunque sí lo hizo con Sila y César. Como los romanos no tenían una única deidad patrona personal en la época de Pompeyo, Cneo adoraba especialmente a Venus, Minerva y al héroe semidiós Hércules.

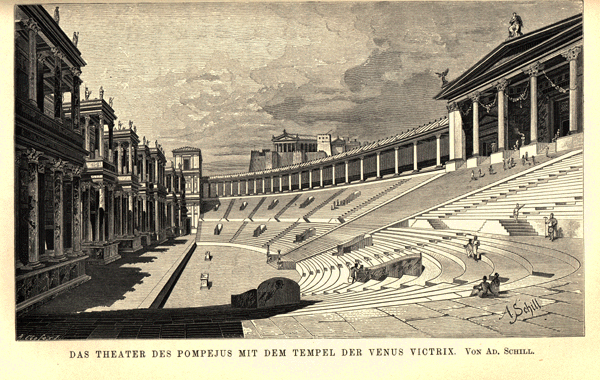
El templo de Venus Victrix en el teatro de Pompeyo estaba situado en una colina justo enfrente del escenario.

El 12 de agosto de 55 a. C., Pompeyo inauguró el teatro homónimo, construido con su propio dinero, aunque otra versión cuenta que la construcción comenzó en el 55 a. C. y la consagración tuvo lugar en el 52 a. C. Se construyeron cinco santuarios como parte del complejo, incluyendo un templo dedicado a Venus Victoriosa (en latín: Venus Victrix). La dedicación del templo a esta diosa justo enfrente del escenario probablemente formaba parte de la práctica de las relaciones con los griegos establecida en el siglo I a. C.: Lucio Cornelio Sila en sus relaciones con este pueblo se refería a sí mismo como Epafrodito, el amante de Afrodita, la equivalente griega de la Venus romana. Así, subrayó la estrecha relación de Roma con los dioses del Olimpo y con Grecia, de modo que los griegos no percibieron a los romanos como bárbaros, sino como parte del mundo helénico. César enfatizó aún más el parentesco venusino señalando una leyenda familiar de los Julios, como si fueran descendientes de Venus-Afrodita. Pompeyo, por otro lado, siguió la tradición de Sila. Plutarco cuenta que la noche anterior a la batalla de Farsalia, Cneo tuvo un sueño en el que entraba en el santuario de Venus Victrix y le dedicaba todo su botín. El sueño le pareció ambiguo a Pompeyo porque ambos comandantes tenían una especial veneración por Venus. Según Apiano, el lema de las tropas de César en esta batalla era «Venus Victrix».
Los estudiosos modernos consideran que no es casualidad que el teatro se inaugurara el 12 de agosto, día de la fiesta de Hércules el Invencible (en latín: Hercules Invictus). Pompeyo se asociaba a menudo con Hércules y su homólogo griego Heracles, y en la batalla de Farsalia el ejército de Cneo utilizó el lema «Hercules Invictus». La elección de Pompeyo estuvo probablemente influenciada por la veneración de Hércules por parte de Alejandro Magno, un caudillo al que Cneo intentó parecerse, y Mitrídates Eupator. Aparte de la mera veneración, tras su regreso de Oriente renovó y volvió a consagrar el templo de Hércules en Roma, y durante al menos un siglo se le llamó a menudo el «Templo de Pompeyo».
Ambos cultos, vinculados con la victoria, estaban estrechamente relacionados con Pompeyo. En el año 56 a. C., cuando el monetarius de Roma era el yerno de Pompeyo Fausto Cornelio Sila, se acuñaron monedas con imágenes tanto de Venus como de Hércules, posiblemente sólo para complacer a Cneo.
Por último, Pompeyo sentía una especial veneración por Minerva. A su regreso de la tercera guerra mitridática, Cneo le dedicó todo su botín y reconstruyó un templo en su honor. Al mismo tiempo, tuvo la oportunidad de hacerse con el control de la reconstrucción del templo de Júpiter Capitolino —superior en la jerarquía de los dioses romanos—, pero Pompeyo no lo aprovechó.

### Proezas militares

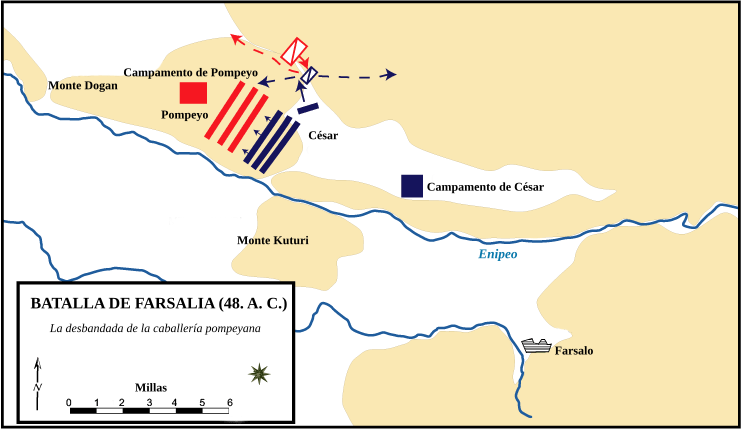
Un resumen de la batalla de Farsalia.

Las ciertas dotes de liderazgo militar de Pompeyo son reconocidas por todos los estudiosos, incluido Theodor Mommsen, quien criticó duramente la actuación del comandante en el ámbito político. En las batallas de la guerra civil de 83-82 a. C. Pompeyo demostró ser un comandante inexperto, pero eficaz. Durante la guerra en Hispania, el talentoso general Sertorio derrotó al menos dos veces a Pompeyo gracias a su habilidad táctica y a los errores de cálculo de Cneo; cuando Sertorio fue asesinado por sus compañeros de armas, Pompeyo utilizó con éxito tácticas similares a las de Aníbal contra los restos del ejército rebelde. Se considera que una de las operaciones más controvertidas de Pompeyo fue su decisión de retirarse de Italia en el año 49 a. C. Sin embargo, a mediados del siglo XX, tras casi un siglo de debate, la opinión más extendida era que en febrero de 49 a. C. este plan seguía siendo la única opción para que Pompeyo continuara con éxito la guerra.
Sin embargo, en la guerra civil de 49-45 a. C. Pompeyo demostró ser un buen líder militar, debido a que planificó y llevó a cabo la retirada estratégica a Grecia, consiguió que Brundisium no fuera capturado por César cuando la mayoría de las tropas ya habían cruzado, rompió el asedio de este último en Dirraquio en el lugar más desfavorecido y, finalmente, impuso a Cayo la hora y el lugar de la batalla general. Sin embargo, si bien Pompeyo como estratega no era inferior a César, la habilidad táctica de este último superaba a la de Cneo, debido a que este fue capaz de adivinar el plan de su oponente en la batalla de Farsalia y utilizarlo para un contraataque decisivo. Theodor Mommsen subraya que Pompeyo suscitó temores justificados sobre las perspectivas de la batalla de Farsalia, pero se vio obligado a ceder a la presión de los senadores.

### Cita
1. ↑  (Gran. Lic. 36 frag.) Granio Liciniano. Fragmento, libro 36. Cita: «…et Pompeius annos natus XXV eques Romanus, quod nemo antea, pro praetore ex Africa triumphavit IIII idus Martias…»; traducción: «…Y Pompeyo, cuando tenía 25 años y aún era caballero romano —cosa que nadie había hecho antes— celebró un triunfo como propretor de África, el cuarto día antes de la idus de marzo…».
2. ↑  (Plut. Pomp. 16) Plutarco. Pompeyo, 16. Cita: «…porque Bruto, o entregando él mismo su ejército, o habiéndole hecho éste traición, mudó de partido, puso su persona a disposición de Pompeyo, y con escolta que se le dio de caballería se retiró a una aldea, orillas del Po, donde sin mediar más que un día se le quitó la vida, habiendo Pompeyo enviado allá a Geminio. Acerca de esto se hacían grandes cargos a Pompeyo, pues habiendo escrito al Senado, inmediatamente después de la mudanza de Bruto, en términos de significar que éste voluntariamente se le había pasado, envió después otra carta, en la que, verificada ya la muerte de Bruto, le acusaba».
3. ↑  (App. B.C. I, 110) Apiano. Historia romana. Guerras civiles, I, 110. Cita: «…Sertorio derrotó a Pompeyo, siendo este último herido peligrosamente en el muslo por una lanza».
4. ↑  (Plut. Sert. 19). Pompeyo. Sertorio, 19. Cita: «A Pompeyo le acometió desmontado un hombre alto de los de caballería, y habiendo venido ambos al suelo a un tiempo, al volver a la lid pararon en las manos de uno y otro los golpes de las espadas, aunque con suerte desigual, porque Pompeyo apenas fue lastimado, pero al otro le cortó la mano».
5. ↑  (Plut. Pomp. 21) Plutarco. Pompeyo, 21. Cita: «Deteniéndose después de esto todo el tiempo necesario para apaciguar las mayores alteraciones y sosegar y componer las discordias y desavenencias que aún ardían, restituyó el ejército a Italia, llegando por fortuna cuando estaba en su mayor fuerza la guerra civil. Por lo mismo, Craso precipitó, no sin riesgos, la batalla, y le favoreció la suerte, habiendo muerto en la acción doce mil trescientos hombres de los enemigos. Mas con esto mismo la fortuna halló medio de introducir a Pompeyo en la victoria, porque cinco mil que huyeron de la batalla dieron con él, y habiendo acabado con todos escribió al Senado, por un mensajero que anticipó, que Craso había vencido en la batalla campal a los gladiadores, pero que él había arrancado la guerra de raíz; cosa que, por el amor que le tenían, escuchaban y repetían con gusto los romanos».
6. ↑  (Liv. Ep. 98) Tito Livio. Epítome, 98. Cita: «Una revuelta de soldados que no querían ir más allá, impidió que Lúculo persiguiera a Mitrídates y Tigranes y obtuviera la victoria definitiva; en ella estaban implicadas las dos legiones de Valerio, que desertaron de Lúculo diciendo que su periodo de servicio había terminado».
7. ↑  (Plut. Pomp. 30) Plutarco. Pompeyo, 30. Cita: «Con todo, de Lúculo, a quien se privaba de la gloria de sus ilustres hechos, y a quien más bien se daba sucesor del triunfo que de la guerra, era muy poco lo que se hablaba entre los del partido del Senado, sin embargo de que conocían el agravio y la injusticia que a aquel se irrogaban…».
8. ↑  (Plut. Pomp. 30) Plutarco. Pompeyo, 30. Cita: «Dícese de él que cuando recibió las cartas y supo lo decretado, hallándose presentes y regocijándose sus amigos, arrugó las cejas, se dio una palmada en el muslo y, como quien se cansa de mandar, prorrumpió en estas expresiones: “¡Vaya con unos trabajos que no tienen término! ¿Pues no valía más ser un hombre oscuro, para no cesar nunca de hacer la guerra ni de incurrir en tanta envidia, pasando la vida en el campo con su mujer?” Al oír esto, ni sus más íntimos amigos dejaron de torcer el gesto a semejante ironía y simulación, conociendo que subía muy de punto su alegría con el incentivo que daba a la natural ambición y deseo de gloria de que estaba poseído su indisposición y encono con Lúculo».
9. ↑  McGing B. C. The Foreign Policy of Mithridates VI Eupator, King of Pontus. Leiden: Brill, 1986, p. 164. (en inglés) Cita: «Los detalles de la campaña que siguió son difíciles de determinar, pero para los fines de este estudio carecen de importancia. Lo que importa es que, tras una larga huida del combate abierto, el ejército de Mitrídates fue derrotado y él mismo se vio obligado a huir (App. Mith. 100; Plut. Pomp. 32.3 ss.; Dio Cass. 36.48.2 ff.; Livy Epit. 101)»; original: «The details of the campaign that followed are hard to establish, but for the present purposes it is unnecessary to try. What matters is that after avoiding open battle for a time, Mithridates' army was finally routed, and he himself forced to flee (App. Mith. 100; Plut. Pomp. 32.3 y ss.; Dio Cass. 36.48.2 y ss.; Livy Epit. 101)».
10. ↑  Seager R. Pompey the Great: a political biography. 2nd ed. Malden, MA-Oxford: Blackwell, 2002, p. 55 (en inglés) Cita: «Pompeyo partió ahora en busca de Mitrídates. Una primera victoria romana llevó al rey a buscar refugio en Tigranes, sólo para descubrir que el armenio le había traicionado y había puesto precio a su cabeza»; original: «Pompeius now set out in pursuit of Mithradates. An initial Roman victory drove the king to seek sanctuary with Tigranes, only to find that the Armenian had betrayed him and set a price upon his head».
11. ↑  (Plut. Pomp. 34) Plutarco. Pompeyo, 34. Cita: «pero habiendo cogido el invierno al ejército en aquel país y habiendo tenido los romanos que celebrar la fiesta de los Saturnales, se dispusieron a acometerles en número de cuarenta mil a lo menos cuando fueran a pasar el río Cirno».
12. ↑  (App. Mith. 103) Apiano. Guerras mitridáticas, 103. Cita: «…Todas las tribus vecinas acompañaron a Pompeyo en su expedición de exploración. Sólo Oroeses, rey de los albaneses, y Artag, rey de los iberos, le tendieron una emboscada con setenta mil hombres en el río Cirno».
13. ↑  (Plut. Pomp. 34) Plutarco. Pompeyo, 34. Cita: «Mas a pesar de todo esto los derrotó Pompeyo en una gran batalla en la que murieron nueve mil, y más de diez mil quedaron cautivos».
14. 1 2  (Plut. Pomp. 35) Plutarco. Pompeyo, 35. Cita: «Habiéndosele anunciado que otra vez se le habían rebelado los albanos. Regresó, pues, contra ellos encendido en ira y en deseo de venganza, costándole extraordinario trabajo volver a pasar el Cirno por haber hecho los bárbaros empalizadas en gran parte de él; teniendo que andar un camino áspero y falto de agua, y habiendo llenado diez mil odres de ella».
15. ↑  (Plut. Pomp. 35) Plutarco. Pompeyo, 35. Cita: «Continuó su marcha contra los enemigos, a los que alcanzó formados en orden de batalla junto al río Abante en número de sesenta mil hombres de infantería y doce mil de caballería, pero muy mal armados y sin otro vestido los más que pieles de fieras. Acaudillábalos un hermano del rey, llamado Cosis, el cual, trabada ya la batalla, se dirigió contra Pompeyo, y habiéndole herido con un dardo en la parte donde terminaba la coraza, Pompeyo lo traspasó con un bota de lanza. Dícese que en esta batalla pelearon con los bárbaros las amazonas, habiendo bajado de los montes que circundan el río Termodonte, pues al reconocer y despojar los romanos a los bárbaros después de la batalla encontraron, sí, rodelas y coturnos amazónicos, aunque no se vio ningún cuerpo de mujer. Habitan las amazonas las pendientes del Cáucaso por la parte del mar de Hircania, pero no confinan con los albanos, sino que están en medio los gelas y los leges; y en cada año, pasando dos meses en unión con estos, a orillas del Termodonte, después se retiran a vivir solas».
16. ↑  (Plut. Pomp. 38) Plutarco. Pompeyo, 38. Cita: «Púsose, pues, en marcha para dar la vuelta hasta el mar Rojo, pues por otro lado veía que era muy difícil cazar con las armas a Mitridates, y que era enemigo más temible huyendo que peleando».
17. ↑  (App. Syr. 49) Apiano. Guerra romano-siria, 49. Cita: «Pero Pompeyo, el sucesor de Lúculo, cuando hubo derrocado a Mitrídates, permitió que Tigranes reinara en Armenia y expulsó a Antíoco del gobierno de Siria, aunque no había hecho ningún mal a los romanos. La verdadera razón fue que a Pompeyo, con un ejército bajo su mando, le resultaba fácil robar a un rey desarmado, pero el pretexto fue que era indecoroso que los seléucidas, a quienes Tigranes había destronado, gobernaran Siria, en lugar de los romanos que habían conquistado a este último».
18. ↑  (Jos. Ant. 14, 2, 3) Flavio Josefo. Antigüedades judías, XIV, 2, 3. Cita: «Pero [a pesar de la oferta de cuatrocientos talentos tanto de Aristóbulo como de Hircano] Escauro se inclinó por Aristóbulo, porque era más rico, más generoso y menos exigente, mientras que Hircano era pobre y tacaño y exigía mucho más por su incierta promesa».
19. ↑  (Jos. Ant. 14, 4, 5) Flavio Josefo. Antigüedades judías, XIV, 4, 5. Cita: «Y se cometieron no pocas enormidades en torno al templo mismo, que, en épocas anteriores, había sido inaccesible y no había sido visto por nadie. Porque Pompeyo entró en él, y no pocos de los que estaban con él también, y vio todo lo que era ilícito que vieran los demás hombres, sino sólo los sumos sacerdotes. Había en aquel templo la mesa de oro, el candelabro sagrado y los cálices de sacrificio, y una gran cantidad de especias; y además había entre los tesoros dos mil talentos de dinero sagrado. Sin embargo, Pompeyo no tocó nada de todo esto, a causa de su respeto a la religión; y también en este punto actuó de manera digna de su virtud. Al día siguiente ordenó a los encargados del templo que lo purificaran y trajeran a Dios las ofrendas que la ley exigía, y restituyó el sumo sacerdocio a Hircano: tanto porque le había sido útil en otros aspectos…».
20. ↑  (Plut. Pomp. 45) Plutarco. Pompeyo, 45. Cita: «Había dado sobre todo esto razón por escrito de que las rentas de la república eran antes cincuenta millones de dracmas, y las de los países que había conquistado montaban a ochenta y cinco millones».
21. ↑  (Plut. Pomp. 42) Plutarco. Pompeyo, 42. Cita: «Pues Mucia lo había cubierto de ignominia durante su ausencia. Mientras estuvo lejos no hizo gran caso Pompeyo de los rumores que le llegaron; pero cuando se halló cerca de Italia y tuvo más tiempo para pensar en ellos, por lo mismo que se aproximaba a la causa, le envió el repudio, sin manifestar entonces por escrito ni haber dicho después por qué motivo se divorciaba; pero en las cartas de Cicerón se manifiesta cuál fue el que intervino».
22. ↑  (Pomp. Plut. 44) Plutarco. Pompeyo, 44. Cita: «Quiso en esto Pompeyo que fuera designado cónsul Afranio, y gastó para ello grandes cantidades con las tribus, de su propio caudal, yendo los que las recibían a los jardines del mismo Pompeyo; aquel soborno hízose público, murmurando todos de Pompeyo, porque aquella misma dignidad con que se habían recompensado sus triunfos, y que tanto le había ilustrado, siendo la primera de la república, la hacía venal para los que no podían aspirar a ella por su virtud».
23. ↑  (Cic. Att. I, 16, 12) Cicerón. Cartas a Ático, I, 16, 12. Cita: «En estos momentos hay una viva expectación por las elecciones, en las que, en contra de los deseos de todo el mundo, nuestro amigo Magno [Pompeyo] está impulsando las pretensiones del hijo de Aulo; y en ese asunto sus armas no son ni su prestigio ni su popularidad, sino aquellas con las que Filipo dijo que cualquier fortaleza podía ser tomada, si tan sólo un asno cargado de oro se abriera paso hasta ella. Además, se dice que ese precioso cónsul, que jugaba como un segundón de Pompeyo, emprendió el negocio y tenía agentes de soborno en su casa, cosa que no creo. Pero ya se han aprobado dos decretos de carácter impopular, porque se cree que están dirigidos contra el cónsul por la demanda de Catón y Domicio, uno de que se permitiera el registro en las casas de los magistrados, y un segundo, de que todos los que tuvieran agentes de soborno en sus casas eran culpables de traición».
24. ↑  (Suet. Iul. 19) Suetonio. Vidas de los doce césares. Cayo Julio César, 19. Cita: «César fue nombrado cónsul con Bíbulo y los grandes no pudieron hacer sino asignar a los futuros cónsules cargos intrascendentes, como la inspección de bosques y caminos. Movido César por esta injuria, no perdonó medio para atraerse a Pompeyo, irritado entonces contra los senadores, quienes vacilaban en aprobar sus actos, pese a sus victorias sobre el rey Mitrídates, reconciliándole también con Craso, quien continuaba enemistado con él desde las violentas querellas de su consulado, concertando con ellos una alianza por la cual no se haría nada en el Estado que desagradase a cualquiera de los tres».
25. ↑  (Vell. Pat. II, 44) Veleyo Patérculo. Historia romana, II, 44. Cita: «Fue en el consulado de César cuando se formó entre él, Cneo Pompeyo y Marco Craso la asociación en el poder político que resultó tan nefasta para la ciudad, para el mundo y, posteriormente, en diferentes períodos para cada uno de los propios triunviros».
26. ↑  (Cic. Att. II, 3, 3) Cicerón. Cartas a Ático, II, 3, 3. Cita: «Porque Cornelio ha estado conmigo, y me aseguró solemnemente que tenía la intención de aprovechar mi consejo y el de Pompeyo en todo, y pretendía esforzarse por reconciliar a Craso con Pompeyo».
27. ↑  Utchenko S. L. Кризис и падение Римской республики. Moscú: Nauka, 1965, p. 69. Cita: «Mientras el Triunvirato era percibido como una valiente oposición al gobierno, es decir, al Senado que ostentaba el poder, podía gozar de cierto crédito, pero cuando él mismo comenzó a convertirse en un gobierno de facto y el Senado se vio obligado casi a esconderse, esto provocó naturalmente una cierta reacción».
28. ↑  (Plut. Pomp. 51) Plutarco. Pompeyo, 51. Cita: «A los demás los despidió colmándolos de esperanzas y de presentes, pero entre Pompeyo, Craso y él mediaron ajustes: que se pedirían los consulados para los dos primeros, en lo que les auxiliaría César, enviándoles muchos de sus soldados para aumentar los votos, y que inmediatamente que fuesen elegidos harían entre si mismos el repartimiento de las provincias y mando de los ejércitos, y confirmarían a César en las provincias que tenía por otros cinco años».
29. ↑  Utchenko S. L. Юлий Цезарь. Moscú: Mysl, 1976, p. 153. (en ruso) Cita: «…la dictadura parecía ahora para muchos la única forma de luchar contra la anarquía».
30. 1 2  (App. B. C. II, 23) Apiano. Guerras civiles, II, 23. Cita: «El Senado se reunió consternado y miró a Pompeyo, con la intención de hacerle dictador de inmediato, pues lo consideraban necesario como remedio a los males presentes; pero a sugerencia de Catón le nombraron cónsul sin colega, para que gobernando solo tuviera el poder de un dictador con la responsabilidad de un cónsul. Fue el primero de los cónsules que tuvo dos de las mayores provincias, y un ejército, y el dinero público, y el poder autocrático en la ciudad, en virtud de ser cónsul único».
31. 1 2  (App. B. C. II, 26) Apiano. Guerras civiles, II, 26. Cita: «César no pudo influir en Claudio con dinero, pero compró la neutralidad de Paulo por mil quinientos talentos y la ayuda de Curión con una suma aún mayor, porque sabía que este último estaba muy cargado de deudas».
32. ↑  (Plut. Pomp. 57) Plutarco. Pompeyo, 57. Cita: «Así, se dice no haber sido esta la menor de las causas que atrajeron la guerra civil. Porque el exceso de esta satisfacción dio mayor calor al orgullo con que ya pensaba acerca de los negocios; y creyéndose dispensado de aquella circunspección que hasta allí había afianzado y dado estabilidad a sus prósperos sucesos, se entregó a una ilimitada confianza y al desprecio del poder de César».
33. ↑  (App. B. C. II, 62) Apiano. Guerras civiles, II, 62. Cita: «Cuando los soldados entraron en el campamento no colocaron ninguna guardia. Se descuidaron todas las precauciones y la fortificación quedó desprotegida, por lo que es probable que Pompeyo pudiera haberla capturado y puesto fin a la guerra con ese único enfrentamiento si Labieno, en alguna locura celestial, no le hubiera persuadido de perseguir a los fugitivos en su lugar. Además, el propio Pompeyo dudó, ya sea porque sospechó de una estratagema al ver las puertas sin vigilancia o porque supuso despectivamente que la guerra ya estaba decidida por esta batalla. Así que se volvió contra los que estaban fuera del campamento e hizo una gran matanza y tomó veintiocho estandartes en los dos enfrentamientos del día, pero aquí perdió su segunda oportunidad de dar el golpe final a la guerra. Se cuenta que César dijo: “La guerra habría terminado hoy a favor del enemigo si éste hubiera tenido un comandante que supiera aprovechar la victoria”».
34. ↑  (Tac. Ann. IV, 34) Tácito. Anales, IV, 34. Cita: «Tito Livio, el más célebre, el más elocuente y veraz de nuestros historiadores, elogió tanto a Cneo Pompeyo que Augusto lo apodó pompeyano, pero esto no interfirió en su amistad».
35. ↑  (Tac. Hist. II, 38) Tácito. Historias, II, 38. Cita: «Luego, Cayo Mario y el sanguinario aristócrata Lucio Sila, que provenía de las clases plebeyas, suprimieron la libertad por las armas y la sustituyeron por la autocracia. Cneo Pompeyo, quien los reemplazó, no fue mejor, sólo más reservado; y desde entonces la lucha tuvo un solo objetivo: el principado».

### Comentarios
1. ↑  Plutarco (Pompeyo, 20), sin embargo, menciona un cierto favor que Perpenna hizo a Pompeyo en Sicilia; puede que tuvieran un acuerdo para limpiar la isla sin luchar.
2. ↑  En la biografía de Sila, un historiador griego recogió estas palabras del exdictador: «¡Bella elección has hecho, oh joven! Has ido a nombrar a Lépido antes que a Cátulo, al hombre más necio antes que al más virtuoso de todos. Mira por ti, no te duermas, después de haber hecho más poderoso que tú a tu antagonista» (Plut. Sil. 34) Plutarco. Sila, 34; en la biografía de Pompeyo, las palabras de Sila son ligeramente diferentes.
3. 1 2  Un decreto de emergencia del Senado para la supresión de los disturbios internos que otorgaba poderes especiales a una persona con la frase «para que el Estado no sufra ningún daño».
4. ↑  El comandante no podía celebrar su triunfo una vez entrara a la ciudad, sin embargo, se requería su presencia personal para inscribirse como candidato a cónsul. Once años más tarde, Cayo Julio César pidió al Senado un permiso similar, pero se le negó y sacrificó su triunfo por el consulado.
5. ↑  Los tribunos erarios eran una categoría de romanos ricos que, sin embargo, no entraban en la categoría de caballeros; véase: Tsirkin Y. B. Помпей Великий и его сын / Гражданские войны в Риме. Побеждённые. San Petersburgo: Universidad Estatal de San Petersburgo, 2006, pp. 150-151. (en ruso).
6. ↑  Lex Cornelia annalis de Sila prohibía la reelección de los cónsules antes de que transcurran diez años desde el primer consulado.
7. ↑  Sin embargo, el propio término «triunvirato», habitual en la historiografía moderna, pero no en las fuentes antiguas, es incorrecto; véase;Seager R. Pompey the Great: a political biography. 2nd ed. Malden, MA-Oxford: Blackwell, 2002, p. 85. (en inglés) Varrón, por ejemplo, llamó al triunvirato «las tres cabezas», Suetonio y Veleyo Patérculo con el nombre de «sociedad y asociación» (en latín: societas).
8. ↑  En el siglo I a. C. cada año en la Antigua Roma se llamaba con los nombres de ambos cónsules; el 59 a.C. sería «el consulado de [Cayo Julio] César y [Marco Calpurnio] Bíbulo». Los romanos, sin embargo, insinuaron la completa monopolización de los poderes colegiados por parte de César; véase, por ejemplo, Utchenko S. L. Юлий Цезарь. Moscú: Мысль, 1976, p. 99. (en ruso).
9. ↑  El tribuno de la plebe no tenía derecho a abandonar la ciudad.
10. ↑  N. A. Mashkin, por ejemplo, señala el 12 de enero: Принципат Августа. Moscú — Leningrado: Editorial de la Academia de Ciencias de la URSS, 1949, p. 56. (en ruso). La fecha exacta del inicio de la guerra civil no está clara; ver por ejemplo: Cambridge Ancient History. 2nd ed. Volume IX: The Last Age of the Roman Republic, 146–43 BC. Cambridge: Cambridge University Press, 1992, p. 424. (en inglés).
11. ↑  En la antigüedad, las grandes operaciones navales se llevaban a cabo muy raramente en invierno; véase Tsirkin Y. B. Помпей Великий и его сын / Гражданские войны в Риме. Побеждённые. San Petersburgo.: Universidad Estatal de San Petersburgo, 2006, p. 187. (en ruso).
12. ↑  Plutarco (Pompeyo, 75) menciona que el barco de Cneo ancló frente a la costa, pero el propio general no entró en la ciudad, aunque fue invitado a hacerlo.
13. ↑  Sin embargo, no se han conservado libros de su obra que describan los acontecimientos del siglo I a. C.